# 金剛峯寺
金剛峯寺（こんごうぶじ）は、和歌山県伊都郡高野町高野山にある高野山真言宗の総本山の寺院。正式には高野山金剛峯寺（こうやさんこんごうぶじ）と号する。
高野山は、和歌山県北部、周囲を1,000メートル級の山々に囲まれた標高約800メートルの盆地状の平坦地に位置する。100か寺以上の寺院が密集する日本では他に例を見ない宗教都市である。京都の東寺と共に、真言宗の宗祖である空海（弘法大師）が修禅の道場として開創し、真言密教の聖地、また、弘法大師入定信仰の山として、21世紀の今日も多くの参詣者を集めている。2004年（平成16年）7月に登録されたユネスコの世界遺産「紀伊山地の霊場と参詣道」の構成資産の一部。
「金剛峯寺」という寺号は、明治期以降は1つの寺院の名称になっている。しかし高野山は「一山境内地」といわれ高野山全域が寺の境内地とされ、金剛峯寺の山号が高野山であることからも分かるように、元来は真言宗の総本山としての高野山全体と同義であった。寺紋は五三桐紋と三つ巴紋。

## 概要

### 空海と高野山
空海は、最澄（天台宗の開祖）と並び、平安仏教を開いた僧である。著作家、書道家としても優れ、灌漑事業などを行った社会事業家、綜藝種智院を開設した教育者としての側面もある。後世には「お大師様」として半ば伝説化・神格化され、信仰の対象ともなっており、日本の仏教、芸術、その他文化全般に与えた影響は大きい。空海は宝亀5年（774年）、讃岐国屏風浦（香川県善通寺市）に生まれ、俗姓を佐伯氏といった。十代末から30歳頃までは修行期で、奈良の寺院で仏典の研究に励み、時に山野に分け入って修行した。延暦23年（804年）、留学生（るがくしょう）として唐に渡航。長安・青龍寺の恵果に密教の奥義を学び、大同元年（806年）帰国している。
空海が嵯峨天皇から高野山の地を賜ったのは弘仁7年（816年）のことであった。空海は、高い峰に囲まれた平坦地である高野山を、高い峰々を蓮の花に見立て八葉蓮華（八枚の花弁をもつ蓮の花=曼荼羅の象徴）として、山上に曼荼羅世界を現出しようとしたものである。

### 開創伝承
弘仁7年（816年）に嵯峨天皇から空海は高野山の地を賜った。若い時に修行したことのあるこの山に真言密教の道場を設立することを天皇に願い出たというのが史実とされている。なお、平安中期の成立とされる『金剛峯寺建立修行縁起』にはこれとは異なった開創伝承が残されている。空海が修行に適した土地を探して歩いていたところ、大和国宇智郡（奈良県五條市）で、黒白2匹の犬を連れた狩人（実は、狩場明神という名の神）に出会った。狩人は犬を放ち、それについていくようにと空海に告げた。言われるまま、犬についていくと、今度は紀伊国天野（和歌山県かつらぎ町）というところで土地の神である丹生明神（にうみょうじん）が現れた。空海は丹生明神から高野山を譲り受け、伽藍を建立することになったという。この説話に出てくる丹生明神は山の神であり、狩場明神は山の神を祭る祭祀者（原始修験者）であると解釈されている。つまり、神聖な山に異国の宗教である仏教の伽藍を建てるにあたって、地元の山の神の許可を得たということを示しているのだとされている。高野山では狩場明神（高野明神とも称する）と丹生明神とを開創に関わる神として尊崇し、壇上伽藍の御社(明神社)において現在でも祀られている。また丹生都比売神社でも、丹生明神と狩場明神が祀られ、金剛峯寺と丹生都比売神社は古くから密接な関係にあり、神仏分離後の今日でも金剛峯寺の僧の丹生都比売神社への参拝が行われている。

### 入定信仰
空海が天長9年（835年）奥之院に入定後、86年経った延喜21年（921年）に東寺長者の観賢の上奏により醍醐天皇が空海に「弘法大師」の諡号を贈った。観賢は、その報告のため高野山へ登り奥之院の廟窟に入ると、入定した空海（即身仏）は、髪を伸ばし、その姿は普段と変わりなく、まるで生きているかのように禅定している空海の姿があったと伝えている。このことから「弘法大師は今も奥之院に生き続け、世の中の平和と人々の幸福を願っている」という入定信仰が生まれた。

### 結界
空海が高野山に入山し最初にしたことは、高野山を中心に東西、南北にそれぞれ七里の結界を張り、俗世と聖地高野山との境界としたことであった。高野山は元々祖霊の集まる神聖な場所で、それを人々へ承知させ、結界内に不浄なものを入れないために、高野山を囲む山々の峰をつなぐ線として、密法の法により結界を張ったとされている。また高野山全域の結界の中に更に二重の結界が張られ、その二重の結界内部は、のちに信仰の中心となる伽藍を建立する壇上(壇場)とされた。
結界内に開創以来、次の4つの禁が明治まで続いた。
1. 肉や魚を持ち込まない。食べない。
2. 女人禁制。
3. 遊芸に関わる鳴り物をしない。
4. 鶏と猫を飼わない。

女人禁制により女性が山内に入ることができず、高野参詣道の終着点の高野七口といわれる結界への入り口付近に女性たちの籠もり堂（参籠所）として女人堂ができ、各女人堂をめぐる結界に沿ってできた参詣道が女人道である。1872年（明治5年）明治政府が太政官布告第98号「神社仏閣女人結界ノ場所ヲ廃シ登山参詣随意トス」を発布し、女人禁制が廃止されたが、実質、高野山において公式に女人禁制が解かれたのは高野山開創1100年記念大法会にむけて、高野山の結界残部を残らず解除した1906年（明治39年）である。
遊芸に関わる鳴り物をしない禁を破ったことに関する逸話として、豊臣秀吉が、母大政所の三回忌の際に高野山開創以来の禁令の笛太鼓や鼓などを用いた能狂言を催したところ、当日、雲がなかったが、能が始まると暗雲が広がり、天地が振動し凄まじい雷雨が襲った。大師の怒りと恐れおののいた秀吉は、単騎一目散に山を駆け降り難を逃れたと伝わる。
鶏と猫は禁じているが、犬だけは飼うことが許されたのは、高野山開創伝承で犬が空海を高野山へ導いたためである。

### 高野三方
平安時代以降、江戸時代まで存在した高野山の僧徒の三派の称で、学侶、行人、聖で構成され、明治になり廃止、統合された。通称「高野十谷」といわれる谷ごとに学侶や行人の坊が造られ、多くの子院・塔頭があった。学侶、行人、聖の順に階級的要素があり、聖が一番下層に見られる傾向があり、度々派閥的争いがあった。
- 学侶 - 学侶方ともいわれ、純粋な真言密教の教義、学問、法会などの学業修行に努めた僧衆[11]。貴族の子弟も多くいた[12]。代表寺院は、青巌寺であった。
- 行人 - 行人方ともいわれ、修験的傾向が強く、学侶が法会などの行事を行うときに裏方でサポートを行う。「承仕」という灯明・線香を灯すなどの雑務や、夜間の堂宇の見張りをする堂守り、諸堂建立や寺領・荘園管理、外敵から高野山を守る僧兵もした僧衆である[11][12]。代表寺院は、興山寺であった。
- 聖 - 聖方ともいわれ、高野山に集まった聖は高野聖とよばれ、代表寺院は、大徳院であった。行人から派生した僧や他宗派、霊場などから入山したり、また高野山へ隠遁して念仏修行した僧衆。のちに諸国を遍歴し説法、勧進、護符や薬草を売る行商を行ったり、高野山への納骨・納髪を勧め、高野山の経済を底辺から支えた。その活動範囲は、一般庶民から、貴族、皇室にいたり、活動で得た浄財は高野山へ納め、その一部を自身の収入とした。高野山の浄土信仰と弘法大師信仰を日本全国へ広めるうえで大きな存在だった。公に認められていた官僧は皇室や貴族のために存在していたため、聖が諸国を遍歴するまでは一般庶民が死者供養できなかった[11]。高野山へ訪れることができない人々に空海との結縁を作り、説教節とよばれる講談調の「苅萱」の語り手でもあり、庶民の娯楽にもなった。また日本各地の空海が訪れたことがない場所での弘法大師伝説は高野聖の活動によるといわれる[13]。山内に別所とよばれる庵を作り真言密教とは違う浄土信仰と念仏信仰を説いたため、学侶方から疎まれる存在であった[14]。高野山は真言密教の修禅道場であるが、浄土信仰ゆかりの地ともいわれ、浄土信仰の教えを説く僧が入山し高野聖となった者も多く、中興の祖といわれる覚鑁も聖方で、真言密教と浄土教を統合した教えを説いている[15]。

### 高野十谷
高野山内は、壇上伽藍、奥之院と十谷とよばれる十の地区で構成されている。各谷には学侶や行人の塔頭・子院が立ち並び、各谷ごとに共用の堂宇や湯屋などの施設があり、谷ごとに講などが行われていた。現在においても117か寺が存在する（後述）。この他に、念仏を唱える聖（念仏聖）が集まった十谷から離れた「別所」とよばれる場所もあった。
奈良東大寺の大仏勧進で知られる重言が再興した別所は「真別処」（正式名称：高野山事相講伝所円通律寺）とよばれ、現在でも女人禁制の戒律を守り、年に1度、旧暦の花祭り（釈尊降誕会）のときだけ、一般に開放され女性も参拝できる。
| 西院谷     | 往生院谷 |
| 南谷       | 蓮華谷   |
| 谷上院谷   | 千手院谷 |
| 谷中院谷   | 五之室谷 |
| 小田原院谷 | 一心院谷 |

## 歴史

### 平安・鎌倉時代
弘仁7年（816年）、高野山を賜った空海は、翌年から実恵、円明などの東寺にいた弟子達に命じ草堂を建てさせ、819年に空海が高野山に結界を張り伽藍の建立に取りかかったが、国の援助を得ずに人々からの勧進による私寺建立を目指したこと、交通不便な山中であること、また朝廷からの要請による821年の香川県の満濃池の修築や828年の京都の綜芸種智院の開設などにより、空海が多忙であったことで、工事ははかどらなかった。空海の在世中に完成した堂宇はごくわずかであり、無論、当時の建築物は現存していない。承和2年（835年）には定額寺に列し官寺に准ずる寺格を得た（『続日本後紀』承和八年二月七日条）。空海の入定（835年）の後、弟子であり実の甥でもあった真然が887年頃に根本大塔などの伽藍を整備した。
真然が空海が唐で恵果から教わった奥義や経典を書写した「三十帖策子（三十帖冊子）」を東寺から借り出したが、「三十帖策子」を所有することで真言宗の根本寺院を意味したので、その後の東寺からの返却要請に応じず、紛争の原因となった。第2代座主無空は返還を拒否し「三十帖策子」を持って一山の者を連れ下山し、約20年にわたり高野山に人影が無い状態が続き、第一期の荒廃期を迎えた。この紛争を解決したのが東寺長者の観賢であった。「三十帖策子」は東寺に返却され、観賢が高野山座主を兼ねることで、高野山は東寺の配下となり、明治維新まで高野山は東寺の末寺となったが、先述したように、921年この観賢の上奏により空海に「弘法大師」の諡号が贈られ、入定信仰が生まれ次第に高野山の復興に繋がっていった。
正暦5年（994年）には落雷による火災のため、ほとんどの伽藍を失い、また朝廷から復興の命を受けた国司による専横もあり、僧は皆、山を下り麓の天野（現、丹生都比売神社）に本拠を移し、第2の荒廃の時期を迎えた。荒廃した高野山は、長和5年（1016年）頃から、奈良・興福寺の勧進聖だった定誉（祈親上人）が再興に着手し、定誉の働きかけで宗派を超えた様々な勧進僧（後の高野聖）が協力した。その中でも仁海が定誉に協力し京都で高野山の霊場信仰を説いたことで、治安3年（1023年）には藤原道長の登拝に結びついた。また平安末期は、末法思想が広がっていた時代で、高野聖による勧進により浄土信仰、弘法大師信仰が、皇族などにも広がり、白河上皇、鳥羽上皇が相次いで参詣するなど、高野山は現世の浄土としての信仰を集め、寺領も増加し堂塔の再建や寺院の建立など高野山の復興に弾みがついた。この頃には高野三方とよばれる学侶、行人、聖の三派の原型が成立していたと考えられ、高野聖は各地で勧進活動を行い皇族、貴族、一般庶民への浄土信仰が広まっていった。定誉（祈親上人）が高野山復興を志したのは、奈良県・長谷寺を参詣したおりに、本尊の十一面観音菩薩から高野山に登るようにとのお告げを受けたためという伝承があり、お告げに従い高野山奥の院で灯明を捧げるが、それが現在も奥の院で1000年以上も燃え続ける「持経灯（祈親灯）」である。
時の権力者の藤原道長の参詣を期に多くの権力者からの帰依を得ることができ、高野山の復興は進むが、空海が入定した地として真言宗最高の聖地でありながら東寺の末寺として扱われ、社会的地位は低いままであった。これは仏教の世俗化により勧進僧の聖（高野聖）など志の低い僧が増加していたことも一因であった。高野山中興の祖といわれる興教大師覚鑁は、鳥羽上皇の院宣を得て大伝法院座主に就任し、長承3年1（1134年）には金剛峯寺の座主を兼任し、教学、行法上の改革を志した。しかし保延6年（1140年）には高野山内で勢力を急拡大させた覚鑁は、聖方だったことや、また「密教では大日如来と阿弥陀如来は同体異名で、阿弥陀如来の極楽浄土と大日如来の密厳浄土は、名前は違うが同じ」と説いたことで、保守系の学侶方の多数の僧徒が反発し、覚鑁がいた密厳院を襲うなどして覚鑁一派を高野山から下山させ（錐もみの乱）、覚鑁らはやがて根来寺へ移り新義真言宗を成立させてゆく。
平安時代末期からの源平の騒乱期には、高野山は都から離れた場所にあり、また中立を保っていたことで戦禍に見舞われることが無かったため、現世浄土として様々な僧が集まり、また敗者の平家の納骨も活発に行われた。また源氏方でも恩賞に不服があり出家する武士が目立つようになり、そして高野山に草庵を建てて住み、仏道に励んだり、堂宇を建てることで空海の功徳を得ようとした。彼らも、また高野聖となっていった。そのため平安中期以降の高野山は様々な僧侶や聖が集う「お山」となっていった。武士政権になり皇族や貴族の権威は落ちるが、むしろ堂宇建立が以前より活発に行われた。その一例として鳥羽上皇の皇后美福門院が菩提心院、六角経蔵の建立、荘園の寄進があげられる。
高野山表参道の町石道に高野山開創の頃からあった道標で町数をしめす木製卒塔婆は、鎌倉時代には老朽化が激しく、皇族・貴族、僧侶、庶民にいたるあらゆる階層の人々の寄進により建て替えられていくが、その最大の支援を行ったのは鎌倉幕府で、幕府の有力御家人の安達泰盛や他の幕府要人の支援があり、文永2年（1265年）から20年の歳月をかけ、石製卒塔婆に置き換えられ、現在にも残る町石道として整備された。また時の権力者、源頼朝の正室北条政子は、亡夫の源頼朝菩提のため禅定院（金剛三昧院の前身）を建立し、その後金剛三昧院を建立した。政子が鎌倉から離れた高野山へ帰依した理由として、高野山への敬意があったのは勿論のことだが、源頼朝の三男の貞暁の存在が大きい。貞暁は政子の子で無かったため、嫉妬深い政子の迫害から逃れるために承久2年（1220年）高野山に入山する。江戸時代の歴史書「高野春秋」によると、北条政子は実子の3代将軍源実朝を亡くすと、貞暁が4代将軍になる意志があるか確認するために高野山を訪れ、女人禁制があるため高野山山麓の天野社（現・丹生都比売神社）で貞暁と面会した。政子と面会した貞暁はすぐさま短刀を取り出し自身の左目をえぐり出し武士に戻る意思がないことを示した。この潔さに心打たれた政子は貞暁に強く帰依し、高野山へ多くの寄進を行うようになった。一説では、それは高野山への監視の目的もあったとされるが、鎌倉幕府からの強い庇護につながった。また政子は、この面会が行われた天野社（丹生都比売神社）の社殿も寄進している。
このように有力者による寺院建立もあり、永承3年（1048年）には僧坊16宇だったが、100年後の久安4年（1148年）には学侶方300人、行人方・聖方2000人を有する規模になったと伝わり、最盛期には2,000もの堂舎が立ち並んだという。またこの頃には諸堂伽藍は主に学侶方が、奥之院は行人方が支配するようになっていた。

### 室町・江戸時代
鎌倉末期から南北朝が合一に至るまで日本全土に争乱が続く中、大勢力となっていた高野山に南北朝両勢力より協力要請などの働きかけがあったが、高野山は一貫して中立を保っていたため、南朝の後醍醐天皇が1334年に愛染堂を寄進、また南北朝統一後すぐに北朝方の足利尊氏は高野山の段銭や諸役の免除、寺領への守護不入の権利を与え手厚く庇護した。その後、足利尊氏、義満が高野参詣し、室町幕府とも良好な関係が続く。
高野山の教学を二分する学侶方勢力の宝性院院主の宥快は「宝門」、無量寿院院主の長覚は「寿門」という学派を組織し、応永19年（1412年）頃に「応永の大成」とよばれる教学の組織改編を推し進め、その結果、真言密教教学の確立にともなって、高野山の主導権が学侶方にあるべきとの風潮が高まった。この学侶の二大勢力は、その後も塔頭寺院筆頭格として江戸時代まで続き、明治時代に両院は合併し、宝寿院となった。しだいに学侶と行人との対立は深まり、寛正5年（1464年）には学侶方と高野山の実務を行ってきた行人方と合戦が行われた。また、この頃の高野聖は密教教学から離れて時宗化し、また禁止されていた鳴り物を使った踊り念仏、鉦叩きを別所（本拠地を離れた所に営まれた聖が集まって修行するための庵や仏堂を設けた場所）で行っていたため、それら行為を学侶方から禁止され、学侶、行人、聖の対立が表面化する。またこの頃の聖の中には、利潤追求のためだけの宿坊経営や高野山を利用した商売を行う者、また諸国を遍歴していた者による他人の妻・娘をかどわかしたりする問題行為も絶えなかったと伝わる。
永正18年（1521年）には大火により大塔、金堂以下伽藍300余宇、僧坊など3900余宇を焼失し、全山が壊滅状態となり高野山は著しく衰退する。高野聖は熱心な諸国遍歴で勧進を続け、弘法大師信仰は急速に庶民の間にも広がっていったが、戦国の世のため、なかなか伽藍復興には結びつかなかった。そこで高野山は有力大名との間で師壇関係や宿坊契約を結ぶことで、高野山への宝物寄進や奥之院への納骨・納髪、石塔建設が盛んとなった。この頃は武士の間で高野山信仰が広まり、戦国大名が寄進した子院が数多く作られた。例えば子院で宿坊の高室院は鎌倉時代の創建であるが、小田原北条氏が壇越（スポンサー）となり、北条氏の菩提寺となった。同寺院は北条氏の領国である武蔵・相模・伊豆三国を布教地域としていた。のち北条氏が滅ぶと、当主の北条氏直は高室院に隠棲して生涯を終えている。
戦国時代の高野山は寺領17万石、3万の僧兵を擁す巨大勢力であったため、織田信長の標的の一つであったが、天正8年（1580年）に織田信長に謀反を起こした荒木村重が家臣数人とともに高野山へ逃げ込んだため、信長家臣三十数名が取り調べに高野山へ来たが、行人方山徒が足軽達は捜索ではなく乱暴狼藉を働いたという理由で誅殺してしまう。激怒した信長は畿内を巡遊していた高野聖1383人を捉え惨殺し、さらに数万の軍勢で高野山攻めが行われた。しかし、ほどなく信長が本能寺の変で倒れたため、高野山は取り敢えずの難を免れた。しかし豊臣秀吉は、根来攻めに引き続き、高野山に使者を派遣し寺領の返還や武装解除を迫るなどの条件をだし降伏を勧めた。当時高野山にいた武士出身の僧・木食応其が仲介者となって秀吉に武装解除などの服従を誓ったため、石高は減らされたものの、高野山は存続することができた。のちに秀吉は応其を強く信頼し帰依するようになり、最終的に2万1000石の寺領が安堵され、秀吉は永正18年（1521年）に消失した伽藍の大塔、金堂など25棟の堂宇の再建に協力し、興山寺や母・大政所の菩提のために青巌寺（豊臣秀次が自刃した場所としても知られ、現在の総本山金剛峯寺の前身である）を建て高野山を庇護することとなった。応其は、秀吉の高野山攻めを阻止しただけでなく、秀吉の信頼を得、庇護につなげたため、「高野は応其にしてならず」と言わしめたと伝わる。

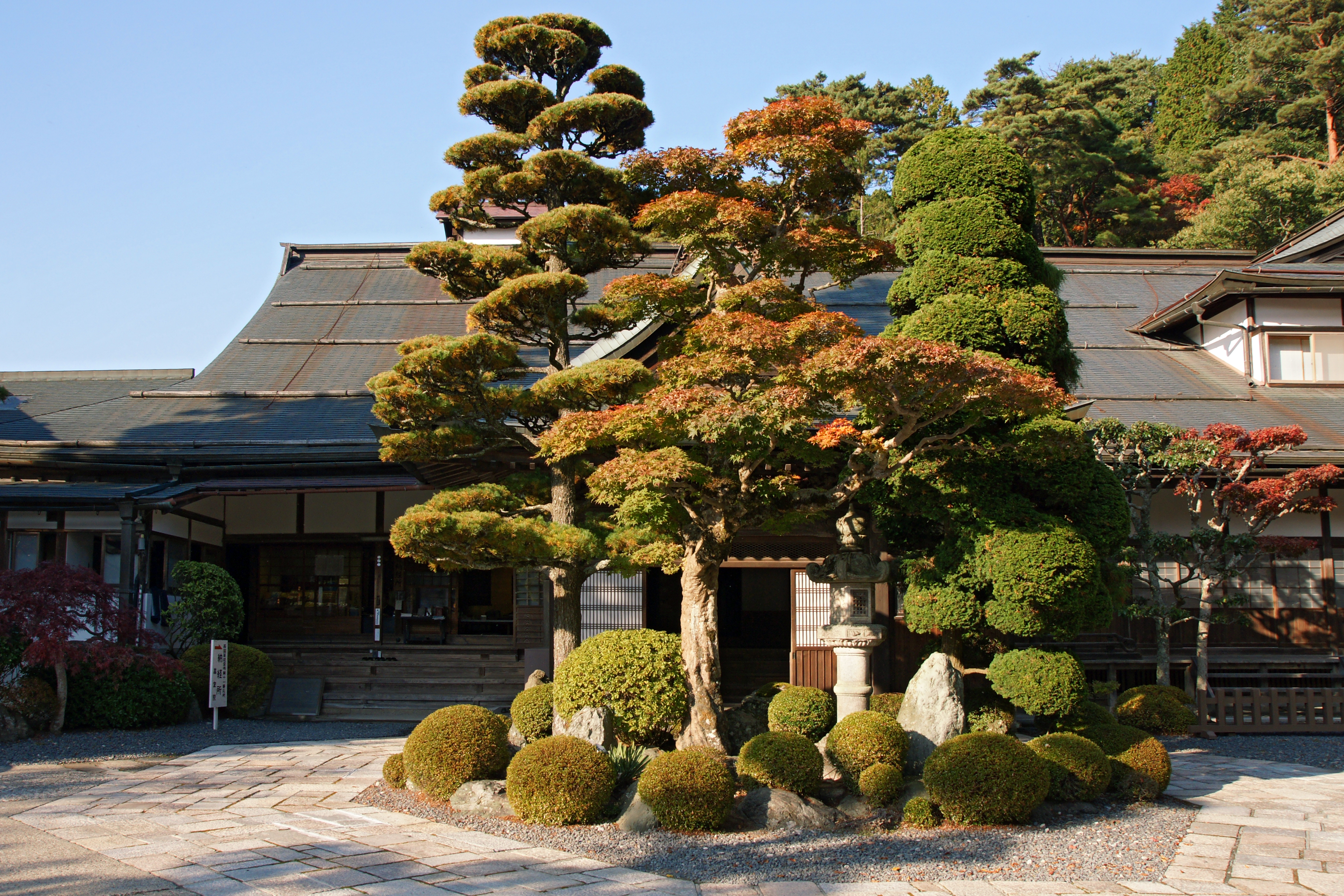
高室院

文禄3年（1594年）徳川家が子院の蓮華院に大徳院という院号を与え、菩提所・宿坊と定めたこともあり、諸大名もこれに見習い、また多くの有力者が高野山の子院と壇縁関係を結び、また奥之院に霊屋、墓碑、供養塔などを建立するようになった。その数は多く、徳川家、及び譜代大名は大徳院と師壇関係を、その他300程度の大名が山内の寺院と師壇関係を結んだとされる。徳川幕府も高野山に寺領を2万1000石を安堵したが、その内訳は慶長6年（1601年）に得た朱印状の寺領安堵状によると、学侶方に9500石の寺領、行人方に11500石の寺領が分け与えられた。しかし聖方には寺領は与えられず、家光の時代に聖方の大徳院境内にあった徳川家霊台の祭祀料として支給された200石のみであった。この朱印状により、高野山の寺領管理は、学侶方・行人方に分けて任されることとなった。しかし、学侶方の宝性院、無量寿院の門主には十万石の大名の格式での江戸への参勤交代を義務づけ、高野山が幕藩体制に組み込まれることとなった。この頃、時宗化していた聖（時宗聖）は大徳院の院号の権威で勢いをまし、学侶、行人方と同じ屋形作りで破風に狐格子の院を構えたところ、行人方の反感をかい、慶長11年（1606年）に行人方は大徳院を襲撃し狐格子を壊したが、聖方が家康に訴えたところ、幕府からの裁定が下り、行人は時宗聖方の屋造りに干渉せぬこと、時宗聖方は時宗を改めて真言宗に帰入することが定められた。この後、聖方は大徳院の聖方に留まる者と、行人方に転派するものに分かれ、事実上の高野聖の終焉となった。また幕府により遊芸者や諸国を遍歴する勧進僧は厳しく取り締まられ、今までのような高野聖としての役目を全うすることが難しくなり、全国を遍歴していた聖は、日本全国各地の村落にある小堂・小庵に定着するようになった。そのことで全国各地に大師堂や弘法大使を信仰する寺が造られ、庶民も気軽に先祖供養が行なえるようになったと考えられている。
正保3年（1646年）の「御公儀上一山図」によると山内院家数は最盛期の1600年代中頃で、学侶方210院、行人方1440院、聖方120院、客僧坊42院、その他53院の1865院と記録されている。幕府の力は強大で、元禄高野騒動といわれる学侶方と行人方の権力闘争の結果、元禄5年（1692年）に幕府が裁定を下し、従わなかった行人627人を流刑にし、行人方の坊を280坊にまで減らし、以後増えることは無く、完全に幕藩体制に組み込まれていたことがうかがえる。元禄年間（1688年 - 1704年）の頃から庶民の参詣が増加したのに伴い、高野山内に僧侶以外の職人や町人が多く常住するようになっていた。

### 明治時代以降
明治の新時代の1868年（慶応4年／明治元年）に神仏判然令(神仏分離令)が発布されたことで、仏教界にとって未曾有の危機的状況となったが、高野山にとっても例外ではなかった。政府より高野山に神仏分離の通達が下り、また政府の命令により学侶、行人、聖の3派が廃止され、1869年（明治2年）に秀吉が建立した青巌寺と興山寺が合併し寺号が金剛峯寺と改められた。このことで、金剛峯寺という寺号は本来高野山全体を指す寺号であったが、この時より「金剛峯寺」は高野山真言宗の管長が住む総本山寺院を意味するようになった。
1871年（明治4年）に版籍奉還によって寺領2万1000石は新政府に返還させられ、また高野山が行っていた自治制を失い、山内に役場の設置、警察の派遣が行われた。1872年（明治5年）明治政府から太政官布告第98号「神社仏閣女人結界ノ場所ヲ廃シ登山参詣随意トス」が発布され、近代化政策を進める新政府によって女人禁制が解かれた。1873年（明治6年）には高野山所有の山林3000ヘクタールも返上し、完全に経済的基盤を失うこととなった。このため還俗し山を去る僧侶も増え廃寺となる寺院が増えていったが、追い打ちをかけるように1879年（明治12年）の火災で70の堂舎が焼失、次いで1884年（明治17年）50箇寺焼失、130戸に類焼、さらに1888年（明治21年）3月23日、24日にも大火災があり多くの寺院、町家を焼失することとなった。高野山の危機的状況に1891年（明治24年）高野山の維持と自立存続を図るために一山が協議し、明治初期に680余箇寺もあった寺院を、130箇寺まで統廃合することを決定し、現在に近い状態へとなった。
明治中期に国内情勢が安定してくると、高野山に残る膨大な宝物の保護活動が始まった。1891年（明治24年）・1893年（明治26年）に宮内省臨時全国宝物取調局より重要宝物の鑑査状が交付された。1894年（明治27年）世間に高野山の宝物の価値を認知してもらうために金剛峯寺で宝物展を開催。1898年（明治31年）帝室博物館による高野山宝物調査と修復が行われた。1906年（明治39年）開創1100年記念大法会に向け、金剛峯寺が高野山全域に残る結界を解除したことで、全ての禁制が解かれ実質的に女人禁制も完全解除され、金剛峯寺が公式に女性の入居住を認めたこととなった。1899年金剛三昧院多宝塔、金剛峯寺不動堂などが、また1908年（明治41年）には66点もの多くの美術工芸品が旧国宝に指定されたことで、宝物館建設の声が高まった。1913年（大正2年）2年後を迎える高野山開創1100年大法会記念事業として宝物館建設を目標とする「高野山興隆会」が発足し、建設費を募る勧進運動が全国展開された。1916年（大正5年）宝物館建設趣旨徹底のための二度目の「宝物展覧会」が金剛峯寺にて開催された。第一次世界大戦が勃発してから日本からの輸出が活発になったことで、物価や人件費が高騰し建設費も高騰したため、当初計画よりも規模を縮小し、1918年（大正７年）高野山初の宝物館「霊宝館」の建設が始まる。1921年（大正10年）霊宝館開館。1918年（大正7年）に公布された大学令に基づいて、1926年（大正15年）高野山大学が開設された。同年12月26日、金堂が創建当初のものと云わる本尊像などとともに焼失（#壇上伽藍 金堂で後述）。
1934年（昭和9年）9月21日、室戸台風の暴風雨により倒木多数。御廟所前の灯篭堂は二丈あまりの老木が倒れ掛かり倒壊した。
1944年（昭和19年）、戦況が厳しくなる中で、玉体安穏、敵国降伏の祈願を執行するために宮内省より御真影の貸下げを受ける。
第二次世界大戦後の混乱期には日本各地の文化財が海外へ流出したことで、高野山でも文化財保護の機運が高まり、1957年（昭和32年）財団法人（現・公益財団法人）高野山文化財保存会が設立され、高野山の文化財を一括管理するようになり、また文化財防災専用水管が山内の1万メートルに張り巡らされた。2004年（平成16年）ユネスコの世界遺産『紀伊山地の霊場と参詣道』の構成資産の一部として高野山が登録された。2015年（平成27年）高野山開創1200年記念大法会が執り行なわれた。

## 主な権力者の高野参詣と高野山との関わり
平安期、摂関政治が盛んであった頃、「入定信仰」や「高野浄土信仰」が起こり、その信仰が高まりを見せると、上皇・天皇・皇族や貴族による、高野山参詣が相次ぎ、また帰依したことで、高野山の復興・発展することに繋がった。
|        | 主な権力者                     | 備考                                                             |
| ------ | ------------------------------ | ---------------------------------------------------------------- |
| 900年  | 宇多法皇参詣                   | 905年に、二度目の参詣                                            |
| 1023年 | 藤原道長参詣                   |                                                                  |
| 1048年 | 藤原頼通参詣                   |                                                                  |
| 1088年 | 白河上皇参詣                   | 他に1091年、1103年、1127年の計4度の参詣                          |
| 1124年 | 鳥羽上皇参詣                   | 他に1132年、1127年の計3度の参詣                                  |
| 1156年 | 平清盛を奉行として大塔落慶     |                                                                  |
| 1169年 | 後白河法皇参詣                 |                                                                  |
| 1207年 | 後鳥羽上皇参詣                 |                                                                  |
| 1223年 | 北条政子が金剛三昧院建立       |                                                                  |
| 1258年 | 後嵯峨上皇参詣                 |                                                                  |
| 1313年 | 後宇多法皇参詣                 |                                                                  |
| 1334年 | 後醍醐天皇御願による愛染堂建立 |                                                                  |
| 1338年 | 後醍醐天皇参詣                 | 吉野行宮より潜幸                                                 |
| 1344年 | 足利尊氏参詣                   |                                                                  |
| 1378年 | 長慶天皇参詣                   |                                                                  |
| 1389年 | 足利義満参詣                   |                                                                  |
| 1581年 | 織田信長の高野攻め開始         | 翌年：信長没、後に豊臣秀吉が高野山と和議し、庇護することに繋がる |
| 1585年 | 豊臣秀吉と和議                 |                                                                  |
| 1594年 | 豊臣秀吉参詣                   |                                                                  |
| 1594年 | 徳川家康参詣                   |                                                                  |
| 1599年 | 石田三成が経蔵建立             |                                                                  |
| 1848年 | 紀伊徳川家が御影堂を再建       |                                                                  |

## 高野山真言宗総本山金剛峯寺
高野山は「一山境内地」といわれ、かつて結界が張られていた内部全域が境内地とされ、境内の中に開かれた宗教都市である。山内を大きく分別すると、壇上伽藍（伽藍地区）、総本山金剛峯寺（本坊）、奥之院（墓域）、高野十谷（子院・塔頭地区（既述））で構成されている。これらの地区全体の西端には高野山の正門にあたる大門（重要文化財）がある。信仰の中心となるのは山内の西寄りに位置し、かつて空海により二重の結界（既述）が張られた壇上伽藍と呼ばれる聖域である。ここには総本山金剛峯寺の総本堂にあたる金堂や真言密教の根本道場となる根本大塔を中心とする主要な堂塔が立ち並び、伽藍地区となっている。その東北方に本坊である主殿が建つ総本山金剛峯寺がある（広義における金剛峯寺は高野山全体と同義だが、狭義における金剛峯寺はこの本坊のある総本山金剛峯寺を指す）。壇上伽藍の周辺地区には高野十谷があり、「子院（塔頭）」と呼ばれる多くの寺院が立ち並び、また高野山大学、霊宝館（各寺院の文化財を収蔵展示する）などもある。地区東端には墓域である奥之院への入口である一の橋があり、ここから2キロほどの墓域が続き、最奥に弘法大師信仰の中心地である奥之院がある。

### 伽藍

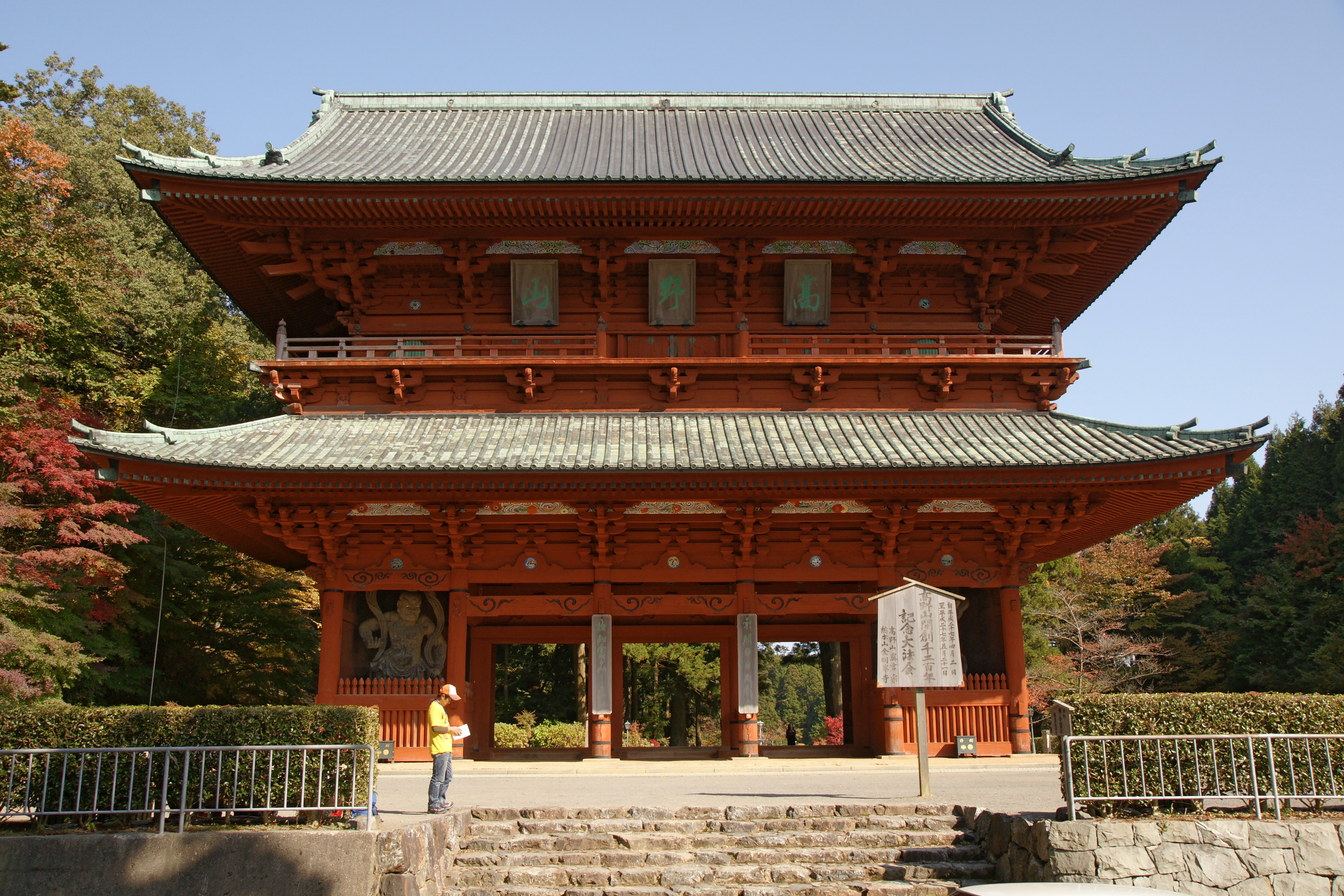
大門（重要文化財）

- 大門（重要文化財） - 宝永2年（1705年）再建。五間三戸の二階二層門で高さ25.1メートル。西方極楽浄土の方角に建てられ、表参道の入り口である。左右の金剛力士像は江戸時代中期の仏師・康意（阿形）と法橋運長（吽形）の作であり[62]、東大寺南大門の金剛力士像につぐ日本で二番目に大きい像とされる[63]。1141年（永治元年）から楼門形式の門となっているが、それ以前は、現在地より少し下がった九十九折（つづらおり）谷に鳥居があり、それを総門とし神社同様そこから結界内は聖域であることを示していた[63][64]。
- 嶽弁才天 - 高野七弁天の一つ。大門に向かって左側に鳥居が建ち、そこから弁天岳登山道（女人道）が続き、頂上の社に空海が高野山開創時に勧請したと伝わる弁財天が祀られている[62]。

#### 壇上伽藍（壇場伽藍）
空海が高野山を開創したさいに、二重の結界を張り密教思想に基づく堂宇の建立をめざした場所である。曼荼羅の道場の意 の壇場と、梵語のサンガ・アーラーマの音訳で僧侶が集い修行をする閑静清浄な所の意の伽藍の壇場伽藍であるが、一段高い土地にあるため、今日では「壇上伽藍」と表記されることが多い。空海が高野山を開創し、真っ先に整備に着手した場所が壇上伽藍で、最初に計画した伽藍配置は、空海独自の密教理論に基づく伽藍配置であり、壇上伽藍の南北の中心線上に南から中門、講堂（現、金堂）、僧房が配置され、また真言密教の根本経典の「大日経」、「金剛頂経」の世界を象徴する塔を、僧房を挟み、東に大塔（胎蔵界）、西に西塔（金剛界）を相対させて建立し、伽藍配置によって密教空間を創り出そうとしたものである。実際に空海が計画した伽藍がすべて完成したのは、経済的、地理的要因などにより空海が入定してから52年後の887年（仁和3年）となった。
壇上伽藍は、高野山内の西寄りに位置し、金堂・根本大塔・西塔・御影堂などの立ち並び、境内地の核にあたる場所で、奥之院（後述）とともに信仰の中心となる高野山の2大聖地の1つである。ここは、空海が在世中に堂宇を営んだところで、現在の諸堂塔は大部分が江戸時代後期から昭和時代の再建であるが、現在も真言密教の道場として高野山の中核となっている。なお、壇上伽藍には両壇遶堂次第（りょうだんにょうどうしだい）にのっとり、右遶（うにょう）という正式な参拝方法があり、それにならって概ね以下の順番で堂宇を紹介する。
- 手水舎 - 各堂宇を参拝する前に、手、口を清める。
- 御供所 - 伽藍の納経を拝受できる。

以下、高野山真言宗 総本山金剛峯寺が推奨する参拝順に記載する。

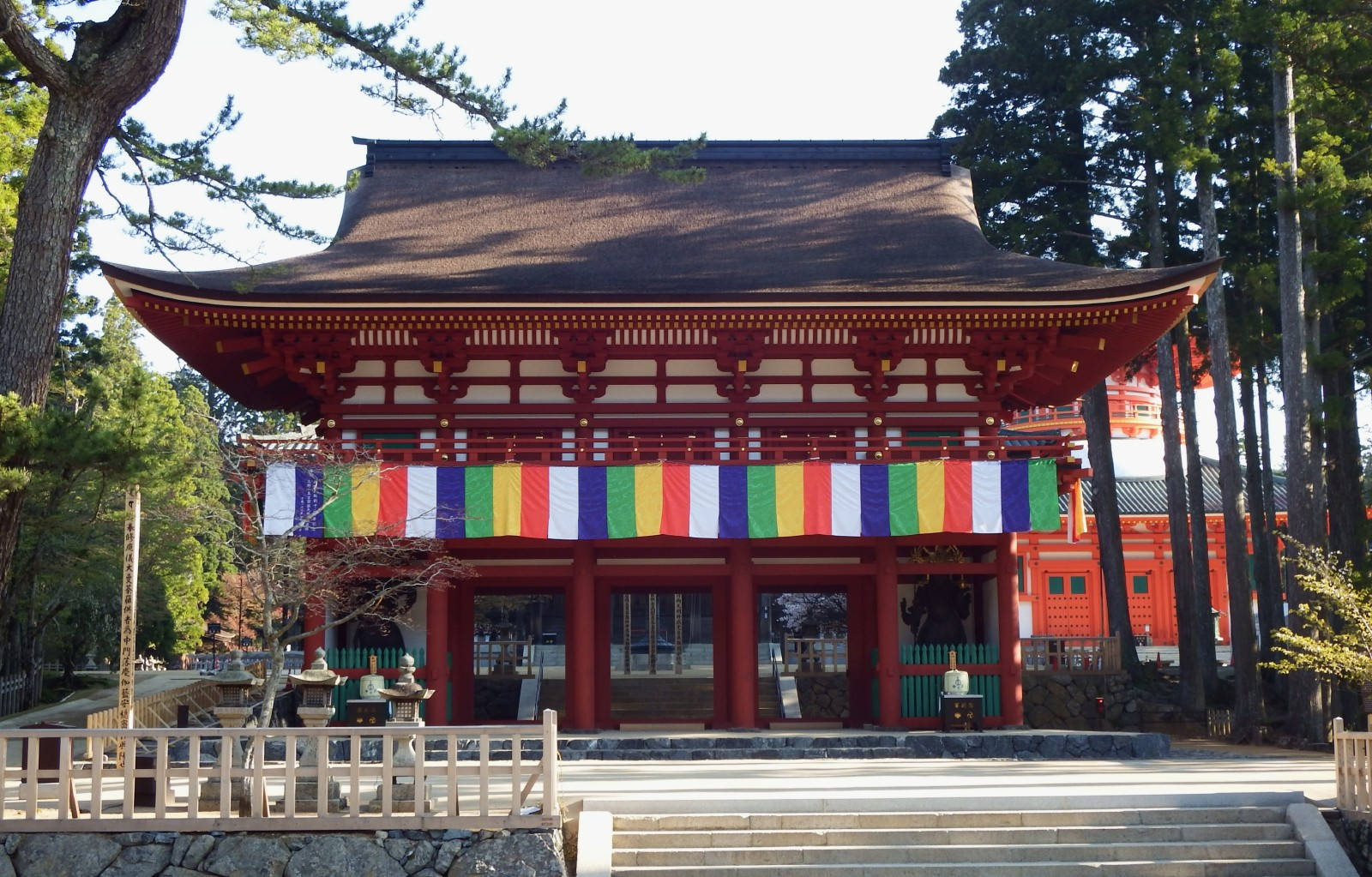
中門

- 中門（ちゅうもん） - 弘仁10年（819年）創建。天保14年（1843年）に焼失後172年ぶりの再建で、高野山開創1200年記念事業として、2015年（平成27年）4月2日落慶、旧・中門には、持国天・多聞天（江戸時代末期の作）が安置されていたが難をのがれ、根本大塔内に保管されていたものを、仏師松本明慶が修理をし、さらに、増長天・広目天像も新造して四天王像を安置する四天門として甦った[71][72]。再建された中門は、元の位置より金堂寄りに建てられていて、元の中門の礎石が今も残り、見ることができる。

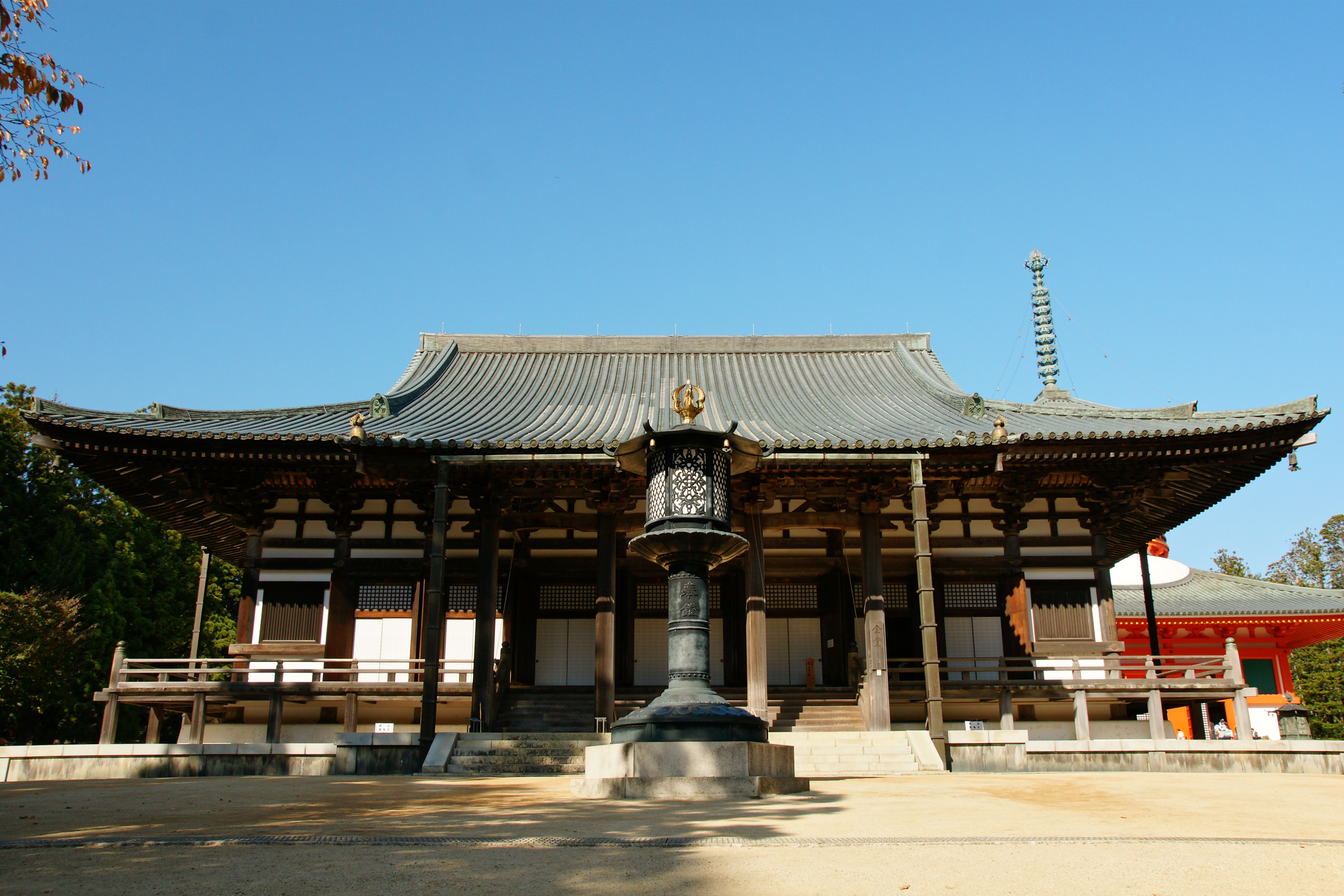
金堂

- 金堂（こんどう） （重要文化財） - 高野山の総本堂。初代の堂は大師により弘仁10年（819年）から造営し承和5年（838年）に完成したと伝わる。6代目の堂は萬延元年（1860年）に再建されたが66年後の1926年（昭和元年）12月26日未明に、創建当初のものと云わる本尊と6体の仏像（金剛薩埵坐像、金剛王菩薩坐像、不動明王坐像、降三世明王立像、普賢延命菩薩坐像、虚空蔵菩薩坐像[注釈 5]）と共に焼失した。本尊の像名は薬師如来とされてきたが、焼失した旧本尊も、現在の金堂再建時に新造された高村光雲作の丈六の新本尊も、公開されたことのない秘仏であったため、阿閦如来とする説もあり、新本尊が高野山開創1200年を記念して2015年（平成27年）4月2日から5月21日まで初めて開帳された[73] のを機に、両者は同体で像容は阿閦如来である[注釈 6]が、像名は薬師如来とされた[74]。なお、現在の7代目の堂は1932年（昭和7年）に落慶され、耐震、耐火の鉄筋コンクリート造で外部に檜材を貼り付けた木造建築の外観で、屋根は入母屋造、梁間23.8メートル、桁行30メートル、高さ23.73メートル[75]。内陣・外陣壁面の仏画は木村武山の筆で、「八供養菩薩像」（下記参照）、「釈迦成道驚覚開示の図」が、壁面腰下には「散華」が描かれている[76]。平清盛の血を混ぜて描いたと伝わる両界曼荼羅図（血曼荼羅）が保元元年（1156年）に金堂に奉納されたが（現在、霊宝館にて所蔵（重要文化財の項で詳述））、高野山開創1200年記念事業として凸版印刷と金剛峯寺がプロジェクトチームを組み約8年の歳月をかけ、デジタル技術を駆使して当時の色彩や輪郭を忠実に再現した複製版を作成し、2015年（平成27年）に奉納開眼法会が行われ、金堂内に縦横約4メートルの原寸大の2幅の複製と、縦横約2メートルの縮小版2幅が掲げられている[77]。
  - 八供養菩薩 - 金剛界曼荼羅で、成身会（じょうじんね）（羯磨会〈かつまえ〉ともいう）で、大日如来が四方の如来を供養するために現出した内四供養菩薩と、その逆に四方の如来が大日如来を供養するために現出した外四供養菩薩を合わせた八尊の供養菩薩のこと。

| 八供養菩薩 | 内四供養菩薩 | 金剛嬉菩薩   |
| 八供養菩薩 | 内四供養菩薩 | 金剛鬘菩薩   |
| 八供養菩薩 | 内四供養菩薩 | 金剛歌菩薩   |
| 八供養菩薩 | 内四供養菩薩 | 金剛舞菩薩   |
| 八供養菩薩 | 外四供養菩薩 | 金剛焼香菩薩 |
| 八供養菩薩 | 外四供養菩薩 | 金剛華菩薩   |
| 八供養菩薩 | 外四供養菩薩 | 金剛燈菩薩   |
| 八供養菩薩 | 外四供養菩薩 | 金剛塗香菩薩 |

- 登天（とうてん）の松と杓子の芝 - 壇上伽藍の北側の明王院の平安時代の高僧・如法上人が久安5年（1149年）に、この松の木より弥勒菩薩の浄土へと昇天されたと伝わる。斎食の用意をしていた弟子が、師匠が登天するのを見、後を追って昇天したが、その時、弟子が手に持っていた杓子が、昇天の途中に落ち、当時、松の周辺に生い茂っていた芝に杓子が墜ちてきたことから杓子の芝とよばれている[78][79]。

- 六角経蔵（ろっかくきょうぞう）（登録有形文化財） - 1934年再建。鳥羽法皇の菩提を弔うため、皇后の美福門院得子が1159年に創建し、紺紙に金泥で浄写した紺紙金泥一切経を1000巻納めるとともに紀伊国荒川荘を寄進した。そのため、別名荒川経蔵と呼ばれ、一切経は荒川経または美福院経と呼ばれる[78][80]。重要文化財の一切経は霊宝館に移されたが、写しが納められている。基壇は円形で上部に基壇と同じ円形の把手がついた幅20センチメートルほどの枠があり、把手を押すことで基壇に沿って回すことができ、一回転すれば一切経を一通り称えたのと同じ功徳が得られるとされる[80]。

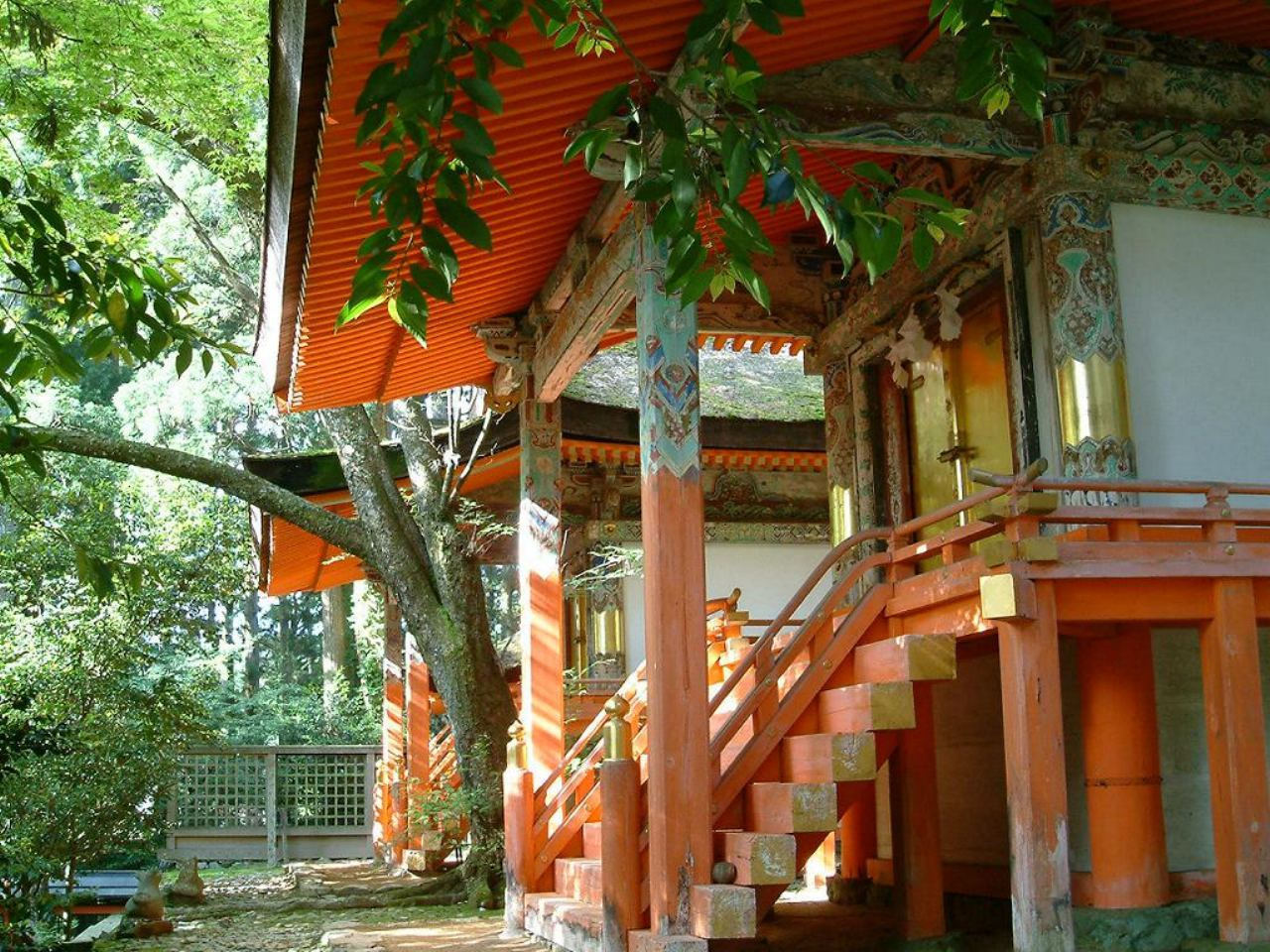
御社（重要文化財）

- 御社（みやしろ）（重要文化財） - 明神社[81] で1522年の再建、重要文化財指定名称は「山王院本殿」である。弘法大師が弘仁10年（819年）に山麓の丹生都比売神社（天野社）から地主神として勧請、高野山の鎮守としている。高野山開創の伝承にあるが、高野山一帯は丹生（にう）明神の神領であり、弘法大師が密教を広めるには、日本の地元の神々によってその教えが尊ばれ守られるとする思想を打ち出し、神仏習合思想の大きな原動力になる。高野山においても修行者らを護り導くとされる四社明神への信仰は現在でも大切にされている。 社殿は三つあり、一ノ宮は丹生明神・気比明神、二ノ宮は高野明神（狩場明神）・厳島明神[82]、総社は十二王子・百二十伴神がまつられ、一ノ宮とノ二宮の構造形式は春日造で、総社は三間社流見世棚造（さんげんしゃながれみせだなづくり）であり、いずれも檜皮葺の屋根で仕上げられている。[83]
- 山王院（さんのういん） - 承安4年（1174年）以前の創建で1845年再建、御社（明神社）の拝殿として建てられた。両側面向拝付入母屋造り（りょうがわめんこうはいつきいりもやづくり）の建物であり、桁行21.3メートル、梁間7.8メートル。山王院とは地主の神を山王として礼拝する場所の意味。堂では、毎年竪精（りっせい）論議や御最勝講（みさいしょうこう）などの重要行事や問答が行われ、高野山の鎮守たる明神（みょうじん）さまに神法楽（じんほうらく）として捧げられている。同様に毎月16日にも月次門徒・問講の法会が行われている。[84]

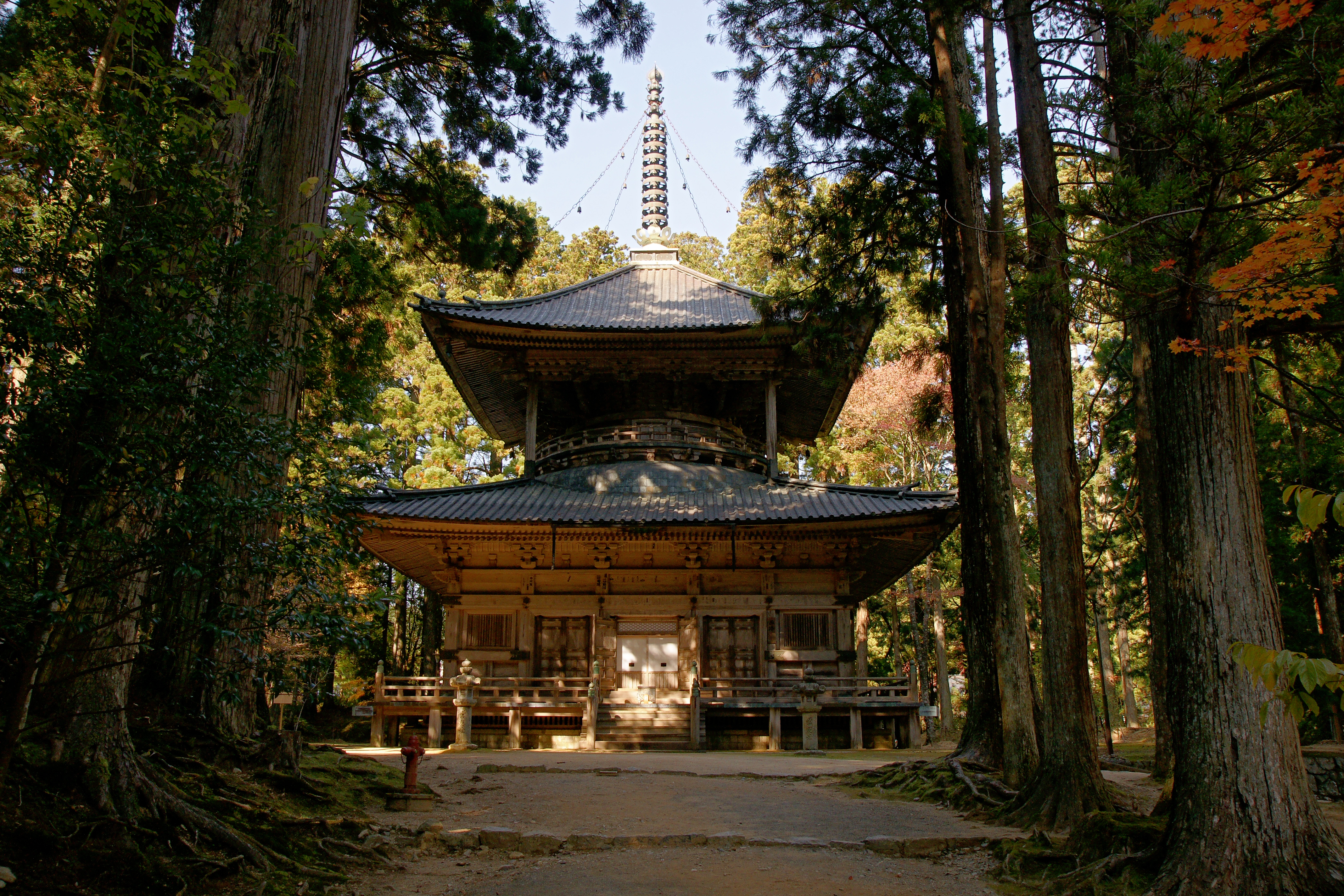
西塔

- 西塔（さいとう）（重要文化財） - 空海の伽藍建立計画の『御図記』に従い創建され、空海が構想した大日如来の密教世界を具体的に表現する「法界体性塔（ほっかいたいしょうとう）」として根本大塔と西塔を二基一対として建立され[85][86]、後述する根本大塔の本尊が胎蔵界大日如来であるのに対し、金剛界大日如来像[注釈 7]と江戸時代作で胎蔵界四仏の宝幢如来・開敷華王如来・無量寿如来・天鼓雷音如来[87] を安置する。仁和3年（887年）初代塔建立、現在の塔は5代目で天保5年（1834年）の再建で擬宝珠（ぎぼし）高欄付多宝塔で屋根は本瓦型銅板葺である。高さ27.27m[86]。再建にあたり、西塔近くの正智院住職が二十数年、三代におよび私財をなげうち勧進をしたと伝わる[88]。
- 孔雀堂（くじゃくどう） - 1200年初代建立、弘法大師御入定1150年御遠忌記念事業として1983年（昭和58年）再建。後鳥羽法皇の御願による神泉苑での請雨祈願が成就したことにより奉納された堂。本尊の快慶作の孔雀明王像（重要文化財）は霊宝館に移され、当堂には新しく造られた像が安置された。
- 逆指しの藤 - 寺伝によると、平安時代に高野山再興に着手した定誉（祈親）（平安・鎌倉時代で記述）が、高野山の再興を誓い「願掛け」として藤を地面へ逆さに植えると、不思議と芽生え、それとともに高野山の再興の兆しが見え始めたと伝わる[89]。
- 准胝堂（じゅんていどう）（重要文化財） - 光孝天皇の御願により第二世真然大徳が973年ごろ創建、現在の堂は1883年（明治16年）再建[90][91]。本尊は准胝観音（准胝仏母）で、空海が出家得度の際の本尊として自ら造立したと伝わり[90]、当初、食堂に安置していたが当堂を創建後に移したと伝わる[91]。

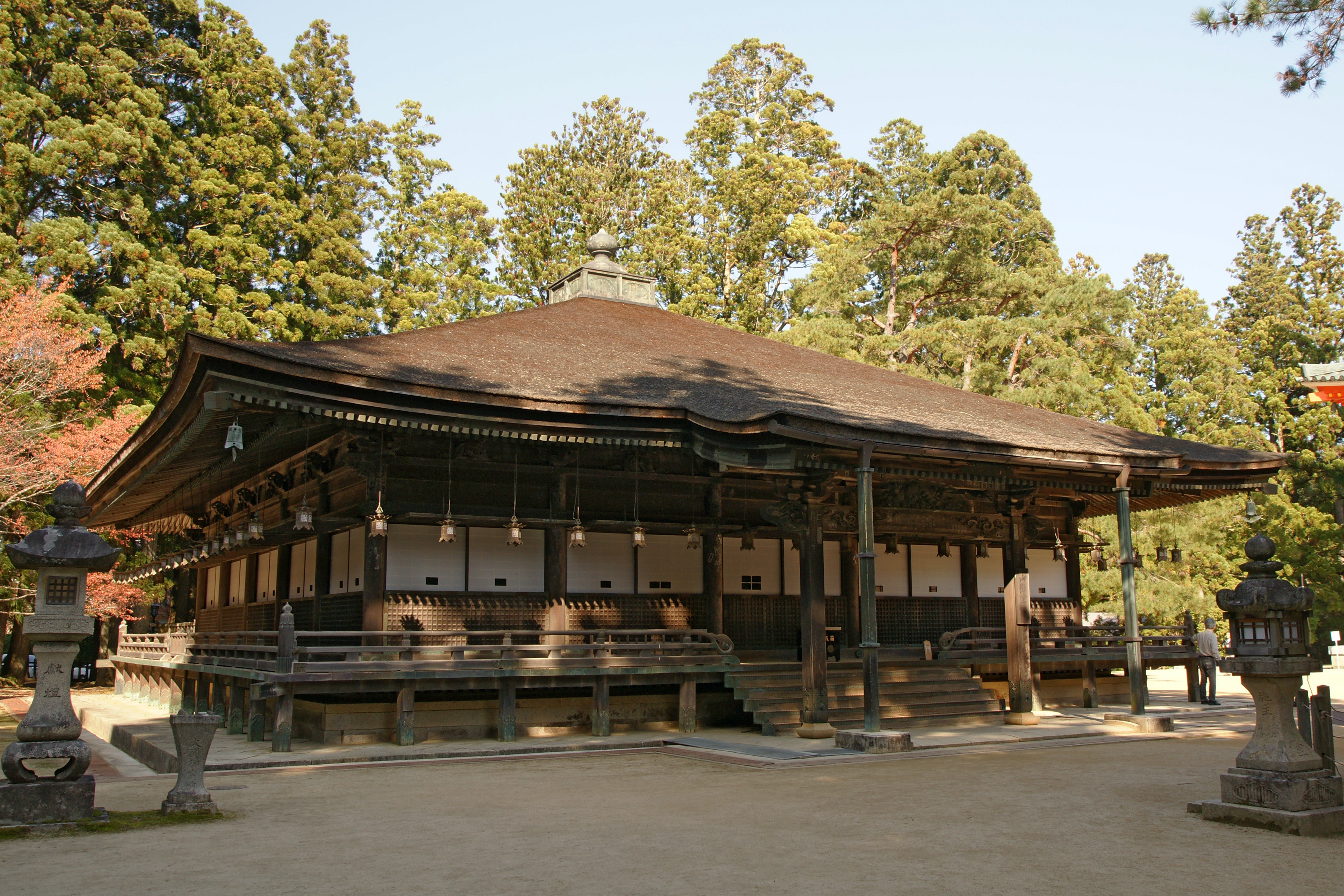
御影堂

- 御影堂（みえどう）（重要文化財） - 大師の持仏堂として創建され、天保14年（1843年）の大火で消失し、弘化4年（1847年）再建、梁間15.1メートルの向背付宝形造檜皮葺。空海の弟子の真如親王筆とされる弘法大師御影を本尊とし、外陣には空海十大弟子の肖像が掲げられている[92]。堂の背後には、土蔵造りの御影堂宝蔵があり、かつては数々の霊宝や貴重な文書を保管する金庫や宝物庫としての重要な役割を果たした[93]。毎年、空海が入定した旧暦の3月21日に旧正御影供が行われ、前夜の御逮夜法会（おたいやほうえ）のときのみ一般の外陣参拝が許される[注釈 8]。御逮夜法会では宗教舞踏の奉納や、御影堂まわり一面にロウソクと花が供えられる[93]。
- 三鈷の松（さんこのまつ） - 金堂と御影堂の間にある三葉の松。松の根が参拝者に踏まれないよう二重の柵で囲まれ、赤松と一緒に植栽されている。松は単体では生育しにくい性質を持つためにあえて、植栽している。空海が、恵果から密教を受法後、大同元年（806年）に中国・寧波の浜から「密教を弘通するため」の地を求めんと願いつつ、三鈷杵（飛行三鈷杵）を投げた。後に嵯峨天皇より、勅許を得て高野山を下賜され、伽藍を造営の途中に、空海が松に掛かった三鈷杵を見つけ、高野山を「修禅の道場」とするのに相応の地であると確信した。空海の霊跡とされる。この松葉は、三鈷杵と同じく三股に分かれている。現在の「三鈷の松」は七代目で、平成期に植え替えられた。枯れのときのために同じ株から分けた松を別に育成している。松は常緑樹が多いが、高野山の「三鈷の松」は秋から冬にかけて落葉するので、「再生」の象徴される。落葉した三葉の松葉は黄金色をしており、身につけていると「金運」を招く縁起物として、また、「飛行三鈷杵」の霊験にあやかるため、「お守り」とするために探し求める参拝者もいる。[94]

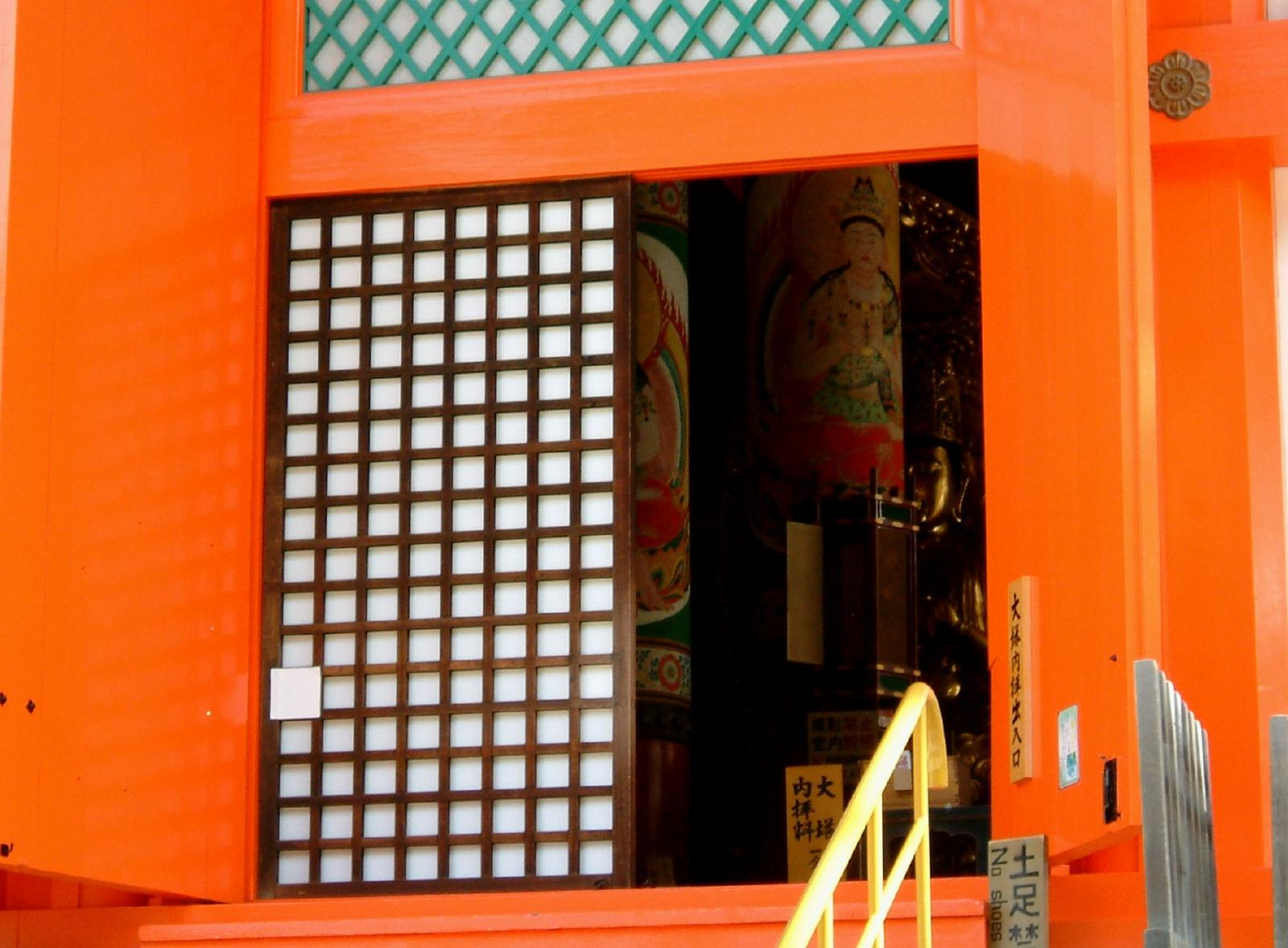
根本大塔

- 根本大塔（こんぽんだいとう）（重要文化財） - 真言密教の根本道場（修行の中心地）として高野山開創当初から着工され、887年に日本最初の多宝塔として完成した高野山のシンボルである。「性霊集」に、根本大塔と西塔が二基一対として建立されたことが書かれている[67]。何度かの焼失の後、現在の塔は1937年（昭和12年）に空海入定1100年を記念して再建したもので1階平面が方形・2階平面が円形の鉄筋コンクリート造の16間（約30ｍ）四面・高さ16丈（約50m）の2層の多宝塔である。中尊は、丈六の胎蔵大日如来坐像、その中尊を取り囲むように、四方に金剛界四仏の、阿閦・宝生・阿弥陀・不空成就の4如来を安置し、本来別々の密教経典に説かれている「胎蔵曼荼羅」の仏像と「金剛界曼荼羅」の仏像を一緒に安置するが、これは「金胎不二（こんたいふに）」の教えで、両者は不二一体である（根本的には1つ）という空海の思想を表したもので、堂内そのものが立体曼荼羅となっている（「金剛界」等の密教用語については別項「両界曼荼羅」を参照）。また塔内の柱16本には、十六大菩薩画像、壁面には真言八祖画像が堂本印象画伯によって描かれている[95]。そして内部正面の梁には昭和天皇宸筆の勅額「弘法」が掲げられている。高野山開創1200年記念大法会事業で、2015年（平成27年）5月12日から17日まで、根本大塔を背景にし『南無大師遍照金剛』をテーマとし、プロジェクションマッピングとレーザーによる光の饗宴が行われた[96]。

| 中尊                   | 胎蔵界     | 大日如来     | 大日如来     |
| 中尊を囲む四仏         | 金剛界     | 阿閦如来     | 阿閦如来     |
| 中尊を囲む四仏         | 金剛界     | 宝生如来     |              |
| 中尊を囲む四仏         | 金剛界     | 阿弥陀如来   |              |
| 中尊を囲む四仏         | 金剛界     | 不空成就如来 |              |
| 堂内の柱に描かれた菩薩 | 十六大菩薩 | 東方四菩薩   | 金剛薩埵菩薩 |
| 堂内の柱に描かれた菩薩 | 十六大菩薩 | 東方四菩薩   | 金剛王菩薩   |
| 堂内の柱に描かれた菩薩 | 十六大菩薩 | 東方四菩薩   | 金剛愛菩薩   |
| 堂内の柱に描かれた菩薩 | 十六大菩薩 | 東方四菩薩   | 金剛喜菩薩   |
| 堂内の柱に描かれた菩薩 | 十六大菩薩 | 南方四菩薩   | 金剛宝菩薩   |
| 堂内の柱に描かれた菩薩 | 十六大菩薩 | 南方四菩薩   | 金剛光菩薩   |
| 堂内の柱に描かれた菩薩 | 十六大菩薩 | 南方四菩薩   | 金剛幢菩薩   |
| 堂内の柱に描かれた菩薩 | 十六大菩薩 | 南方四菩薩   | 金剛笑菩薩   |
| 堂内の柱に描かれた菩薩 | 十六大菩薩 | 西方四菩薩   | 金剛法菩薩   |
| 堂内の柱に描かれた菩薩 | 十六大菩薩 | 西方四菩薩   | 金剛利菩薩   |
| 堂内の柱に描かれた菩薩 | 十六大菩薩 | 西方四菩薩   | 金剛因菩薩   |
| 堂内の柱に描かれた菩薩 | 十六大菩薩 | 西方四菩薩   | 金剛語菩薩   |
| 堂内の柱に描かれた菩薩 | 十六大菩薩 | 北方四菩薩   | 金剛業菩薩   |
| 堂内の柱に描かれた菩薩 | 十六大菩薩 | 北方四菩薩   | 金剛護菩薩   |
| 堂内の柱に描かれた菩薩 | 十六大菩薩 | 北方四菩薩   | 金剛牙菩薩   |
| 堂内の柱に描かれた菩薩 | 十六大菩薩 | 北方四菩薩   | 金剛拳菩薩   |
| 壁面に描かれた真言八祖 | 伝持の八祖 | 龍猛         | 龍猛         |
| 壁面に描かれた真言八祖 | 伝持の八祖 | 龍智         |              |
| 壁面に描かれた真言八祖 | 伝持の八祖 | 金剛智       |              |
| 壁面に描かれた真言八祖 | 伝持の八祖 | 不空         |              |
| 壁面に描かれた真言八祖 | 伝持の八祖 | 善無畏       |              |
| 壁面に描かれた真言八祖 | 伝持の八祖 | 一行         |              |
| 壁面に描かれた真言八祖 | 伝持の八祖 | 恵果         |              |
| 壁面に描かれた真言八祖 | 伝持の八祖 | 空海         |              |

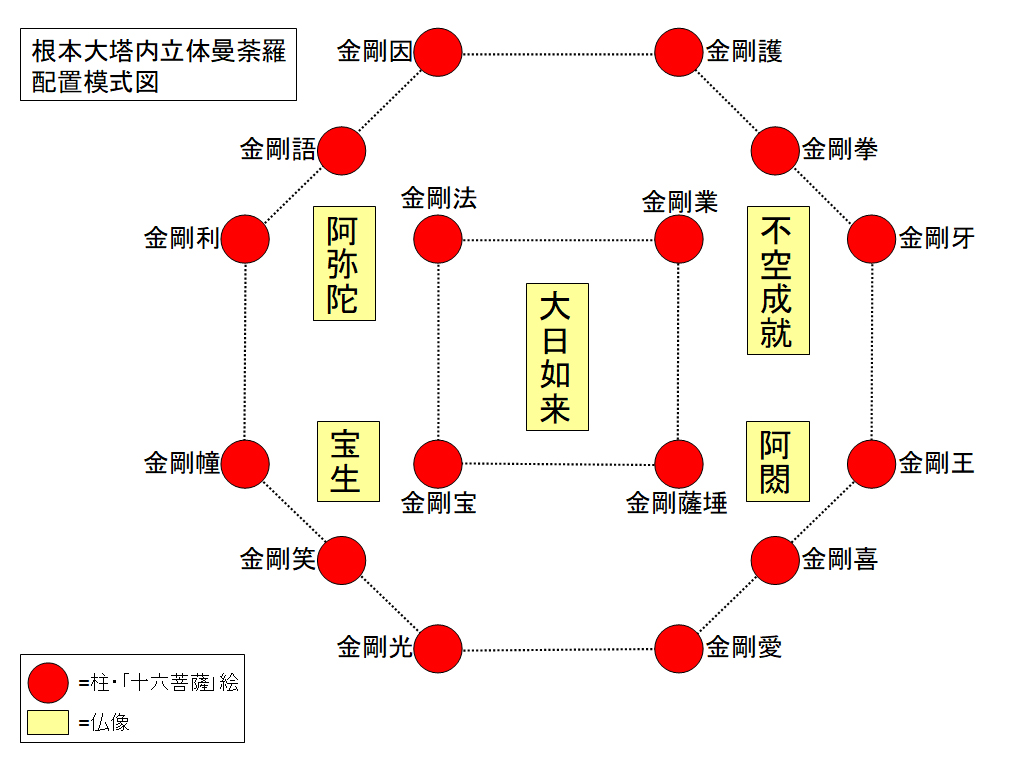
高野山 壇上伽藍 根本大塔内の立体曼荼羅配置模式図

- 対面桜 - 寺伝によると、もとは大塔前、金堂の東辺りに桜があったと伝わる。平安時代に大塔が落雷で焼失し再建の折、平清盛が「修造奉行」として任命され、大塔が再建された。修造が完了し、清盛が大塔を参拝した折に桜の樹前に老僧が現れ「大塔が修造されたことはめでたいことだ‐中略‐ただし、悪行を行うことがあれば、このさき子孫まで願望が叶うことはないだろう」と説いたのち、姿が消えた。清盛は、その老僧が大師だと悟り、その桜の樹を「対面桜」または「影向桜（ようごうざくら）」と呼ぶようになったと伝わる[97]。
- 大塔の鐘 - 大師発願で二世真然の代に完成。現在の鐘は日本で四番目に大きな鐘であることから「高野四郎[注釈 9]」と呼ばれ、1547年に鋳造され約6トン直径7尺である。1日5回、計108回突かれる。鐘楼は鉄筋コンクリート製。

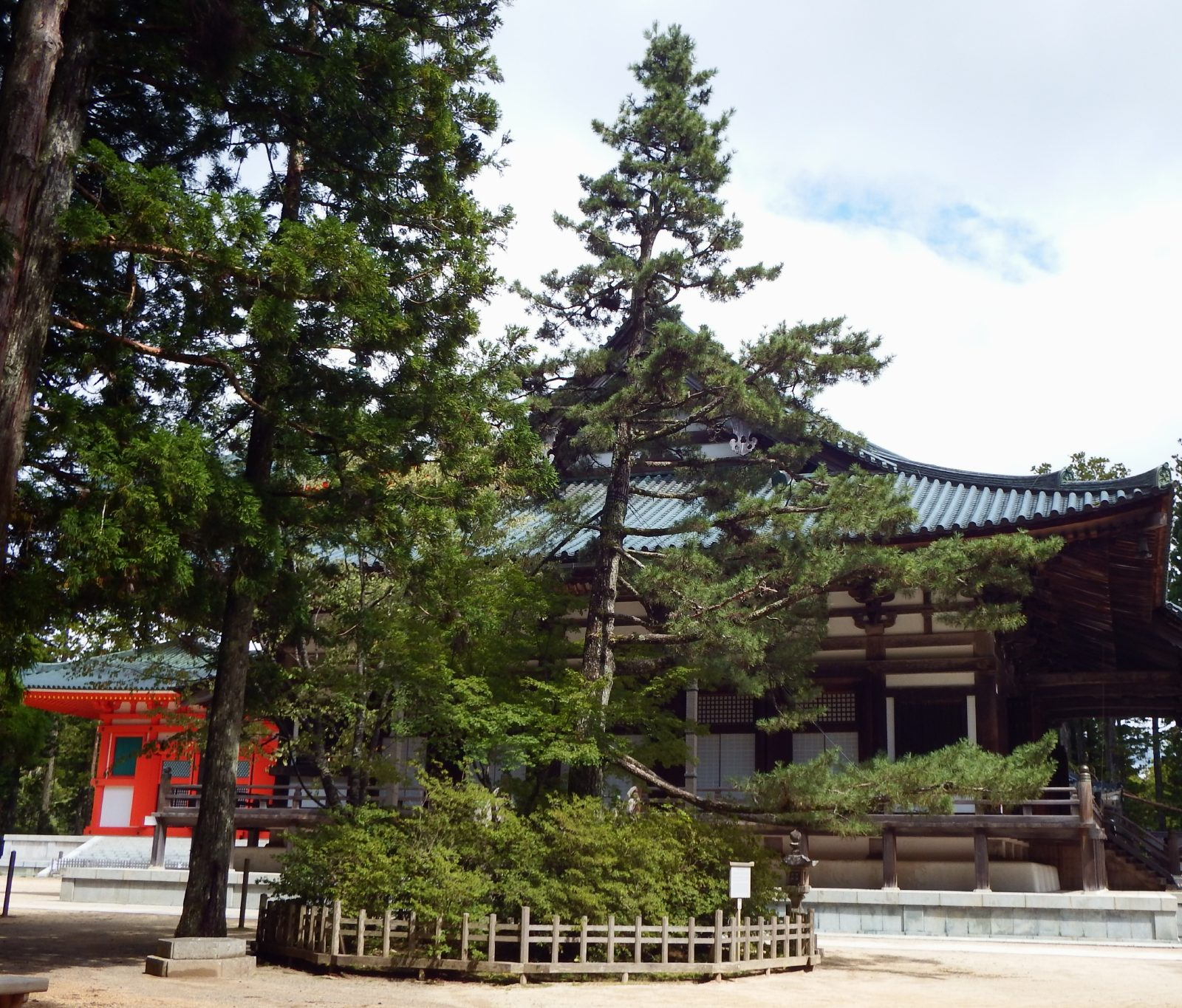
登天の松
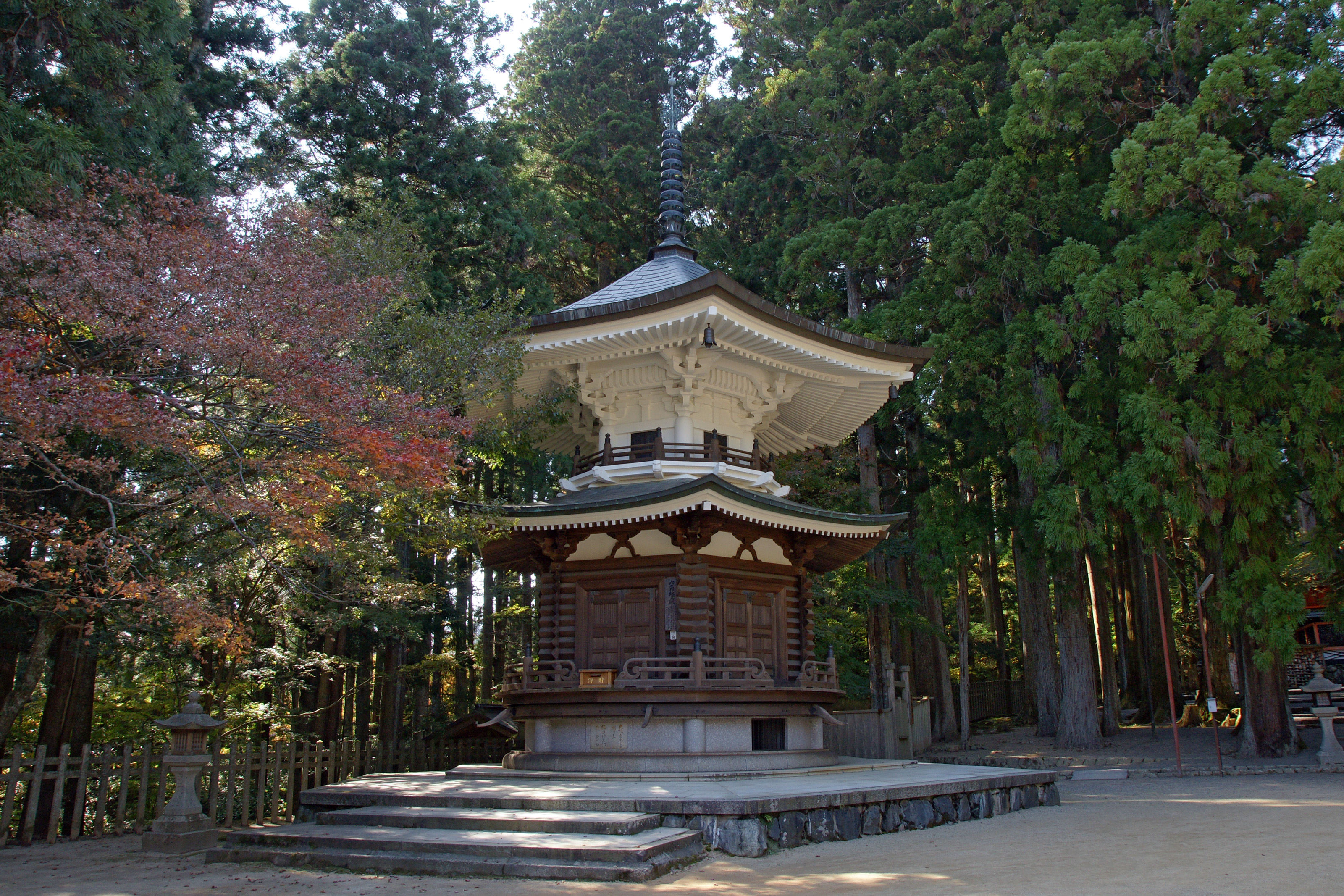
六角経蔵（荒川経蔵）
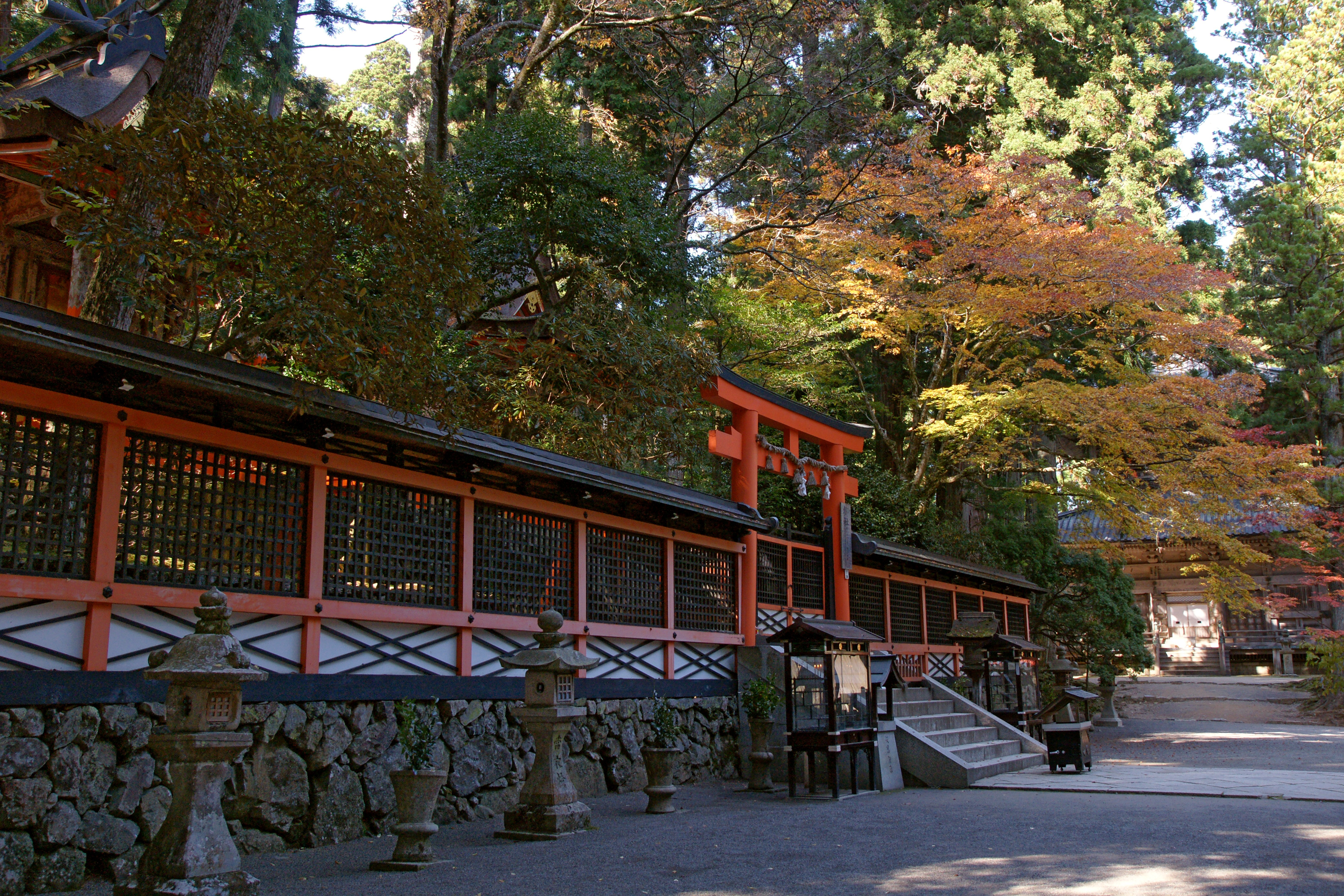
御社（重要文化財）
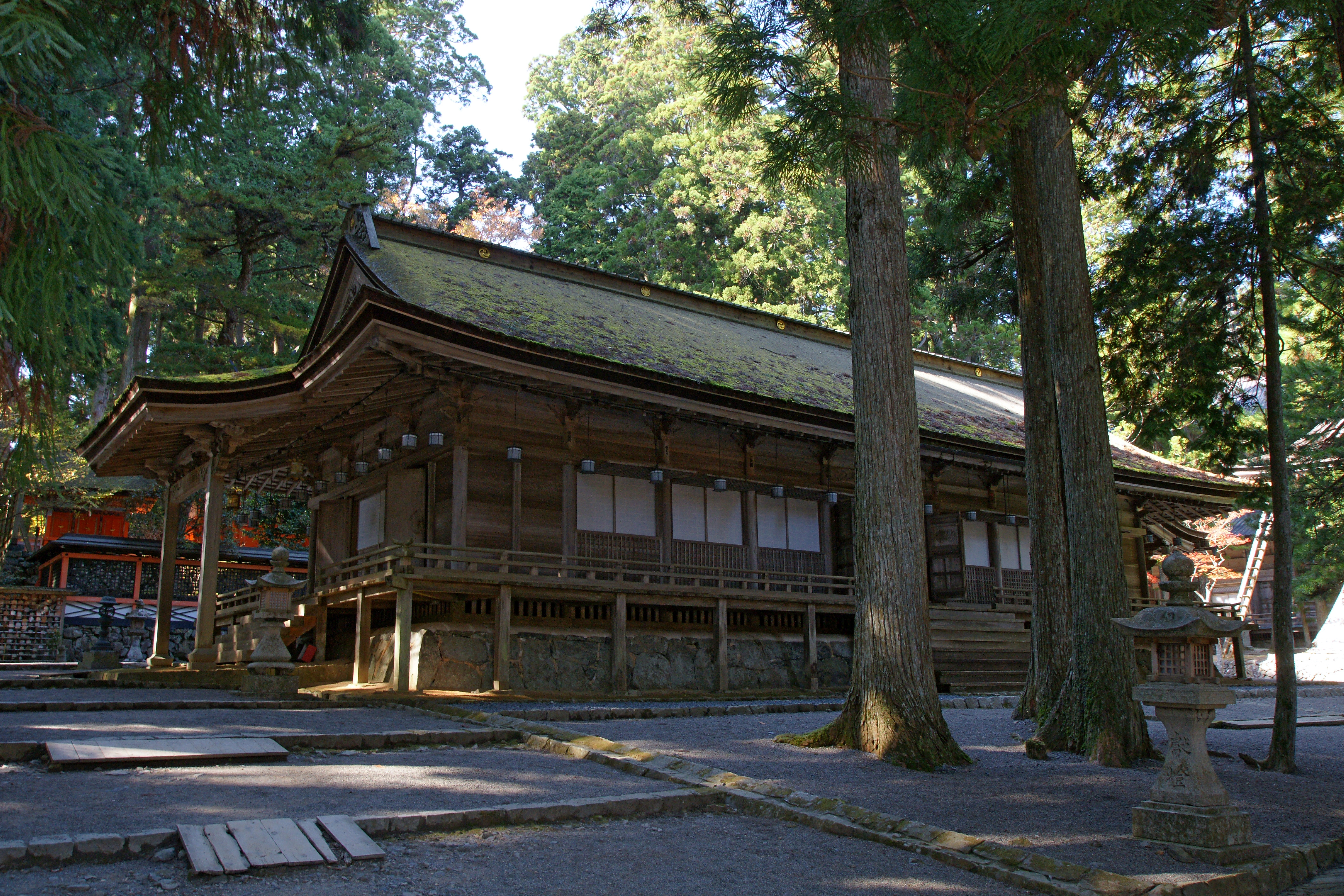
山王院
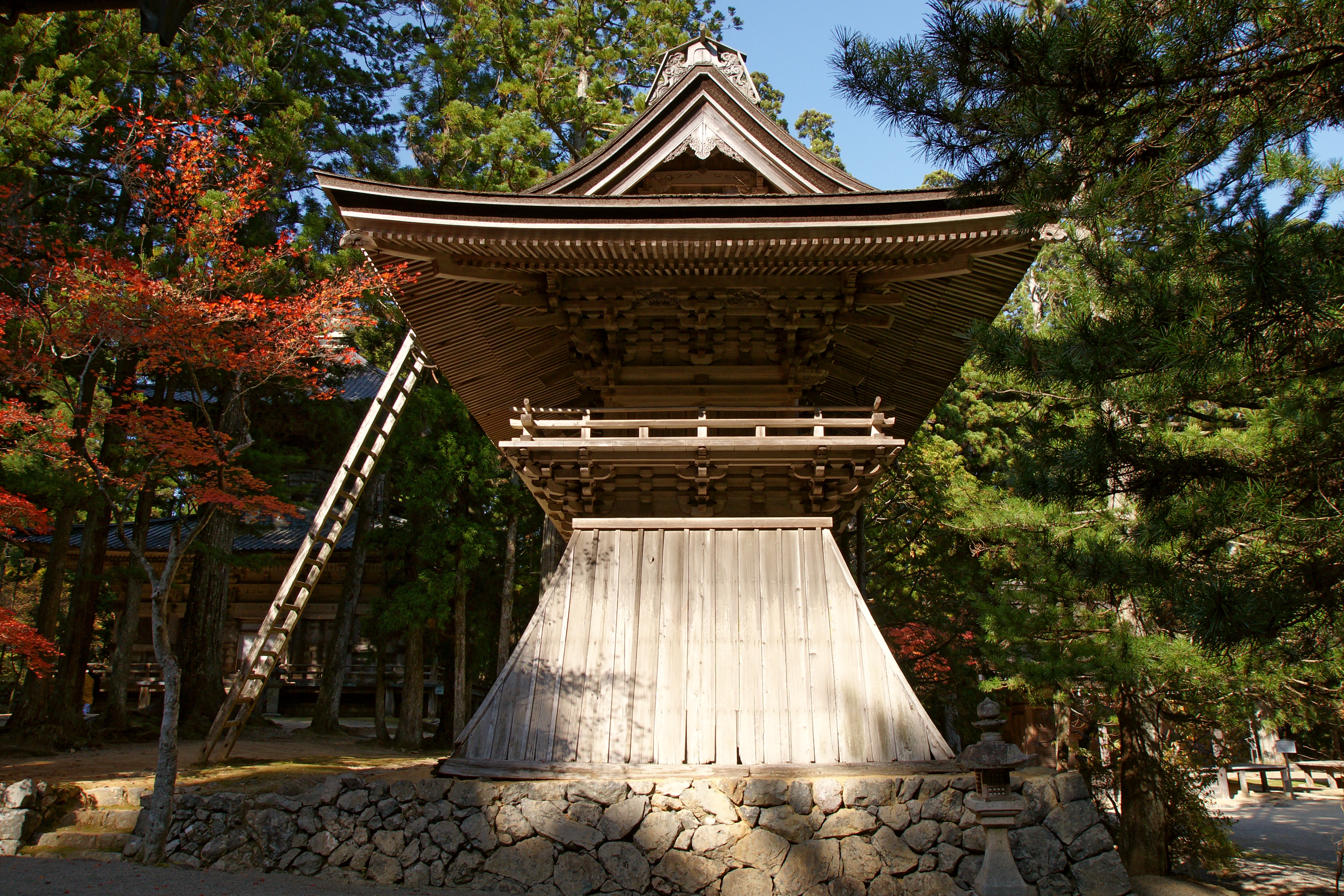
鐘楼
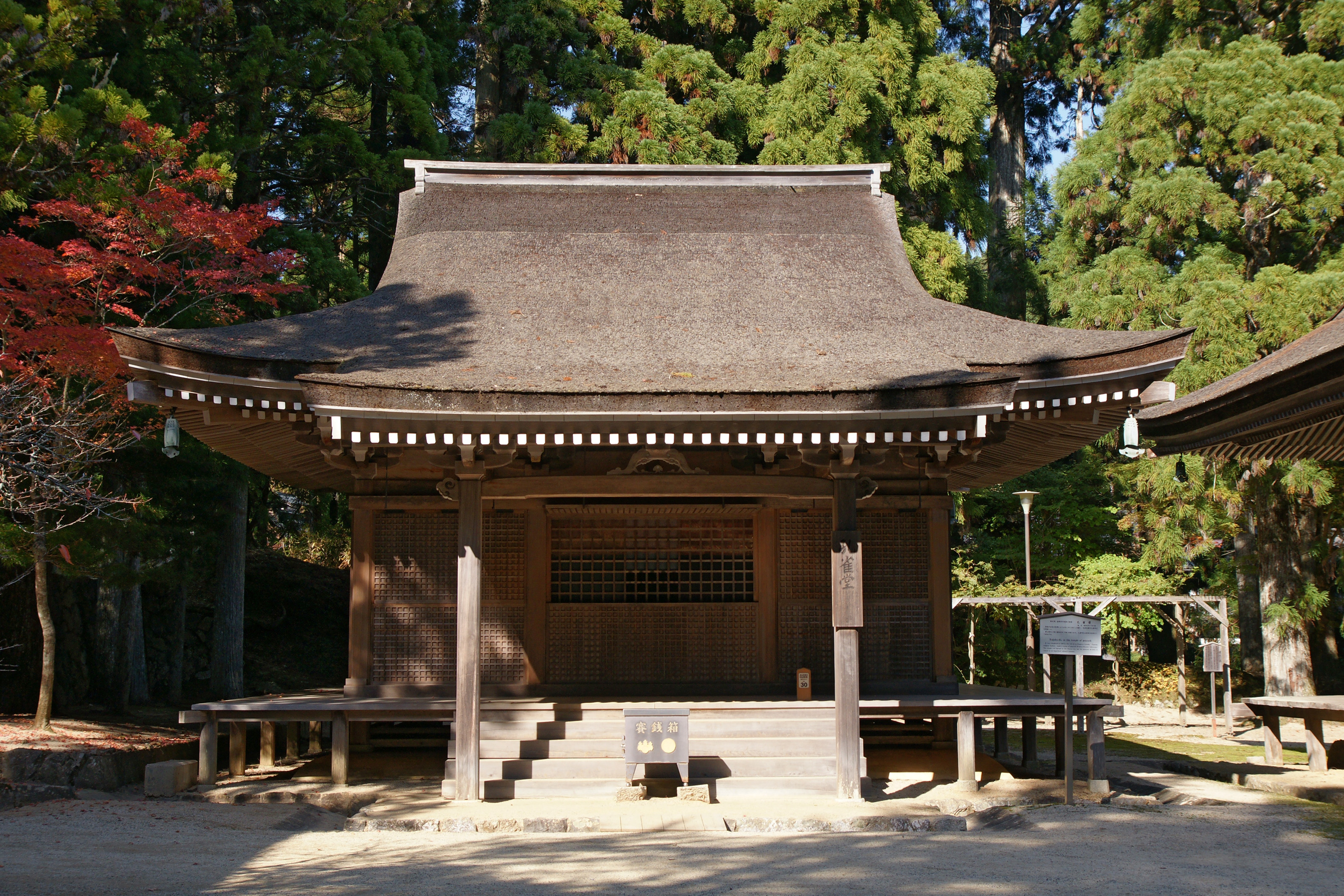
孔雀堂
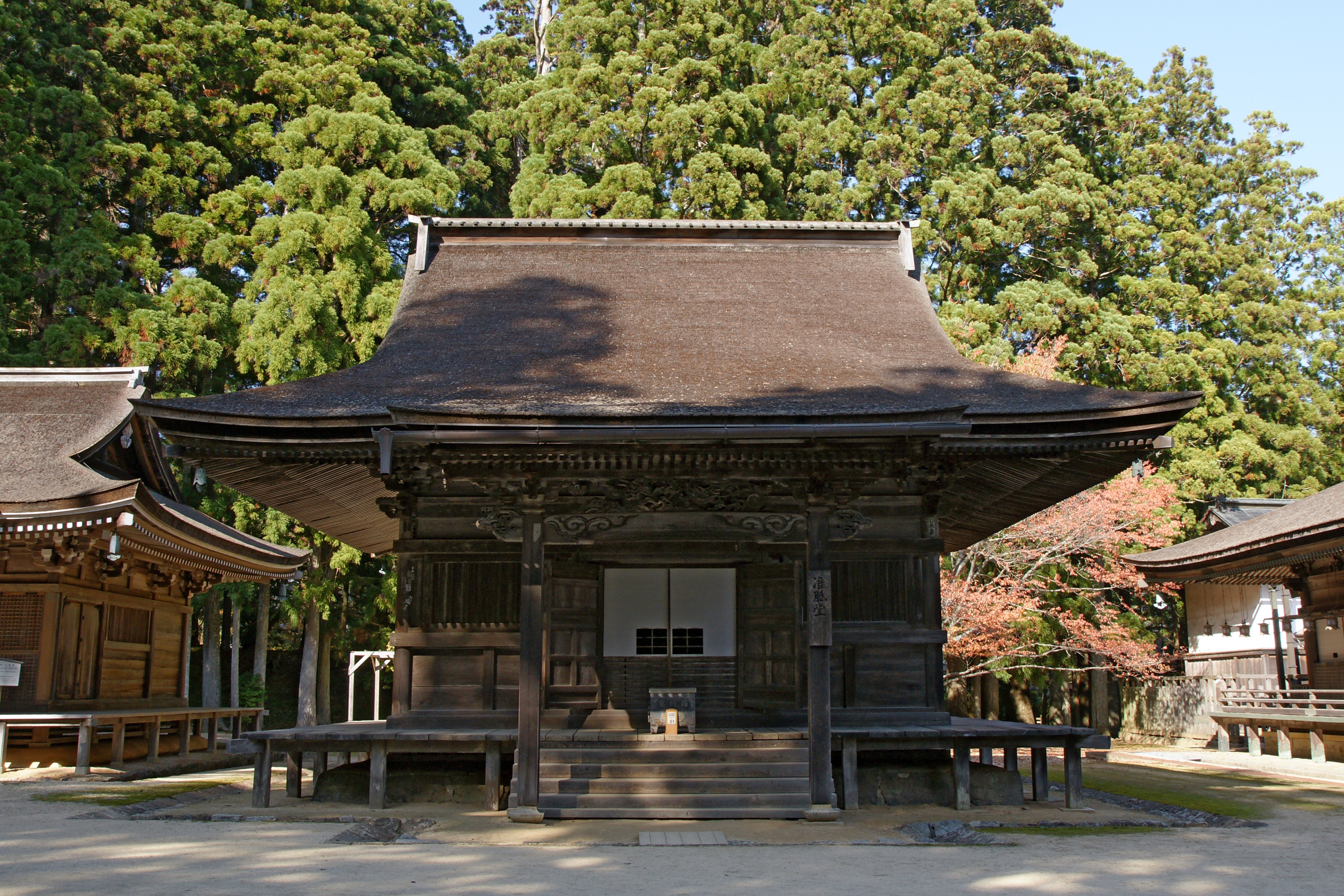
准胝堂
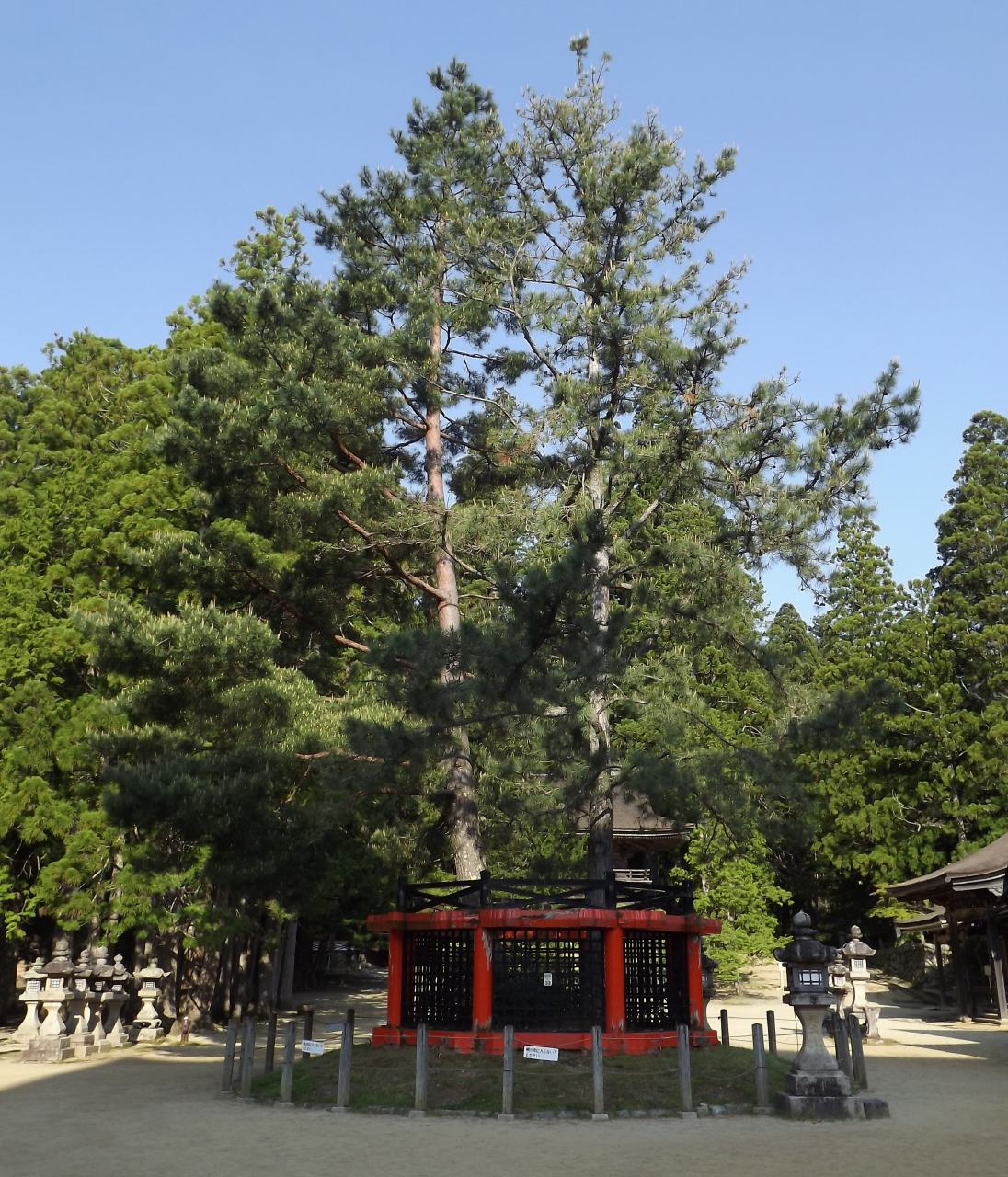
三鈷の松
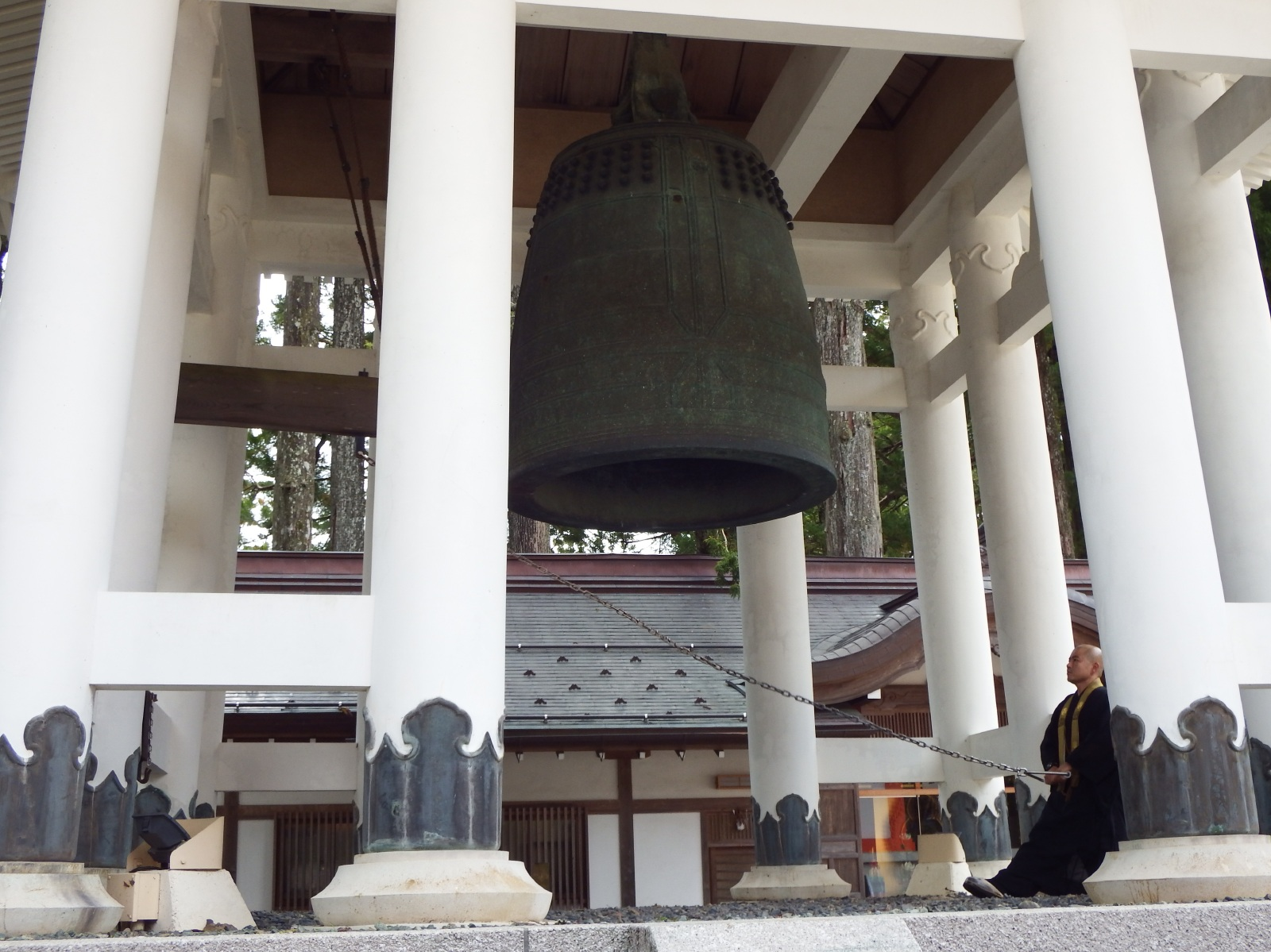
大塔の鐘（高野四郎）
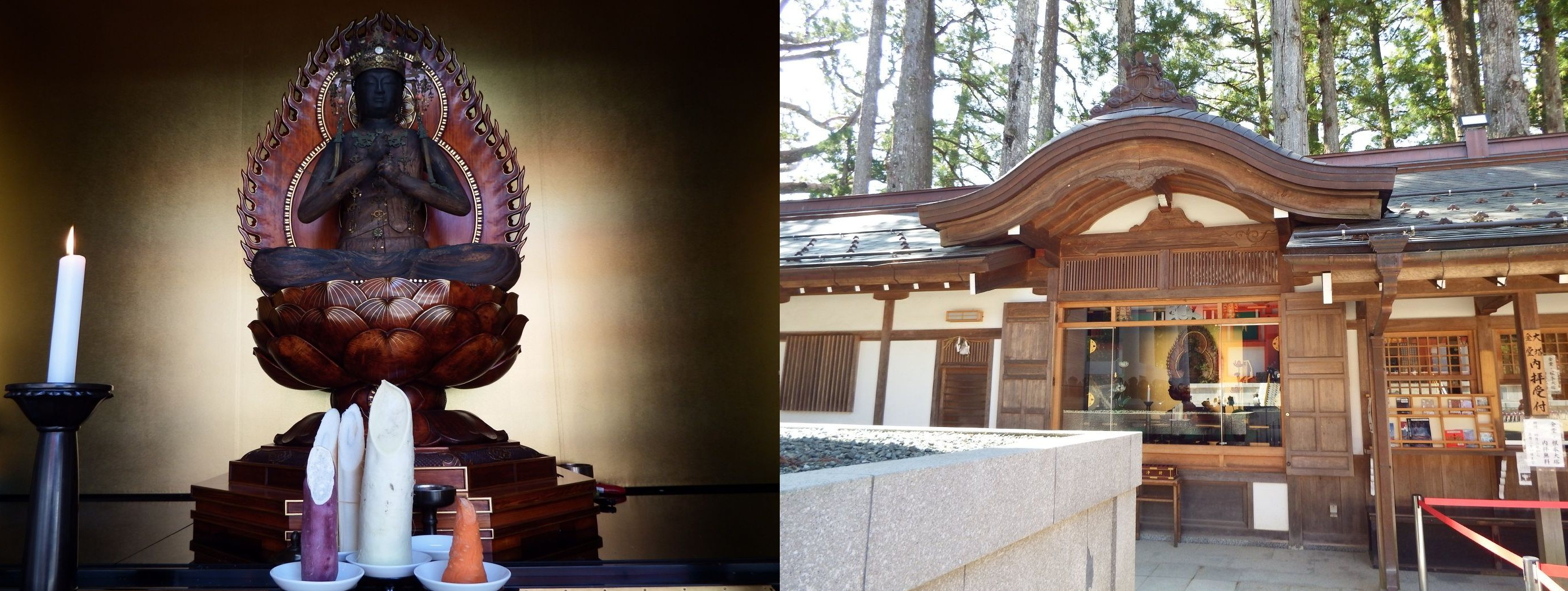
御供所（納経所）
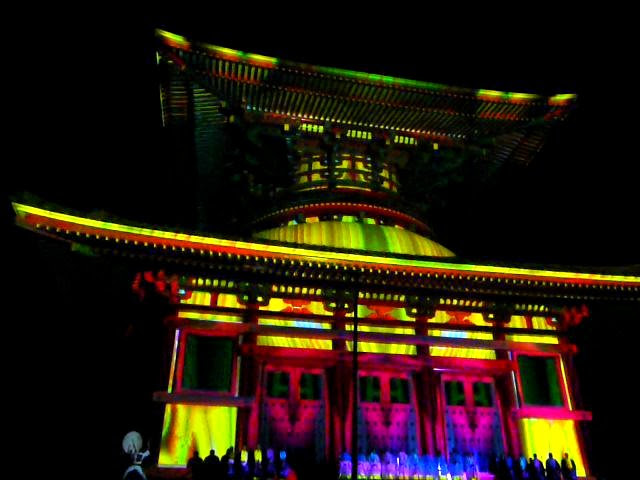
高野山開創1200年記念大法会で大塔で行われたプロジェクションマッピング
高野山開創1200年記念大法会で大塔で行われたプロジェクションマッピング

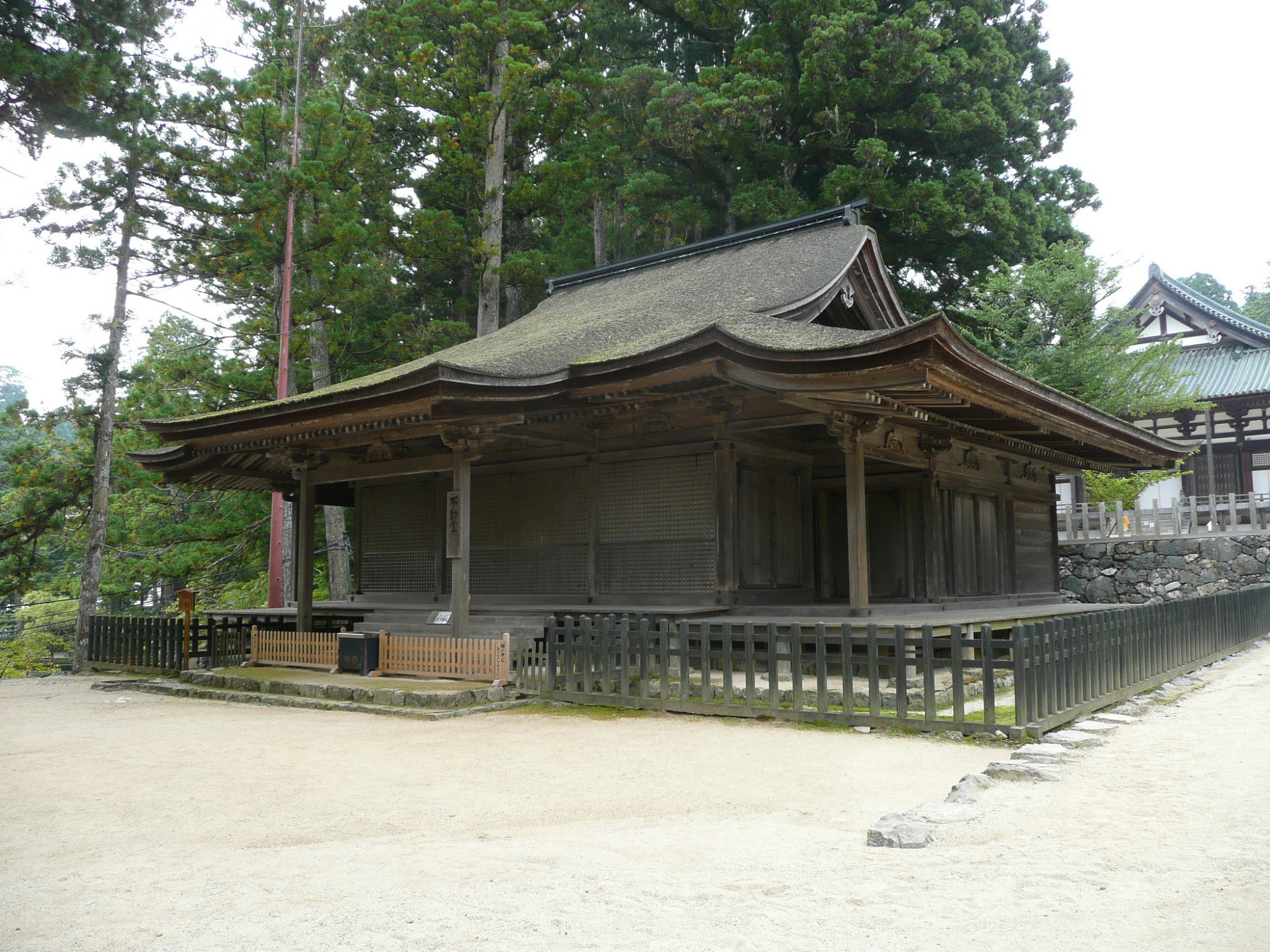
不動堂（国宝）

- 愛染堂（あいぜんどう）（重要文化財） - 建武元年（1334年）に初代建立、現在の堂は1848年（嘉永元年）再建。後醍醐天皇の勅願により四海静平、玉体安穏（天下泰平）を祈念のため創建[90]。本尊は後醍醐天皇と等身とされる愛染明王[98]。
- 不動堂（ふどうどう）（国宝） - 建久8年（1197年）上皇の皇女八條女院内親王の発願により行勝上人が創建[99]。現在の堂は14世紀初頭に再建で、高野山内では金剛三昧院多宝塔に次ぎ、2番目に古い建築物[100]。高野山内の一心院谷から、1908年（明治41年）に現在地に移築された。桧皮葺（ひわだぶき）、入母屋造の住宅風仏堂である。当初は阿弥陀堂であったと推定されるが、後に本尊の不動明王（重要文化財）と運慶作の八大童子像（国宝）が奉安され、現在いずれも霊宝館に移されている。堂の四隅の形状がそれぞれ違い、四隅それぞれを四人の工匠が随意に造ったためと伝わる[101]。近年の解体修理報告書によると元来、僧侶が臨終を迎えるための堂だったとの説がある[100]。屋根が桧皮葺のため境内で火災が発生した場合、類焼しやすいため屋根にドレンチャーを設置し、バルブを開けると桧皮葺屋根がドレンチャーからの水膜で覆われるようになっている。高野山内では、檀上伽藍の御影堂、徳川家霊台の2棟、奥の院の経蔵、金剛三昧院の多宝塔など計6棟に、地上に放水銃を設置しているが、屋根にドレンチャーを設けているのは不動堂だけである[102]。
- 勧学院（かんがくいん） - 子院・塔頭で後述
- 蓮池（はすいけ） - 名の由来は、昭和の頃まで蓮の花が咲き誇っていたため。明和年間（1764年 - 1772年）に度々の干ばつで民衆が苦しんでいたため、明和8年（1771年）頃、善女竜王像と仏舎利を池の中島の祠に祀ったと伝わる。1996年（平成8年）橋と祠を修復[103]。
- 大会堂（だいえどう）（重要文化財） - 安元元年（1175年）鳥羽上皇の皇女五辻斎院頌子内親王が父の追福のため創建。もとは東別所にあったが西行法師が、長日不断談義の学堂として現在地に移し蓮華乗院と称していた。後に法会の集会堂になり、現在の堂は嘉永元年（1848年）再建。本尊は阿弥陀如来[99]。
- 三昧堂（さんまいどう）（重要文化財） - 延長7年（929年）初代創建、もとは総持院境内にあったが、治承元年（1177年）西行法師が現在地に移した。現在の堂は文化13年（1816年）再建。金剛峯寺座主済高が創建し、堂内で理趣三昧の法要を行っていたことから、この名がついた。堂前の桜は、西行法師手植の桜と伝わるが元の桜は枯れ、植え替えられ、現在も西行桜とよばれている[78]。
- 東塔（とうとう） - 大治2年（1127年）初代創建、尊勝仏頂尊と不動明王・降三世明王を祀る。弘法大師入定1150年御遠忌記念事業で1984年再建。白河上皇の御願により醍醐寺三宝院勝覚権僧正が創建[104]。
- 智泉廟（ちせんびょう） -  空海の甥の智泉大徳（789年 - 825年）の廟。37歳の若さで亡くなり、空海が築いたと伝わる[105]。
- 蛇腹道（じゃばらみち） - 名の由来は、空海が高野山を龍が東西に伏せるが如くとたとえ、この道が龍の腹付近に相当することによる[106]。地主の明神様が弓矢の稽古をしているため、真ん中を歩いてはいけないとの伝説が伝わる[107]。秋には紅葉で覆われ観光客で賑わう。
- 六時の鐘 - 大伽藍を出てすぐにあり、午前6時から午後10時の偶数時に鳴らされる。元和4年（1618年）福島正則により建立されるも焼失、寛永7年（1640年）その子・正利により再建され、鐘銘は通常、漢字で書かれるが、仮名まじり文である[108]。

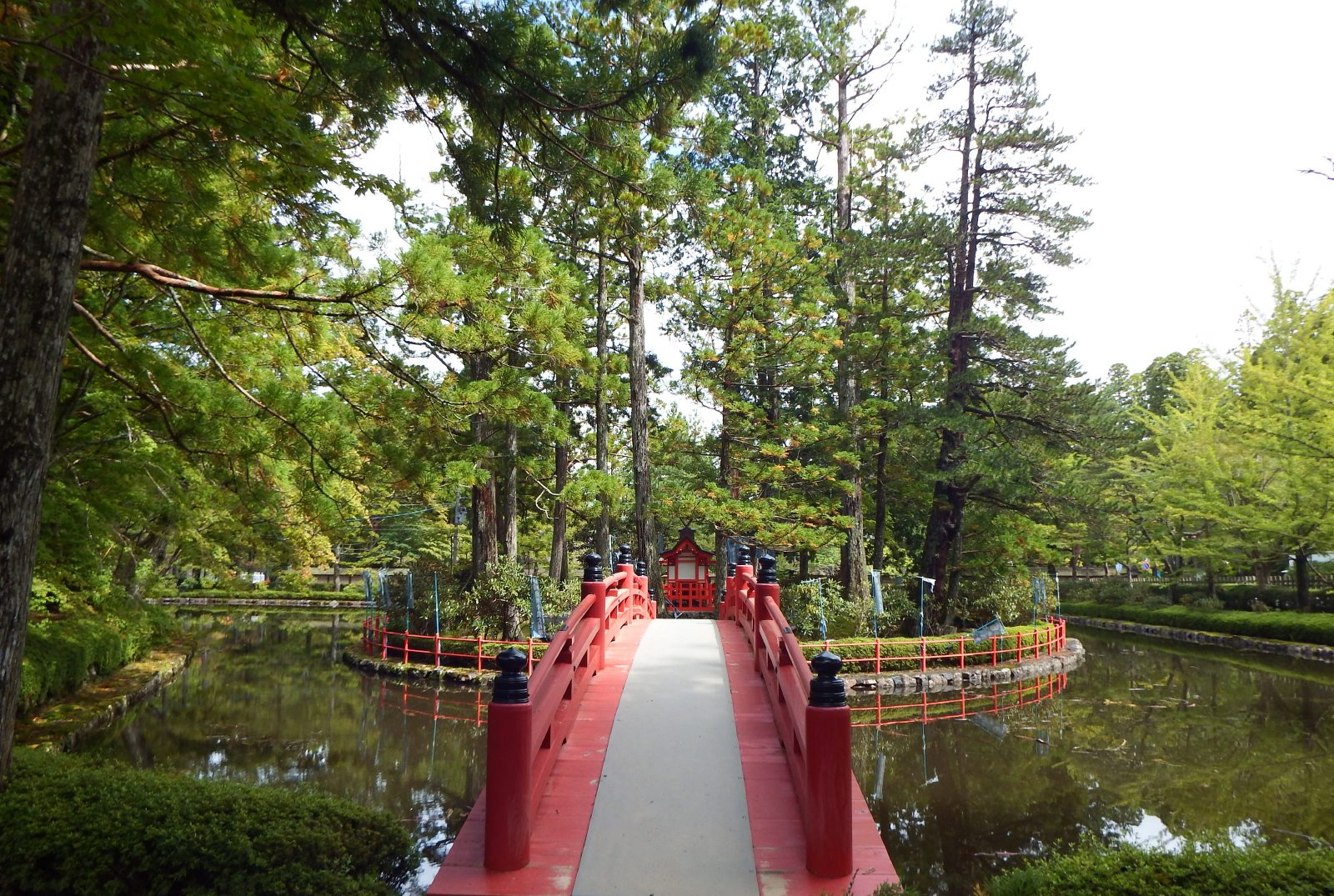
蓮池
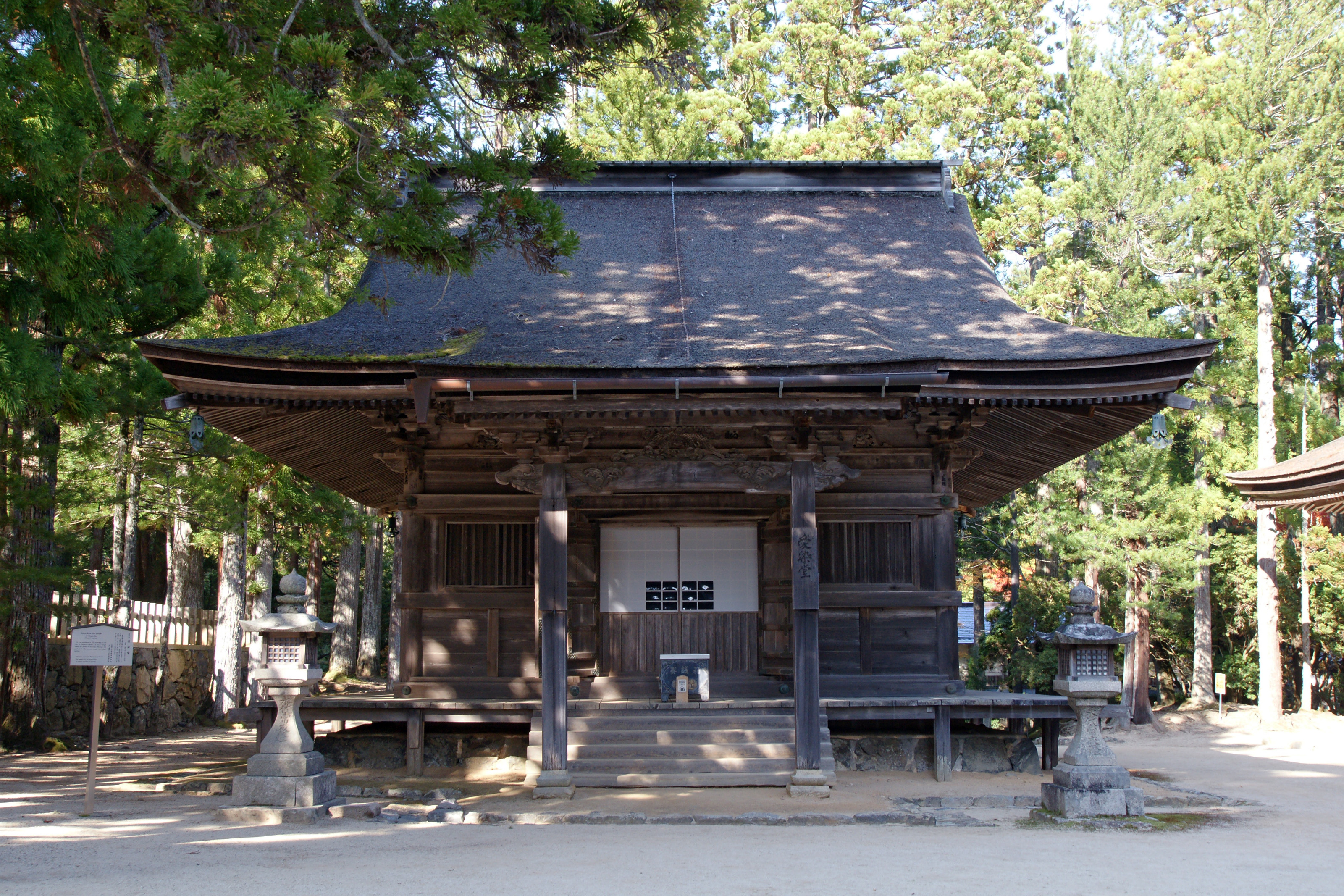
愛染堂
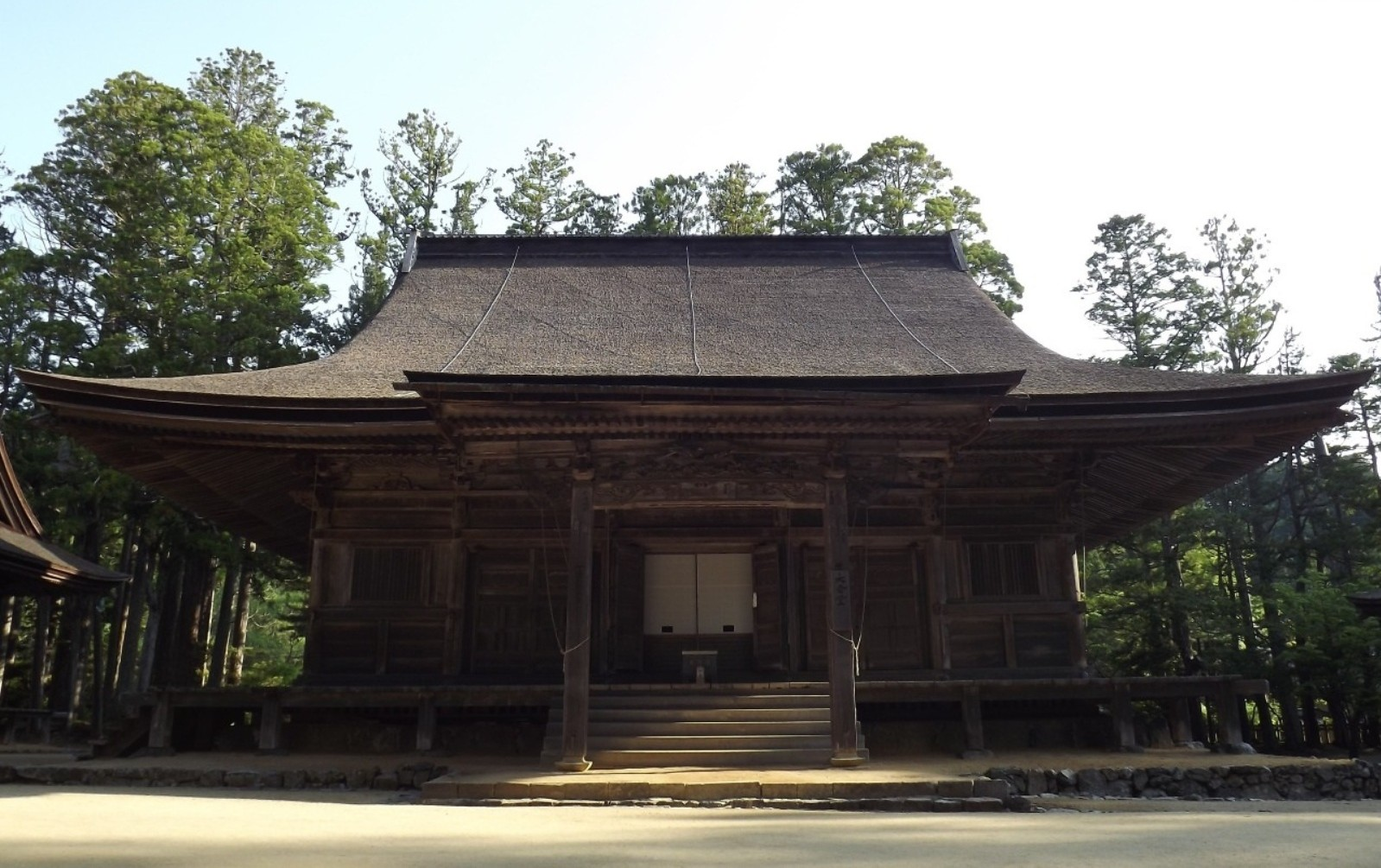
大会堂
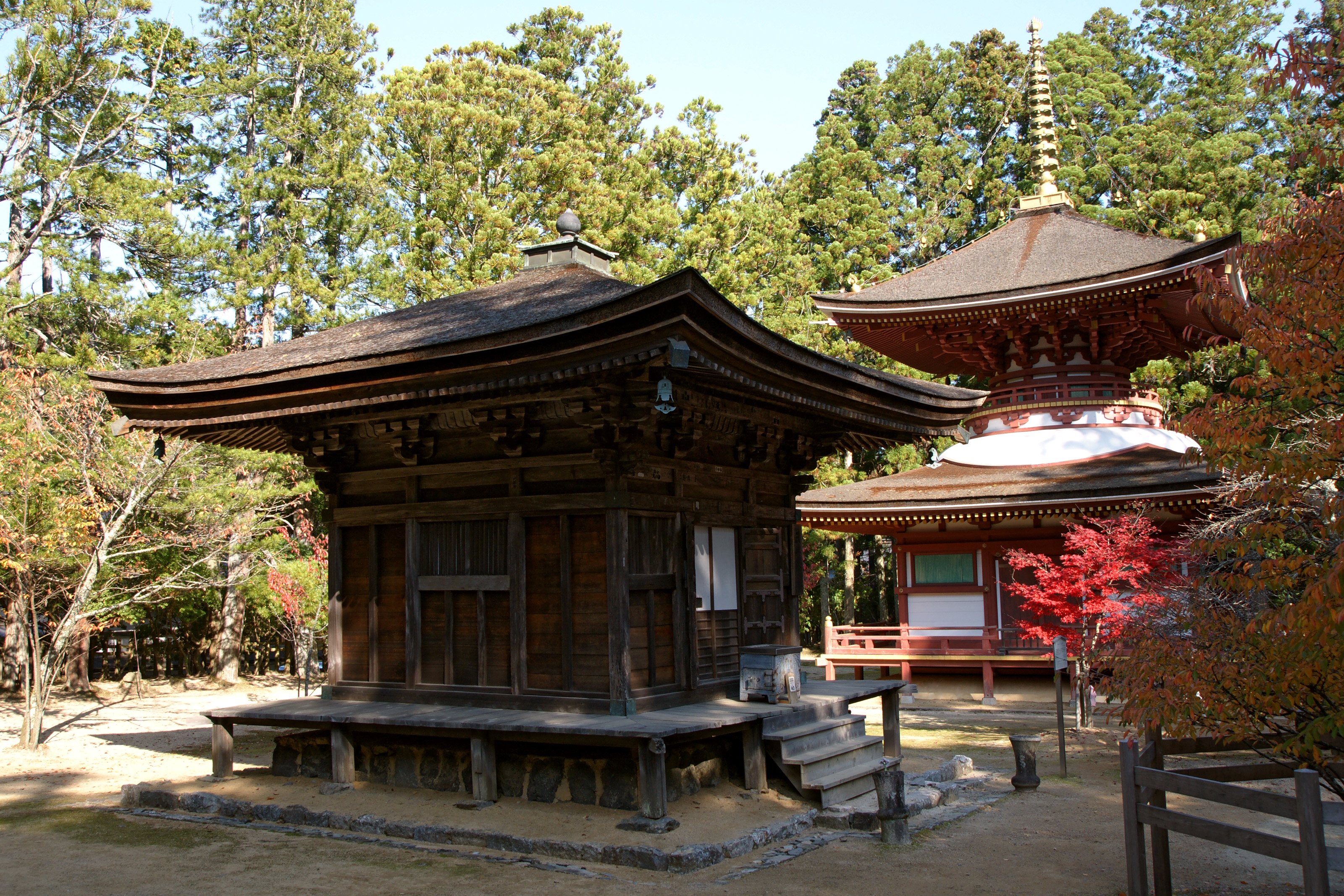
三昧堂
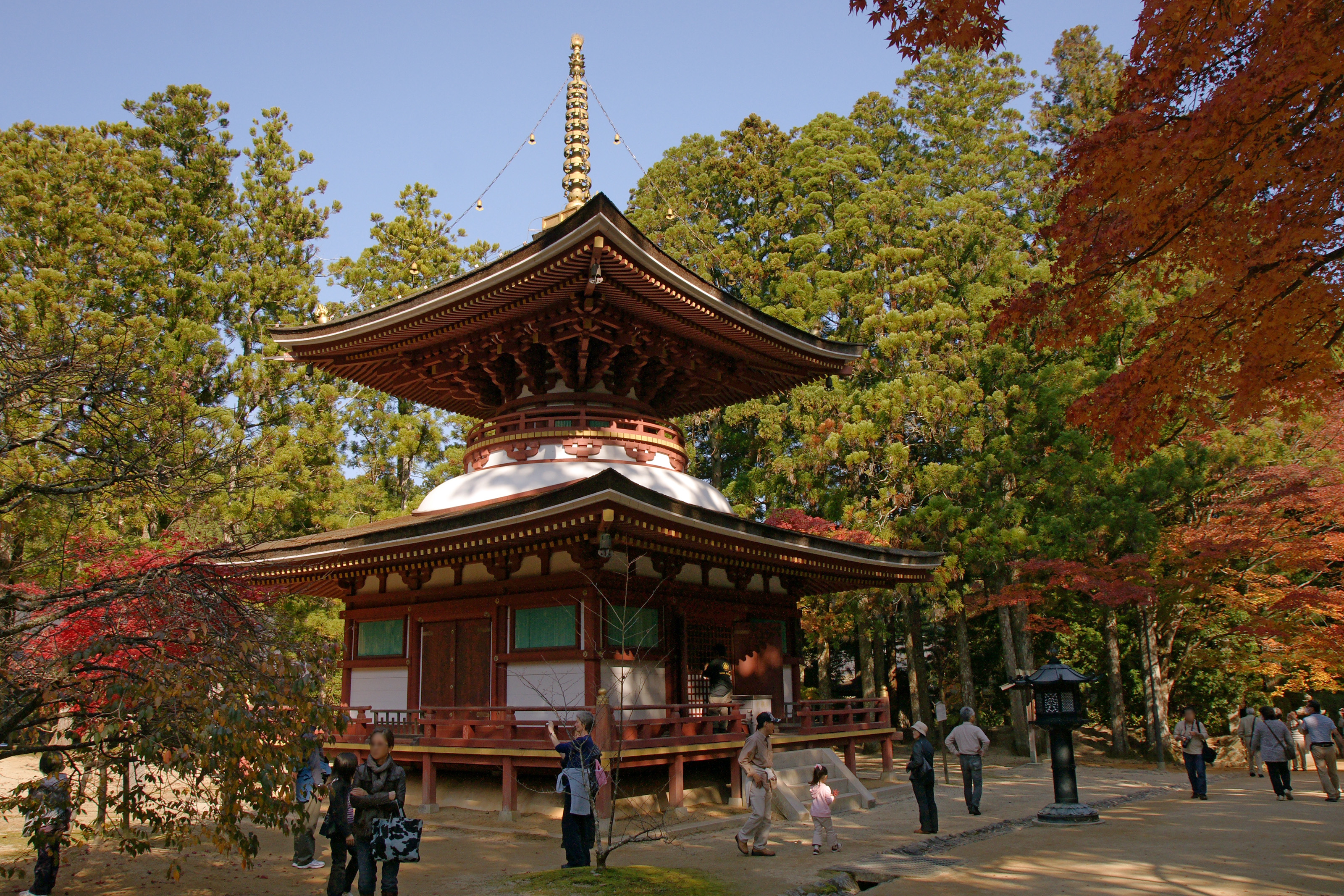
東塔
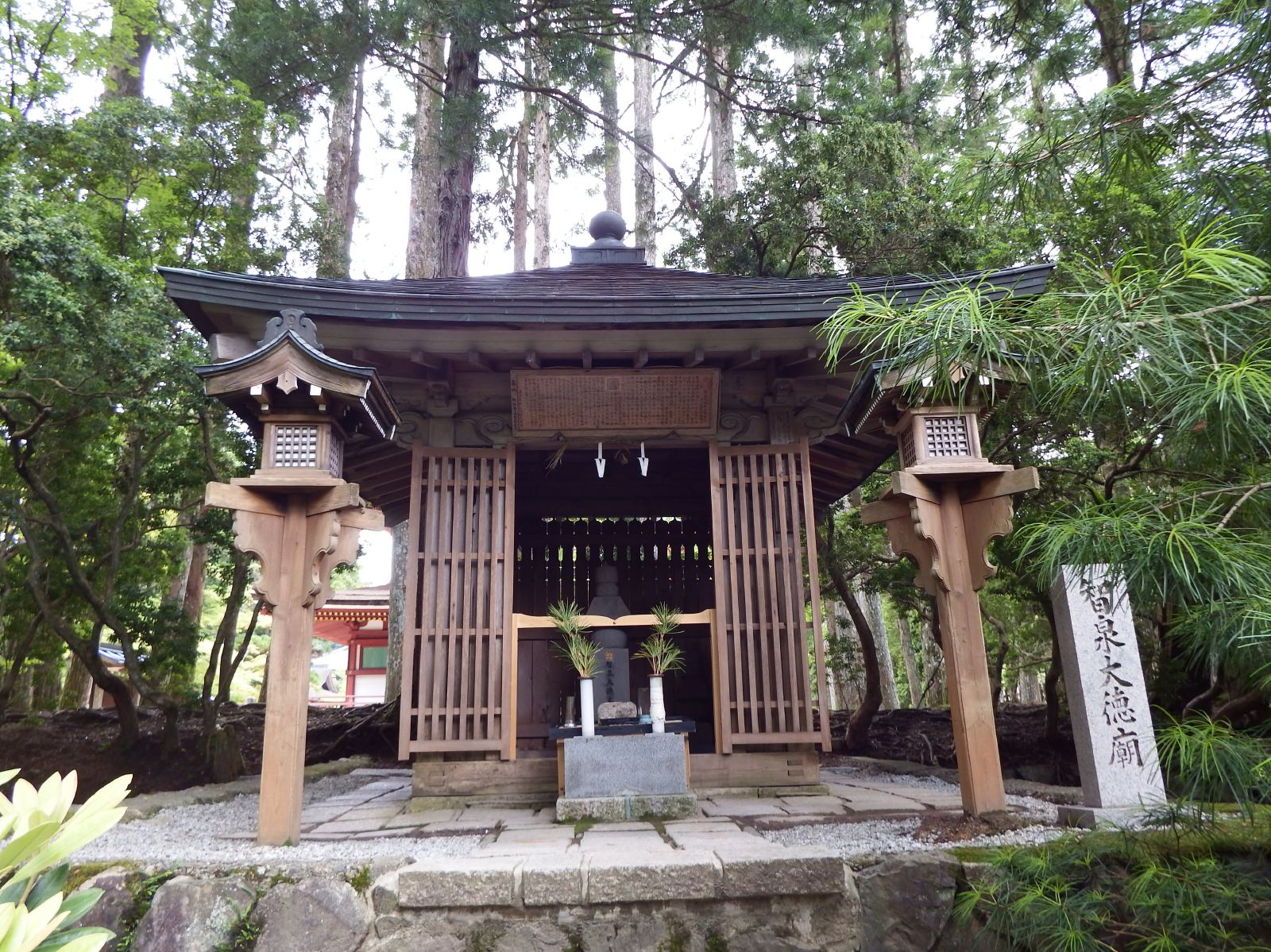
智泉廟
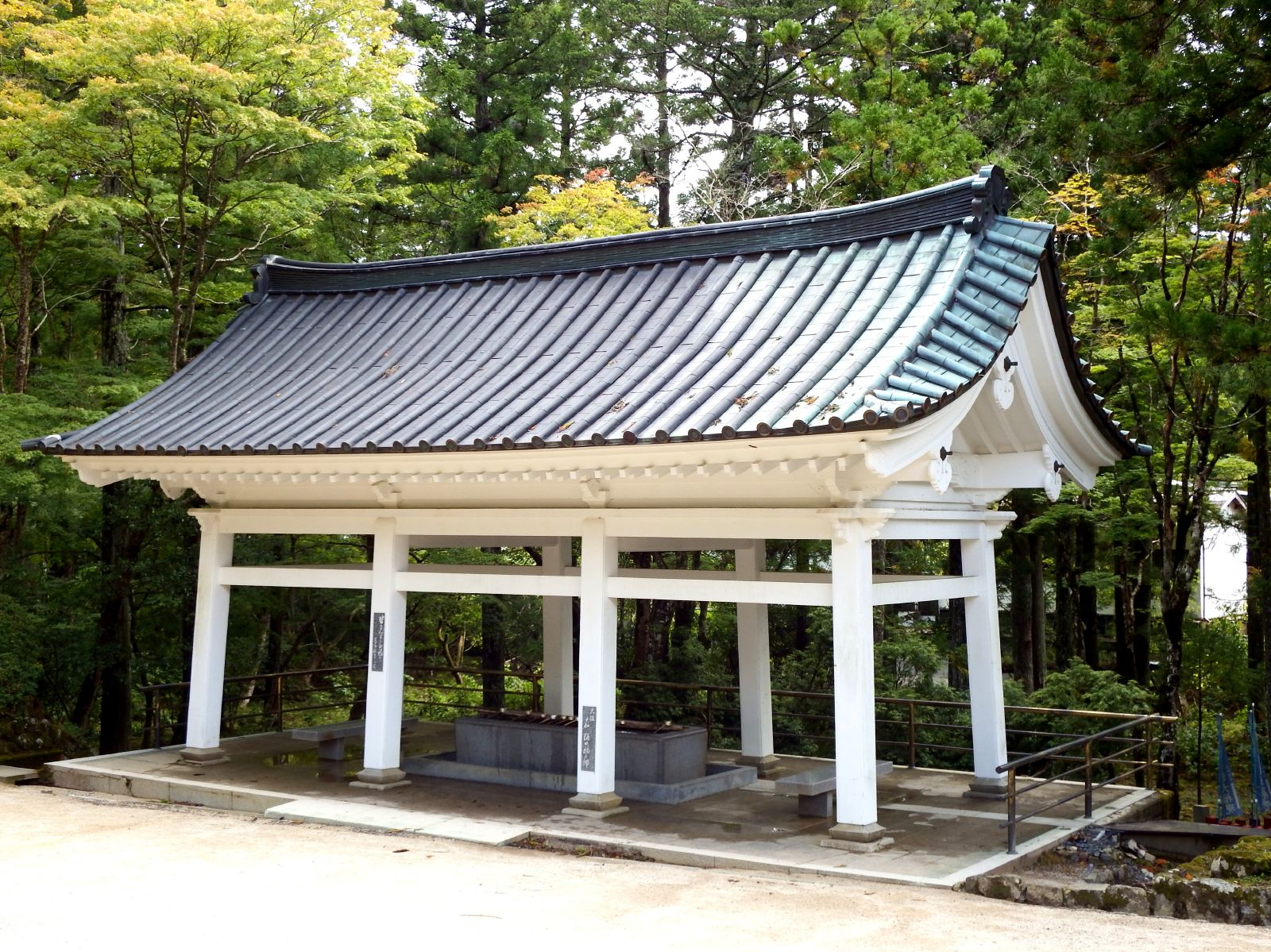
手水舎
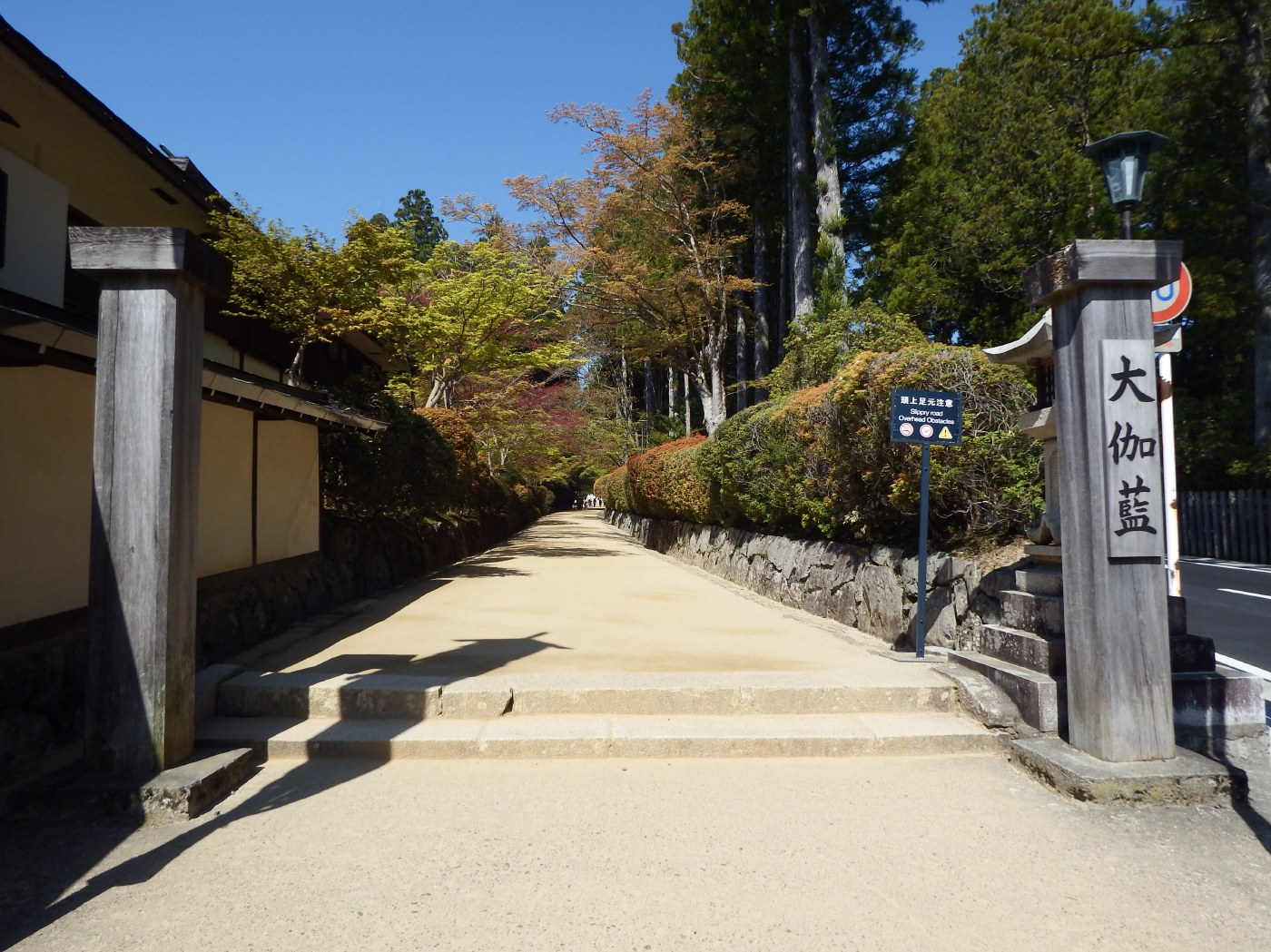
蛇腹道
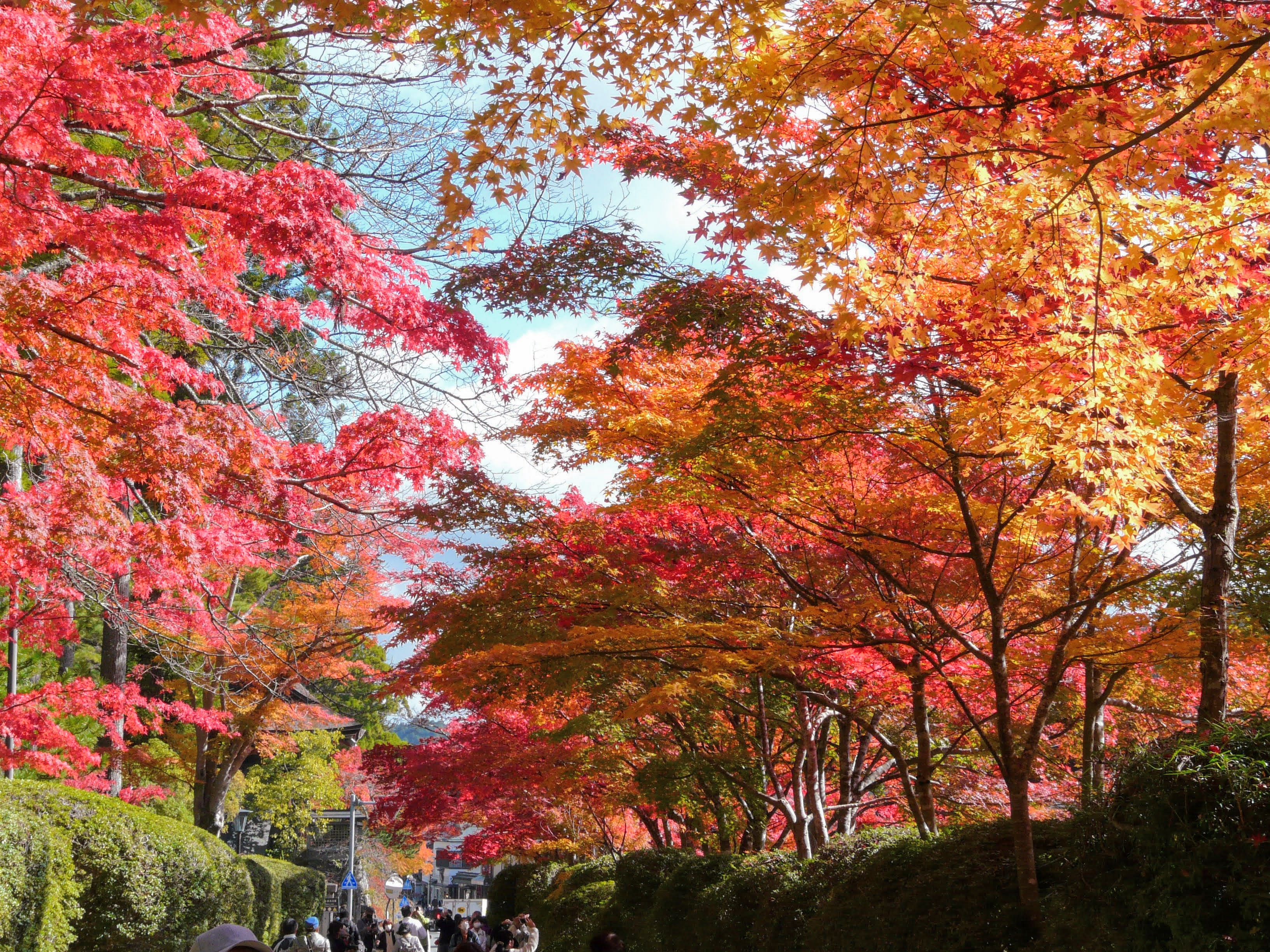
秋の蛇腹道

#### 総本山金剛峯寺（本坊）

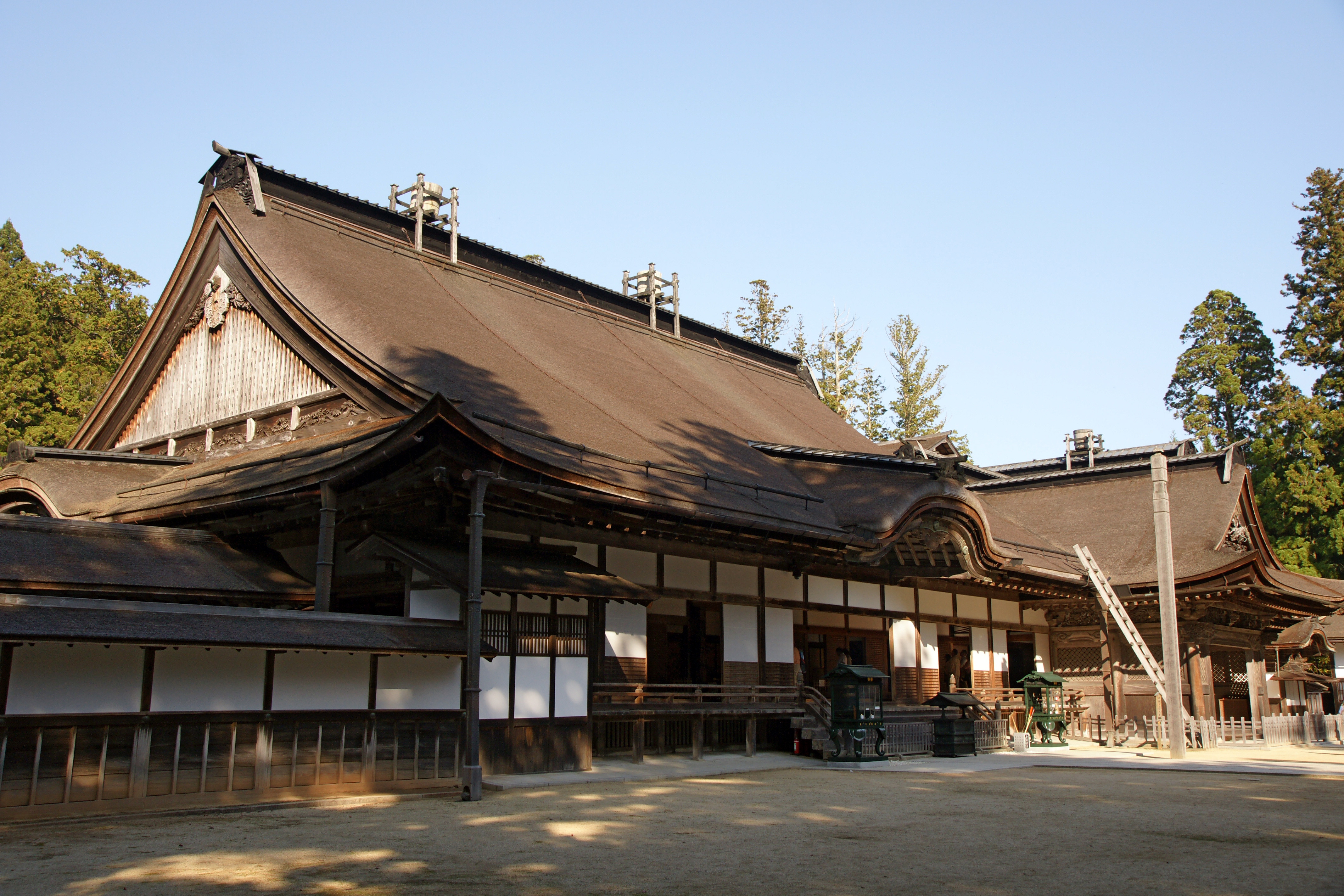
主殿（総本山金剛峯寺 本坊）

壇上伽藍の東北にあり、本坊である主殿が建つ。1869年（明治2年）、いずれも豊臣秀吉ゆかりの寺院である学侶方の巌寺と興行人方の山寺 (廃寺)を合併し、高野山真言宗総本山金剛峯寺と改称した。寺紋は桐紋と巴紋だが桐は豊臣家の家紋で、巴は地主神として祀られている天野社の紋である。青巌寺は、文禄2年（1593年）秀吉が亡母の菩提のために木食応其に命じて建立し、母の大政所の剃髪を納めたことから当初「剃髪寺」とよばれ、のちに「青巌寺」と改称する。「金剛峯寺」の寺号は空海が経典「金剛峯楼閣一切瑜伽瑜経」から名付けたもので、元来は高野山全体を指す名称であったが、明治期以降は、高野山真言宗の管長が住むこの総本山寺院のことを「金剛峯寺」と称している。主殿の持仏の間には1680年検校文啓の支持で制作された本尊弘法大師座像が祀られ、高野山開創1200年記念大法会（2015年4月2日 - 5月21日)で16年ぶりに開帳された。境内の広さは48295坪あり、主殿（1863年再建）、主殿から長い渡り廊下を渡ると、奥殿（1934年建立）、別殿（1934年建立）、新別殿（1984年建立）、阿字観道場（1967年建立）、蟠龍庭（石庭）などがある。重要文化財となっているのは、大主殿一棟、奥書院一棟、経蔵一棟、鐘楼一棟、真然堂（廟）一棟、護摩堂一棟、山門一棟、会下門一棟の9棟と、それを取り巻くかご塀である。
- 正門 - 文禄2年（1593年）再建。かつて正門を利用できたのは皇族と高野山の重職の僧だけで、一般僧は右方にある小さなくぐり戸を使用した[111]。
- 鐘楼 - 元治元年（1864年）再建と考えれている。袴腰付入母屋造り[111]。
- 経蔵 - 延宝7年（1679年）に、釈迦三尊とともに寄進された。火災発生時に類焼しにくいように主殿とは別棟として建てられ、重要なものを収蔵していた[111]。
- 主殿 - 文久3年（1863年）再建。東西 54メートル、南北 63メートルの書院造建築である。屋根は檜皮葺で、屋根上には雨水を貯める天水桶とよばれる桶が設置され、境内で火災発生時、桶の水を屋根にまくことで火の粉による類焼を防ぐ役割があった。大玄関と小玄関があり、大玄関は表玄関に相当し、かつては皇室、高野山の重職に就いている僧のみが使用した。小玄関は大玄関を使用できない上位の僧侶が使用し、一般僧侶は裏口を使用した[111]。
  - 大広間 - 重要な法事・儀式が行われる間。狩野元信作と伝わる松、群鶴の襖絵がある[111]。
  - 梅の間 - 狩野探幽作と伝わる梅月流水の襖絵がある[111]。
  - 柳の間 - 文禄4年（1595年）に豊臣秀次が自刃したことから「秀次自刃の間」ともよばれている[111]。山本深斉の四季の柳の襖絵がある[112]。
  - 書院上段の間 - 天皇・上皇が参詣した際に応接間として使用された。壁は総金箔押し、天井は折上式格天井の書院造りで、上段の間に上々段の間と装束の間があり、上段右側に武者隠しの間（稚児の間）がある[113]。
  - 稚児の間 - 上段の間の武者隠しの間で、天皇・上皇に随行した護衛が待機した部屋。狩野探斎作と伝わる襖絵があり、旧伯爵副島家より奉安された地蔵菩薩が祀られている[114]。
  - 奥書院 - 皇族の休憩所として、上段の間と共に高野山最高の部屋として使用されていた。雲谷等益、雲谷等爾作と伝わる襖絵がある[115]。
  - 囲炉裏の間 - 「土を塗り固めて作った部屋」で土室とも呼ばれ、部屋の中に囲炉裏が設けられている。空海自筆と伝わる愛染明王が祀られている[112]。
  - 台所 - 江戸期以降、実際に使用され大勢の僧侶の食事を作った場所。大釜が3基並び、1基で約7斗(98 kg)、3基で約2000人分の米を炊くことができる[111]。
- 別殿 - 1934年（昭和9年）弘法大師御入定1100年御遠忌大法会記念事業として建立。主殿から長い渡り廊下で繋がる。襖絵には、守谷多々志筆による、四季の花鳥や弘法大師入唐から高野山草創までの風景が描かれている[116]。
- 奥殿 - 1934年（昭和9年）弘法大師御入定1100年御遠忌大法会記念事業として建立。総本山金剛峯寺の前身で、青巌寺と合併した興山寺の跡地に建ち、奥殿が建立されるまでは高野山大学、中学があった[117]。
- 蟠龍庭 - 1984年（昭和59年）弘法大師御入定1150年御遠忌大法会記念事業として造園された日本最大級の2340平方メートルの石庭。雲海の中で雌雄一対の龍が奥殿を守っている姿を表現している。龍を表す石は四国の花崗岩を140個使用し、雲海を表す白川砂は京都産を使用[111]。
- 新別殿 - 1984年（昭和59年）弘法大師御入定1150年御遠忌大法会記念事業として参詣者への接待所として建立。鉄筋コンクリート造り、入母屋、91畳と78畳の二間からなり、169畳の大広間として使用できる[118]。金剛峯寺内部有料拝観者には新別殿にて茶菓子が振る舞われる。
- 新書院・真松庵 - 1965年（昭和40年）の高野山開創1150年記念法会の際、松下幸之助により寄贈され、茶室は佐藤栄作により「真松庵」と名付けられる。1971年（昭和46年）黒潮国体の際に昭和天皇と香淳皇后が宿泊した[119]。
- 阿字観道場 - 1967年（昭和42年）金剛峯寺第401世座主の発願で建立。本道場にて真言宗における呼吸法・瞑想法の阿字観体験が行われている[120]。
- 真然堂 - 主殿裏の丘に建つ真然の御廟。750回忌の寛永17年（1640年）に建立され、1990年（平成2年）真然大徳1100年御遠忌記念事業で解体修理された。元々、真然堂として祀られていたが、解体修理の際に、遺骨が入っていた御舎利器が発見されたため、現在、真然廟として整備されている[121]。

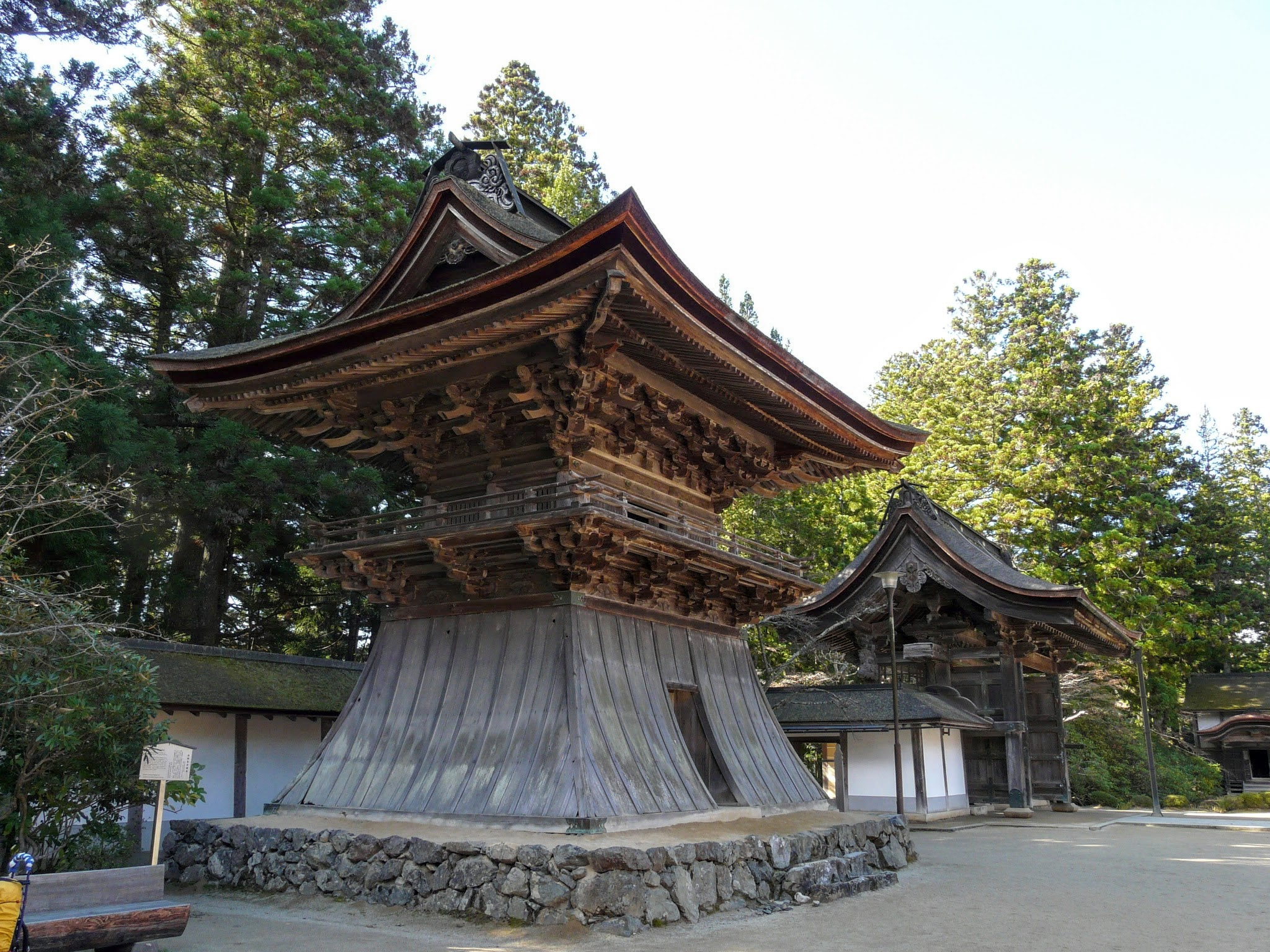
鐘楼。右後方に見えるのは正門
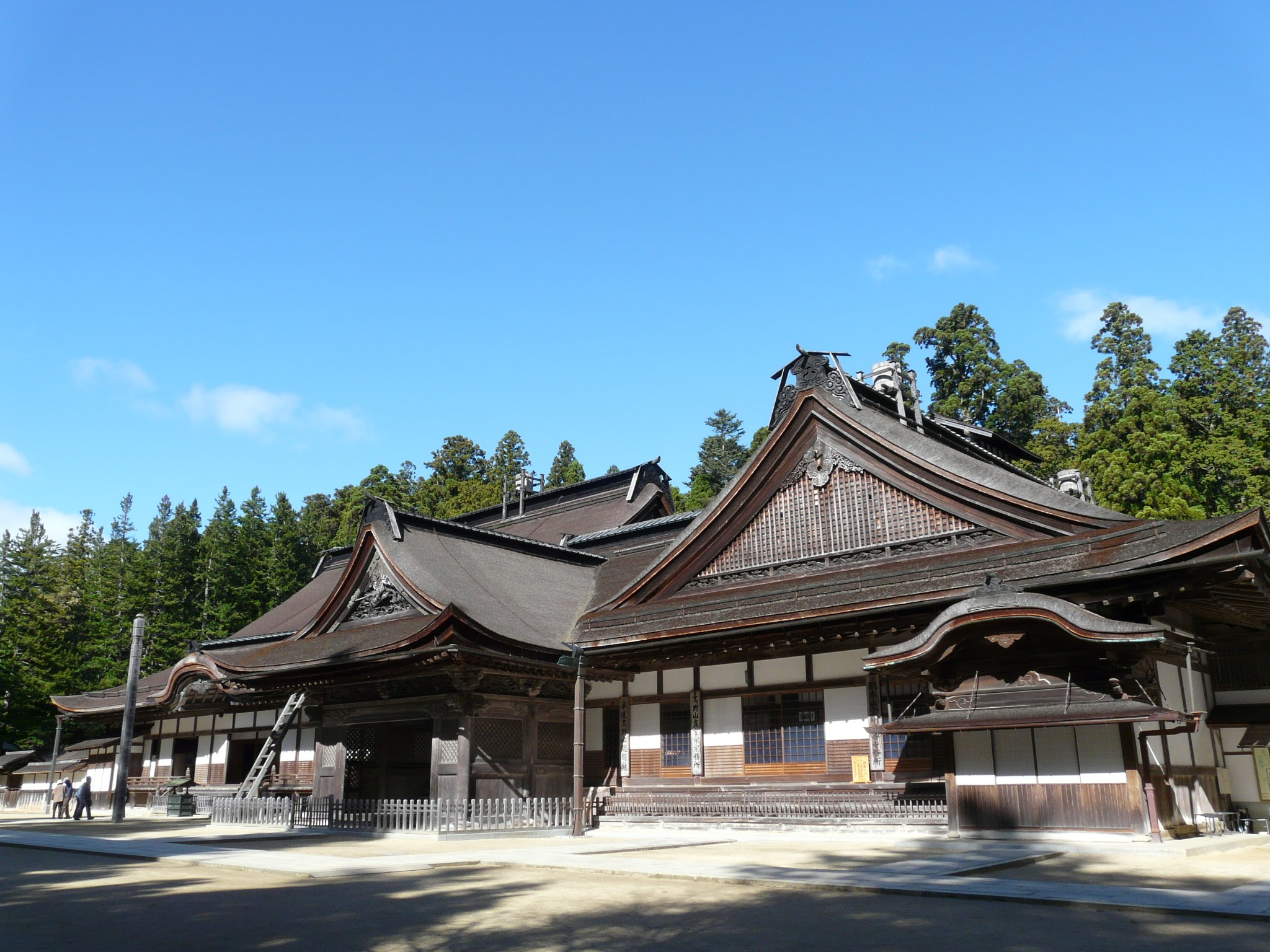
主殿の大玄関(左)と少玄関(右)
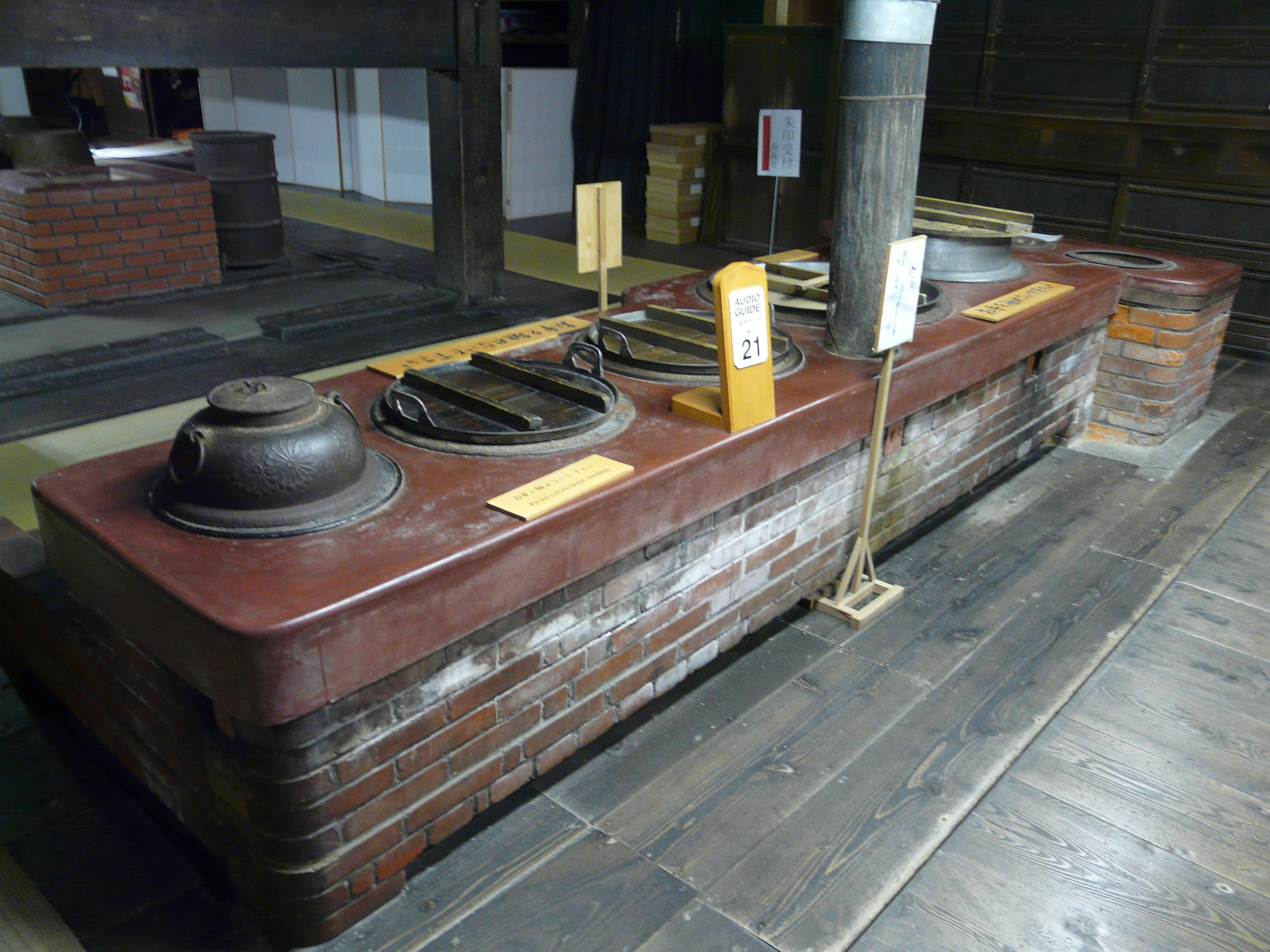
台所
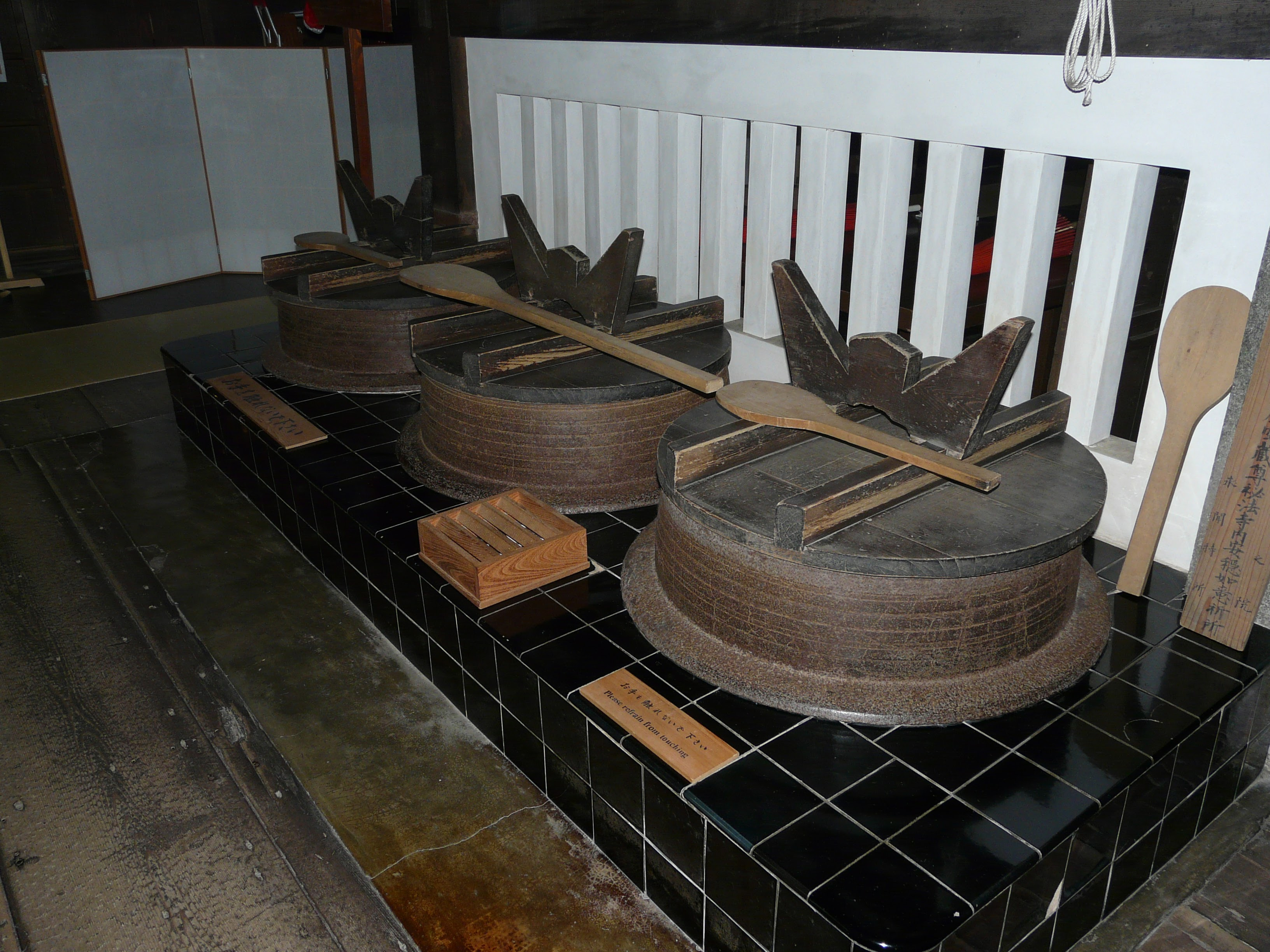
台所
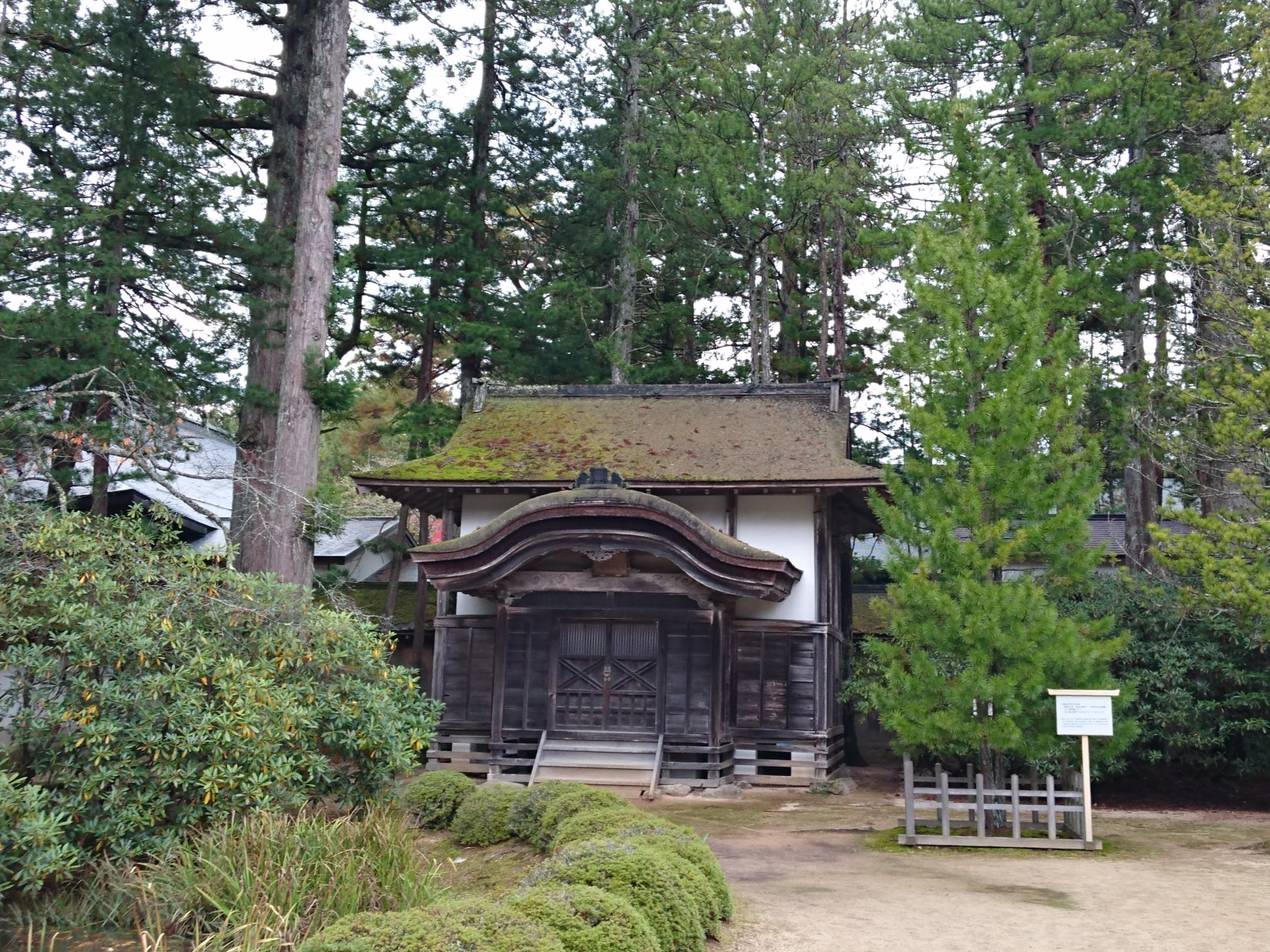
経蔵
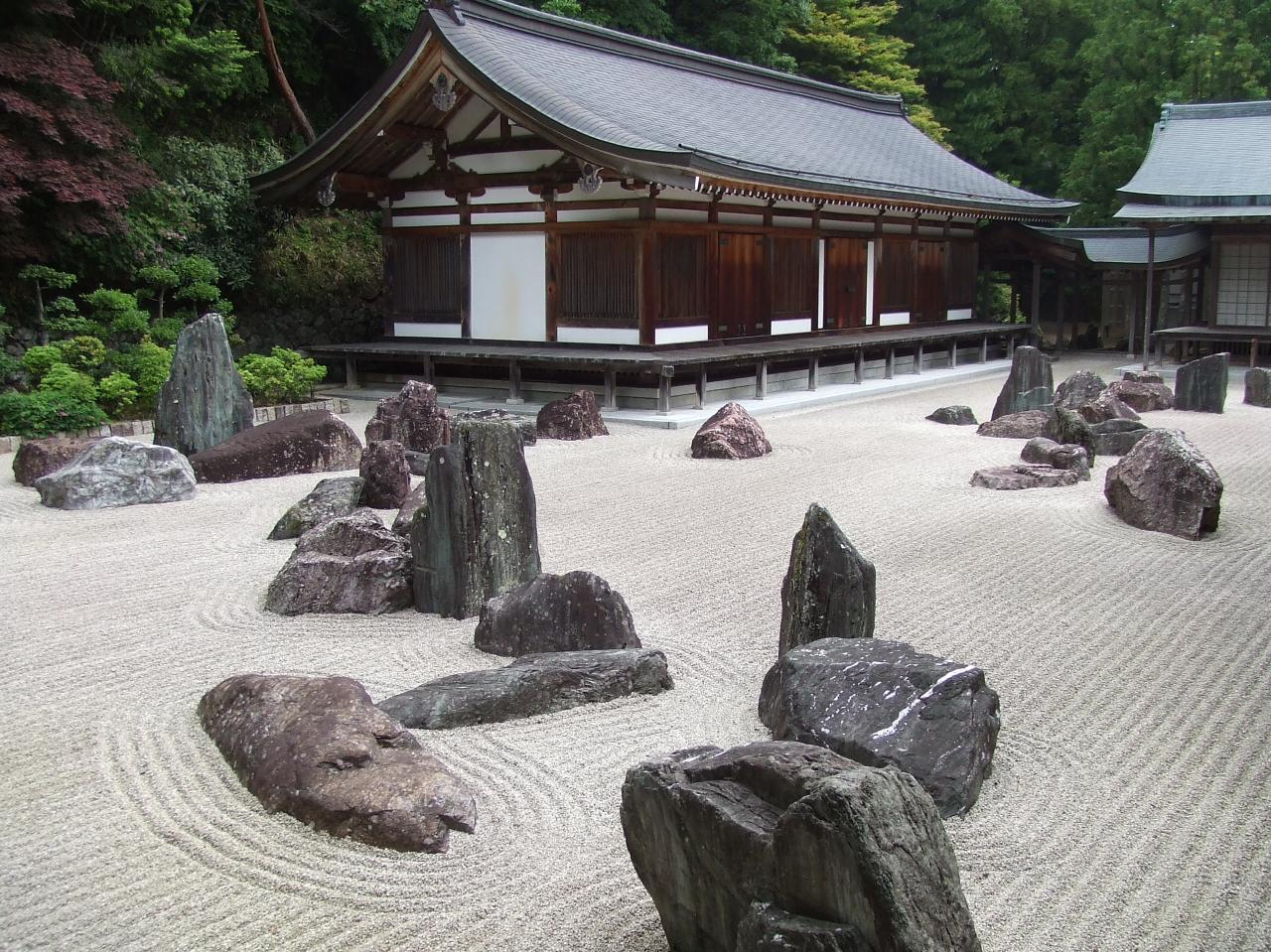
蟠龍庭

#### 奥之院
表記は「奥の院」「奥院」などとされる場合もある。寺院群の東端にある奥之院入り口の一の橋から中の橋を経て御廟橋まで、約2キロメートルにわたる参道と墓域が続く。日本には古来から川を、この世とあの世の境とする習わしがあり、橋を渡ることであの世へ渡るとされ、また川を渡る事で穢れを落とすと考えられていた。奥之院では3本の川を渡る三重構成となっており、これら川と橋を渡ることで仏の浄土（聖地）へ至ることができるとされている。中世以降、高野聖による勧進や納骨の勧めにより参道沿いには約20万基を超すともいわれている石塔（供養塔、墓碑、歌碑など）が立ち並ぶ。御廟橋を渡ると空海入定の地とされる聖地となる。一番奥に空海が今も瞑想しているとされる御廟があり、その手前には信者が供えた無数の灯明がゆらめく燈篭堂がある。空海は62歳の時、座禅を組み、手には大日如来の印を組んだまま永遠の悟りの世界に入り、今も高野山奥之院で生きていると信じられている入定信仰があり「死去」「入寂」「寂滅」などといわず「入定」というのはそのためである。
毎年8月13日に奥之院で萬燈供養会が開催され、一の橋から奥之院までの約2キロメートルの参道を一般参拝者によって約10万本のローソクに灯をともし、先祖や奥之院に眠る御霊を供養する高野山ろうそく祭りが催されている。
- 一の橋 - 大殿川（おどがわ）にかかる橋で、高野山でも特に聖なる地（他界）である奥之院への入り口であるため、僧侶は三回礼拝をし橋を渡っている[126]。ここより御廟まで約2キロメートルの参道が続く。
- 中の橋 -  中間地点にある金の川にかかる橋で、正式名称は「手水橋」。この名は、ここが禊の場であったことに由来する[127]。橋を渡るとすぐに、汗かき地蔵堂と姿見の井戸があり、井戸を覗き込み自身の姿が水面に写らなければ3年以内に命を落とす、もしくは写った姿が薄い場合、寿命が短いと伝わる[128]。また、汗かき地蔵は、人々の罪業を一身に背負い、代わりに地獄の業火の苦を受けているため汗をかいていると伝わる[128]。地蔵は石像のため表面が冷たく、特に湿度の高い日に露が付きやすく（窓ガラスに露がつく原理と同じ）、地蔵の表面に水滴がついたり、よだれ掛けが湿り、まるで汗をかいているように見えることがある。他に付近の参道沿いに、四国八十八箇所写し石仏、数取地蔵、化粧地蔵、仲良し地蔵、覚鑁坂、禅尼上智碑[注釈 11]が点在している。

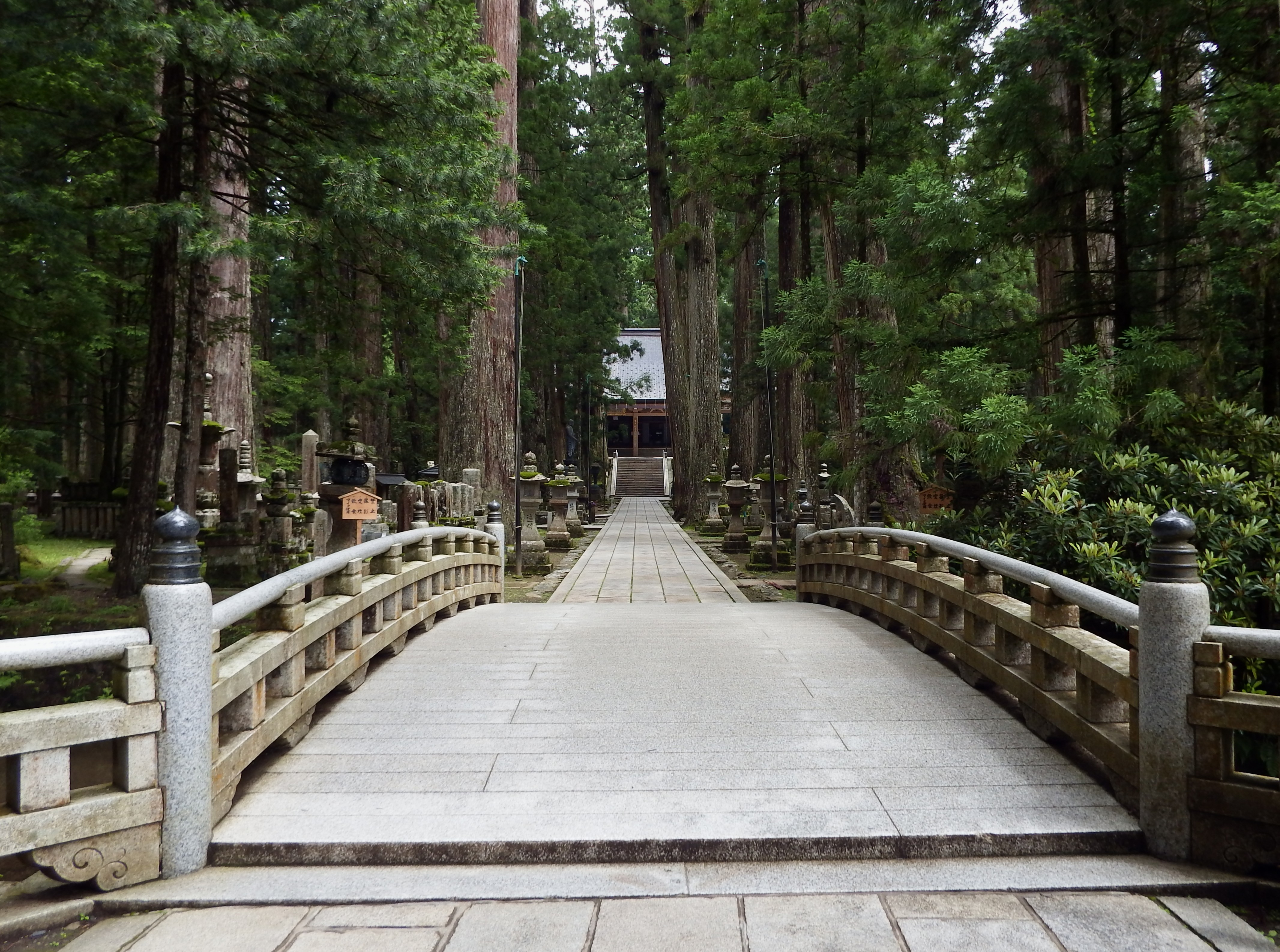
御廟ノ橋

- 御廟ノ橋 -  玉川にかかる橋、通称「無明橋」[129]。36枚の橋板と橋全体を1枚とした37枚で、金剛界37尊を表す。ここに橋が掛かったのは平安時代後期と考えられており、この川は特に神聖とされ、橋が掛かるまでは川に浸かりながら渡ることで、手足を清め御廟へ参ったと伝わる[130]。1124年（天治元年）に鳥羽上皇が参詣したおりに、すでに橋が掛かっていたが、わざわざ川で足をすすいだと伝わる[130]。
- 水向地蔵 - 御廟橋手前にあり玉川を背に15尊が立つ。水向場の15体の内の1体の不動明王は1643年作。
- 奥院護摩堂 - 不動明王、毘沙門天、大師像を祀る。
- 御供所 - お大師様への食事や供え物を準備する場所で大黒天を祀る。経木を求めたり、納経をしてもらったりする所でもある。大師に食事を供える儀式のことを「生身供」とよび、朝食（午前6時）、昼食（午前10時半）の1日2回供えられる。現在では、パスタなどの洋風の食事を供えることもあるが、料理はすべて高野山開創以来の禁である肉、魚を使用しない精進料理となっている。食事を供える前に、御供所の脇の「嘗試地蔵（あじみじぞう）」に供え、地蔵が味見をしてから御廟の大師に供えられる。また、空海が快適に過ごせるように、食事以外にも夏は虫除け、団扇、冬は火鉢なども供えられる[131]。
- 頌徳殿 - 1915年（大正4年）建立。茶処で無料休憩所。
- 英霊殿
- 奥院経蔵 - 石田三成により慶長4年（1599年）建立（重要文化財）。弘法大師御廟向かって右にあり、扁額に石田三成の銘がある。裏面には木食応其の銘があり、建立に関わったと考えられている。本尊は文殊菩薩騎獅像。八角形の回転式輪蔵に高麗版一切経6285帖（重要文化財）が納められている[132]。
- 灯籠堂 -  現在の堂は1964年（昭和39年）建立。堂内に「消えずの火」とよばれる1000年近く燃え続ける火があり、一つは祈親上人が奉じた「持経灯（祈親灯）」、もう一つは、白河上皇が奉じた「白河灯」。また全国から奉納された多くの灯籠が天井に灯り、廻向や祈祷を受けられる。また、灯籠堂地下には入定する空海のいちばん近くまで行ける法場がある。そして、灯籠堂の裏側中央には御廟を参拝する場所があり、ここに来た全ての人々はここで祈りを捧げ読経する。その左側方には納骨堂、右側方には経蔵（重要文化財）、東側に増えた灯籠を納めるための記念灯籠堂が建ち、御廟橋から入って左側の小さな祠には弥勒石が入っていて持ち上げることができるとご利益があると伝わる。
- 弘法大師御廟 - 空海が入定留身の地。檜皮葺三間四面宝形造（ほうぎょうづくり）の堂宇で正面に唐戸とよばれる扉がある。御廟は瑞垣（みずがき）に囲われている。入定塚は石室に小石が積まれた形状で[133]、御廟の裏側、北西の壁面の下部には直径約20センチメートルの穴が設けられている。衆生救済のために、各地に顕現される空海の御霊の出入り口とされる。この入定塚の形状は、空海の弟子で観心寺にある実恵（道興大師）御廟、真言宗中興の祖といわれる覚鑁（興教大師）の根来寺にある御廟も同様である[134]。また近畿地方・瀬戸内沿岸の社殿にも同様のものがあり、穴はご神体や御霊の出入り口となっている。御廟の東側には、二社の社祠がある。いずれも檜皮葺一間社春日造で、東北側に丹生明神（高野山の地主神）、その南側に高野明神（高野山開創に最初に勧請）、西側には白髭稲荷大明神の小祠が奉祀されている。弘仁10年（823年）に嵯峨天皇より、東寺を下賜されたときに「密教と国土の安泰」を稲荷大明神に契約されたという伝承「稲荷契約事」（いなりけいやくのこと）があり、真言宗寺院では、守護神・鎮守神として「稲荷大明神」を祀ることが多い。御廟の西側の大杉の穴に住む白狐の霊験談が「紀伊続風土記」にあることから、「白狐の信仰」と「稲荷契約事」の伝承が結びつき、明治時代に神格化され、白髭稲荷大明神として奉祀されたと推察される[135]。

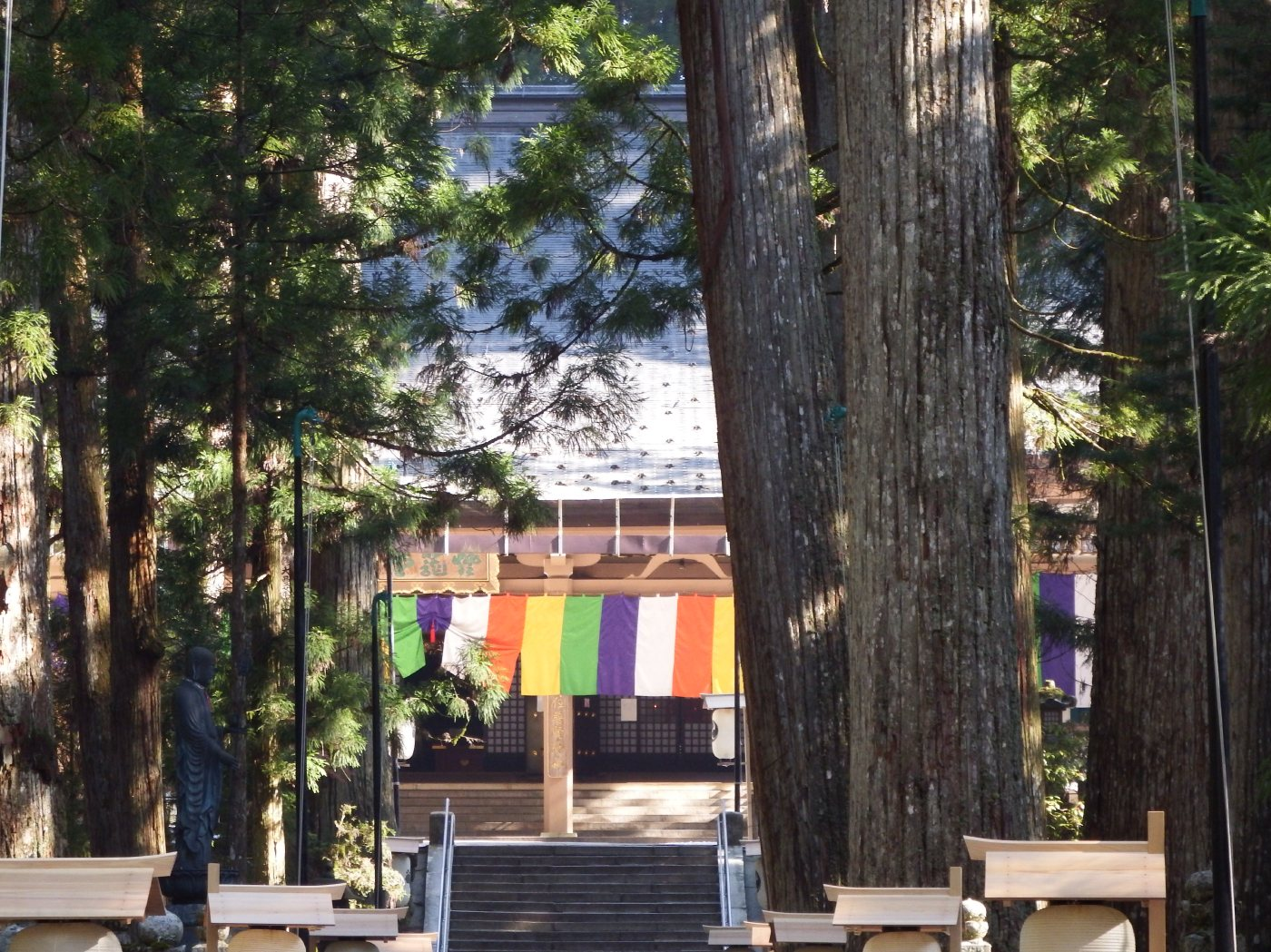
灯籠堂
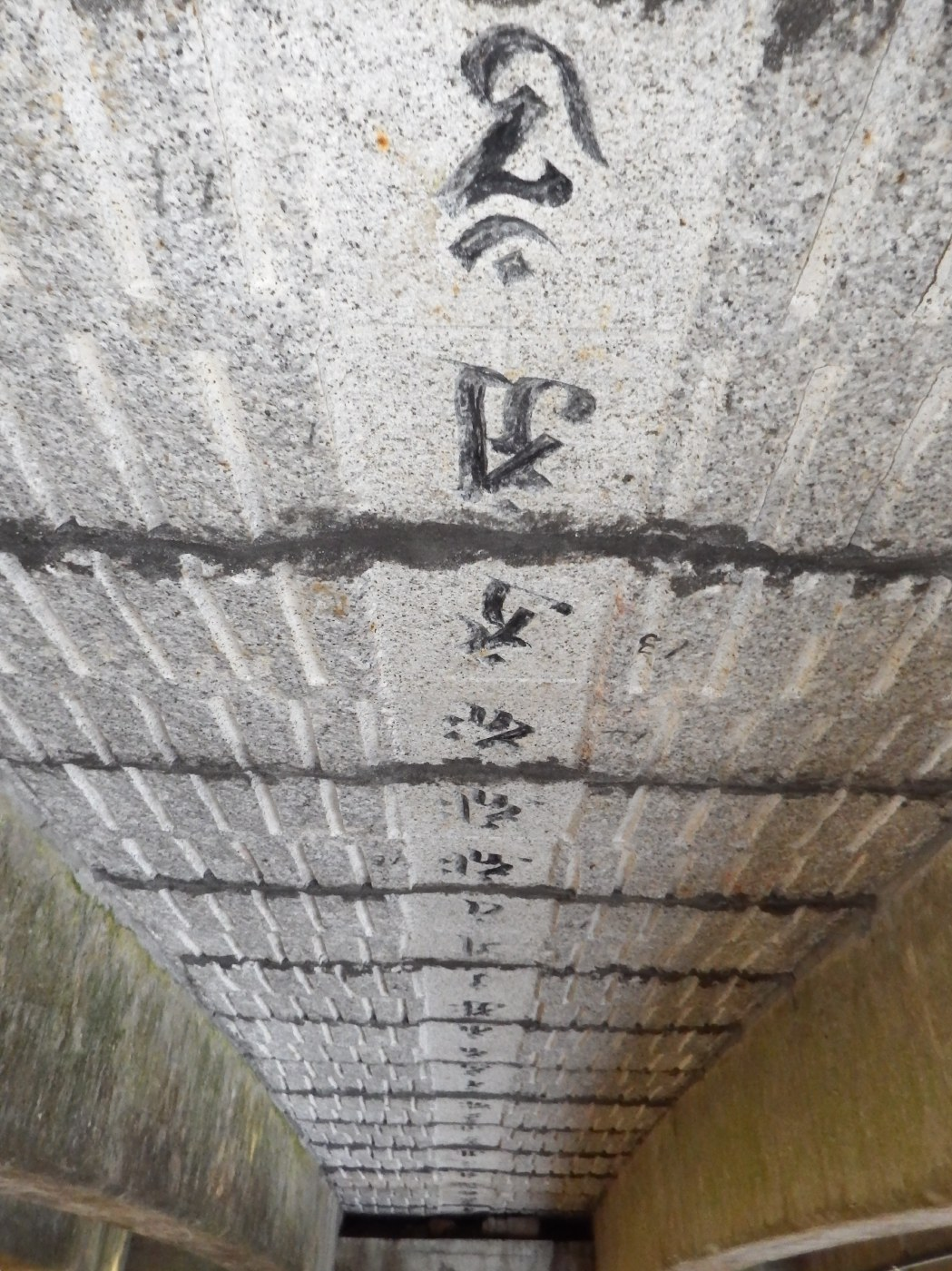
御廟ノ橋の裏には36の梵字が刻まれている
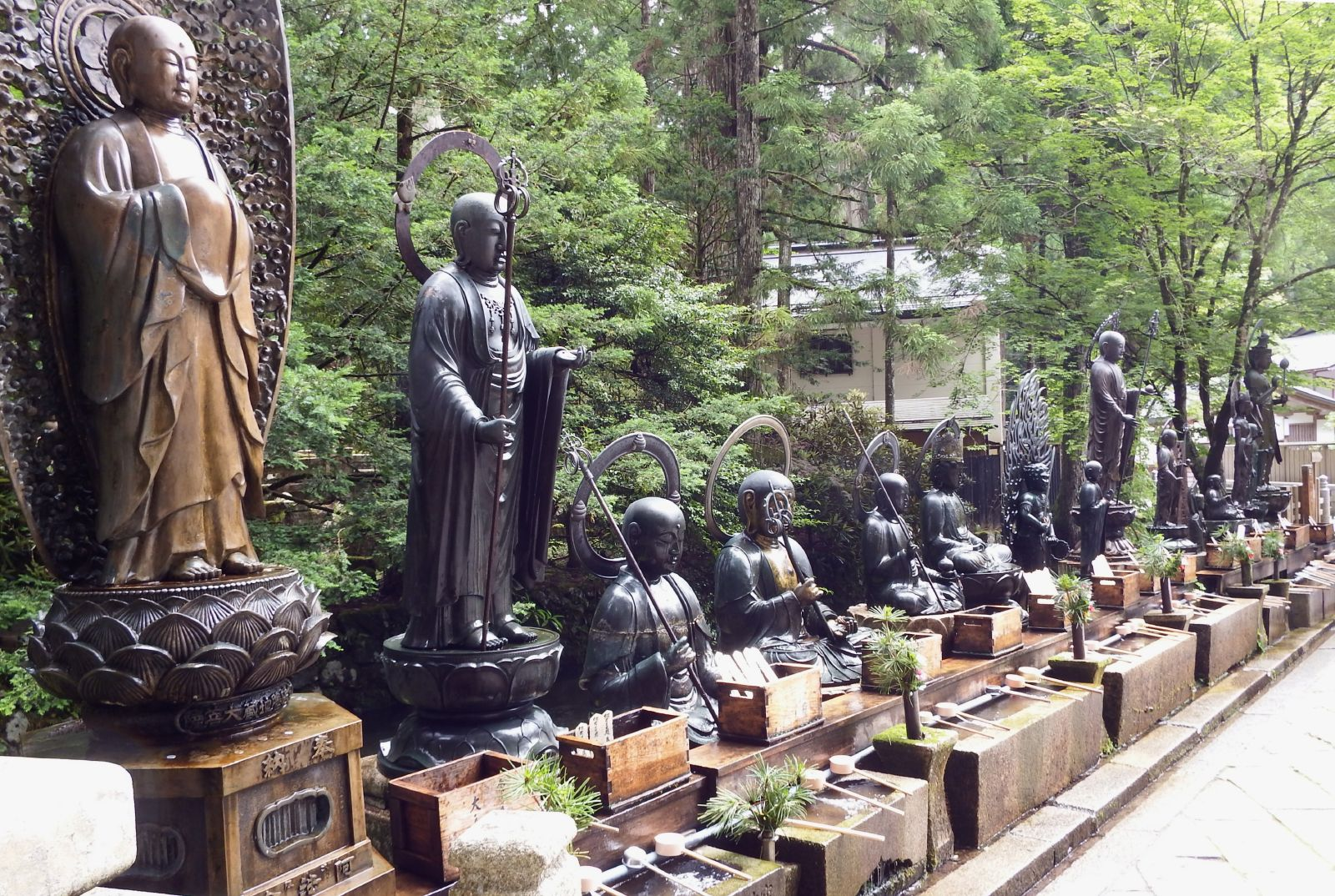
水向地蔵15尊
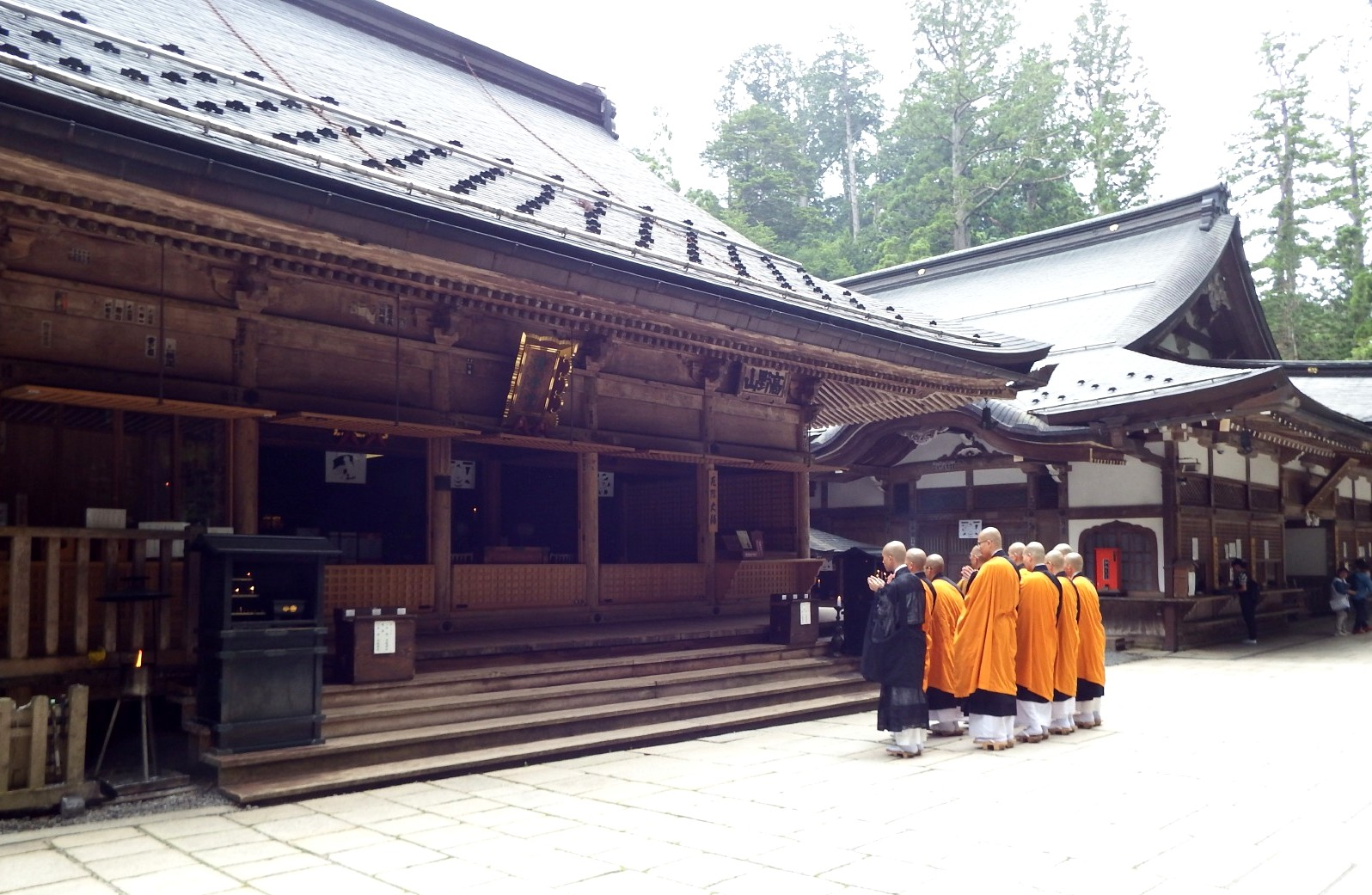
奥院護摩堂と御供所
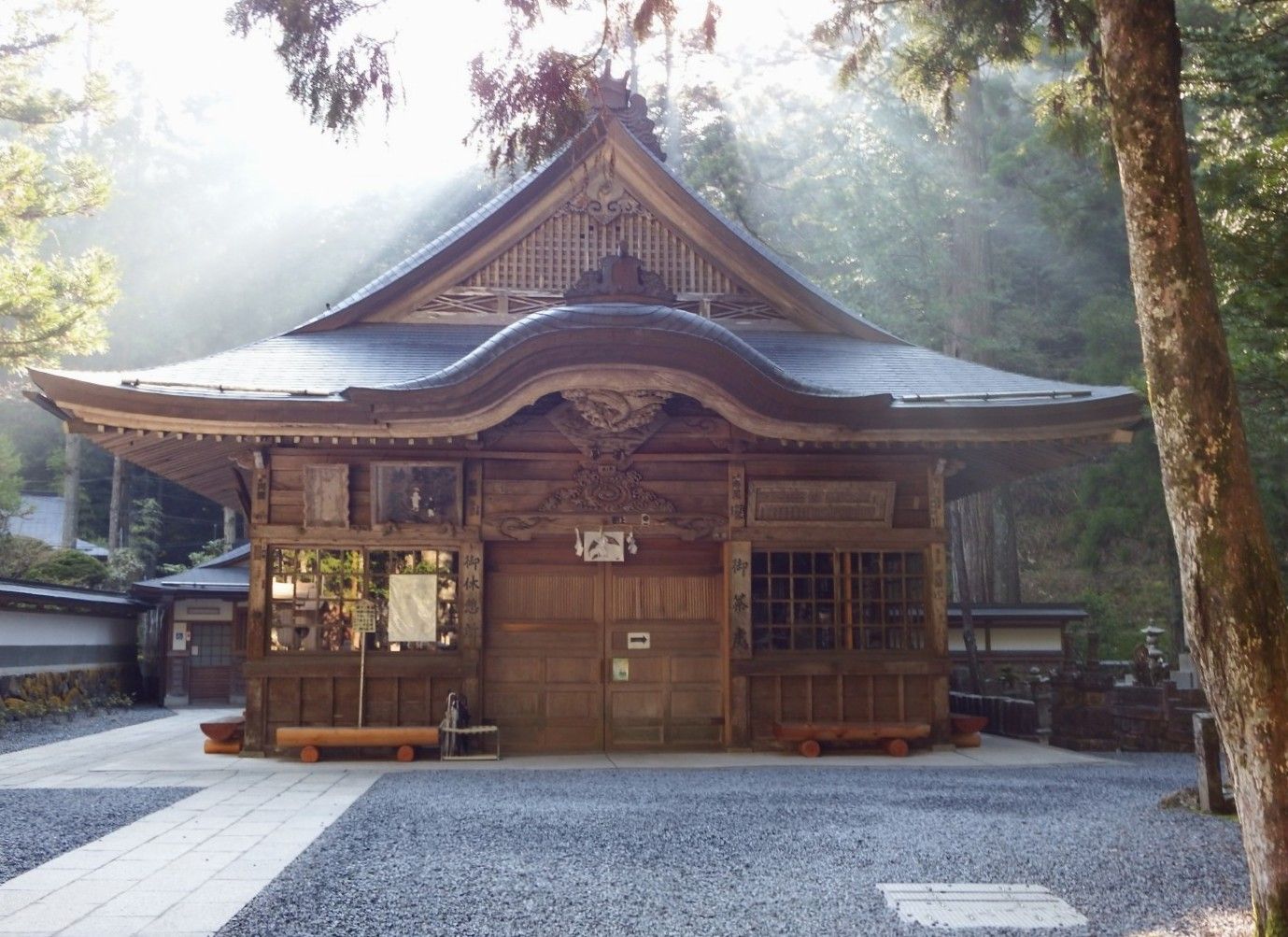
頌徳殿
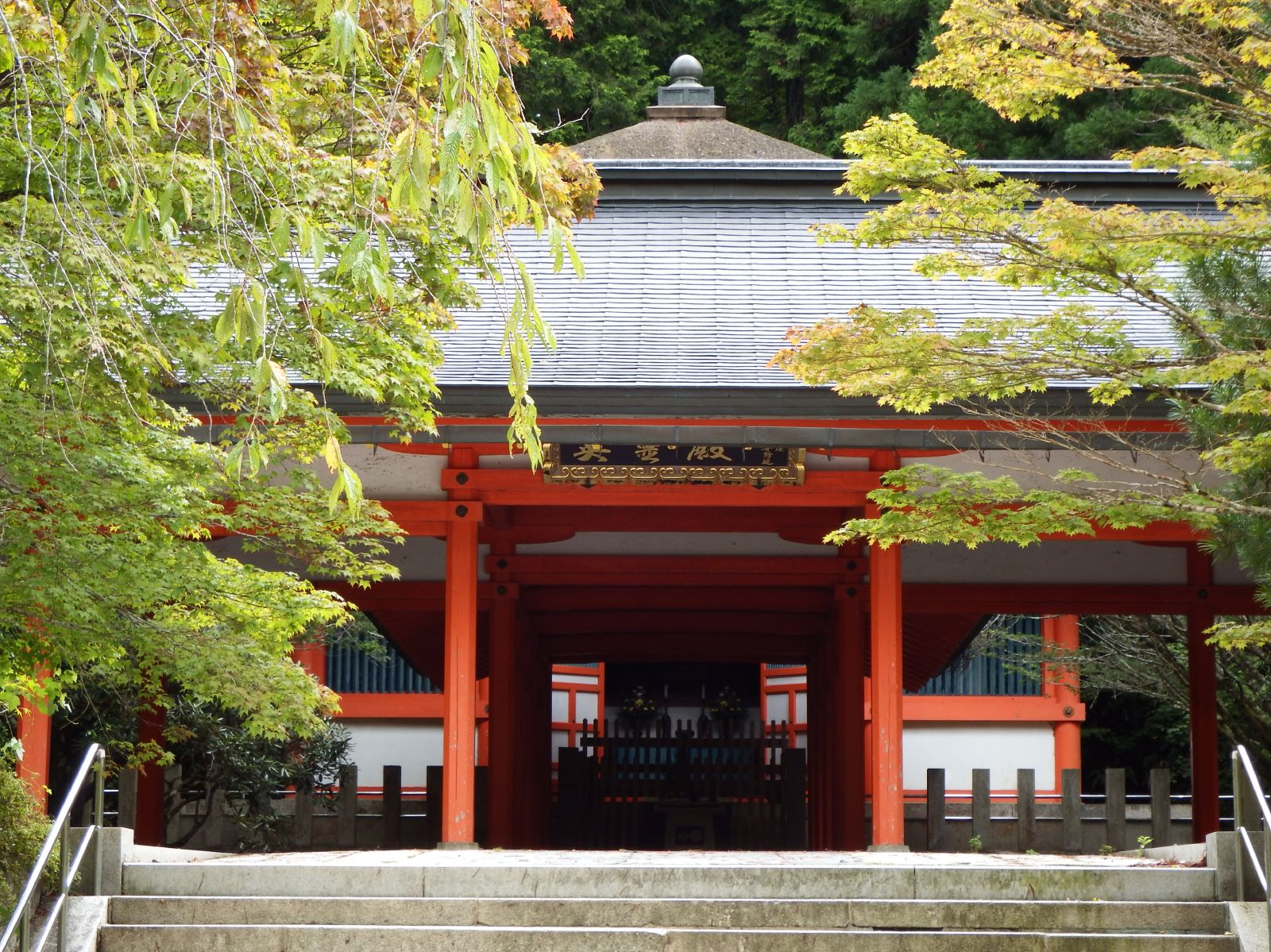
英霊殿
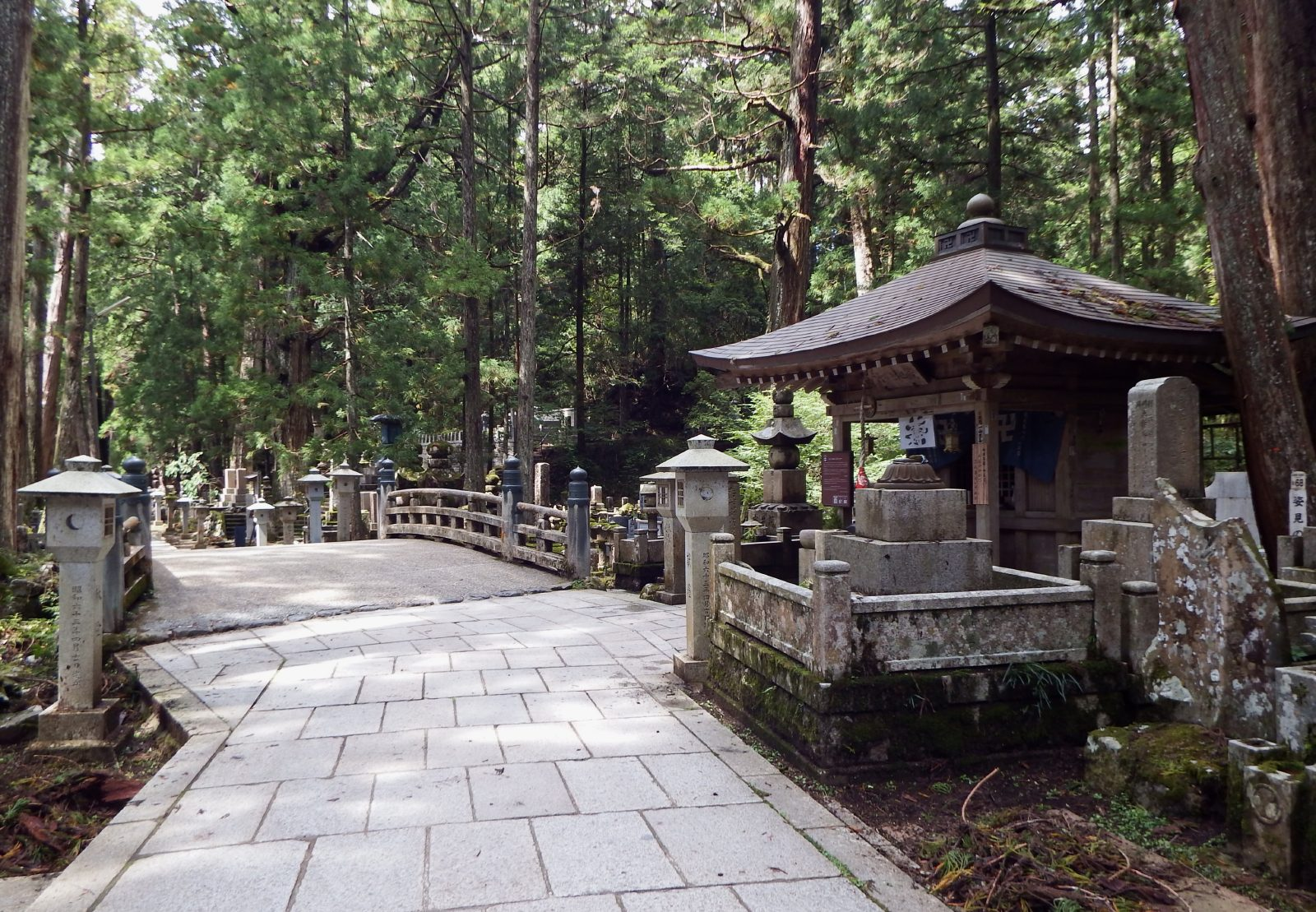
中の橋と汗かき地蔵
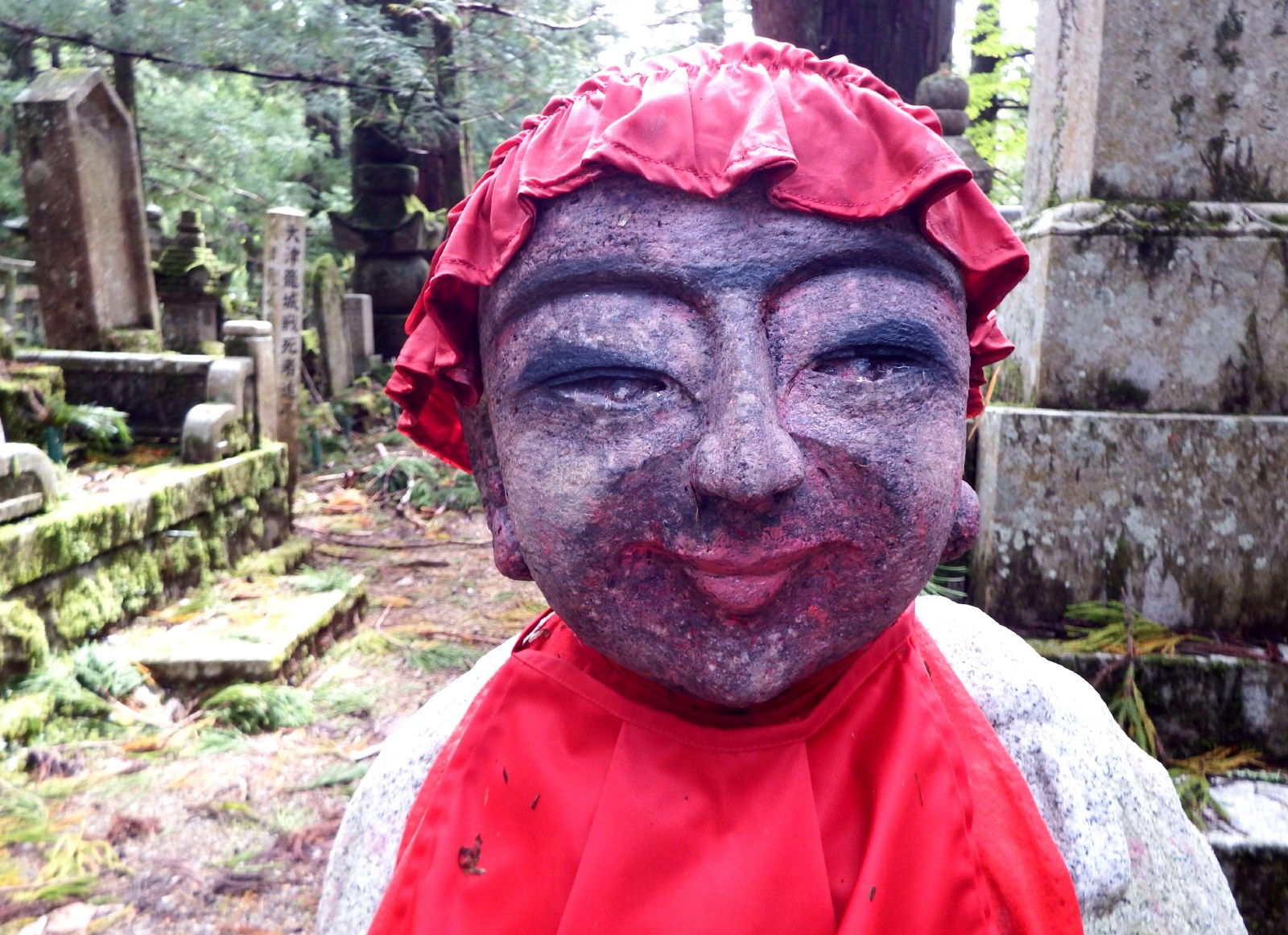
化粧地蔵
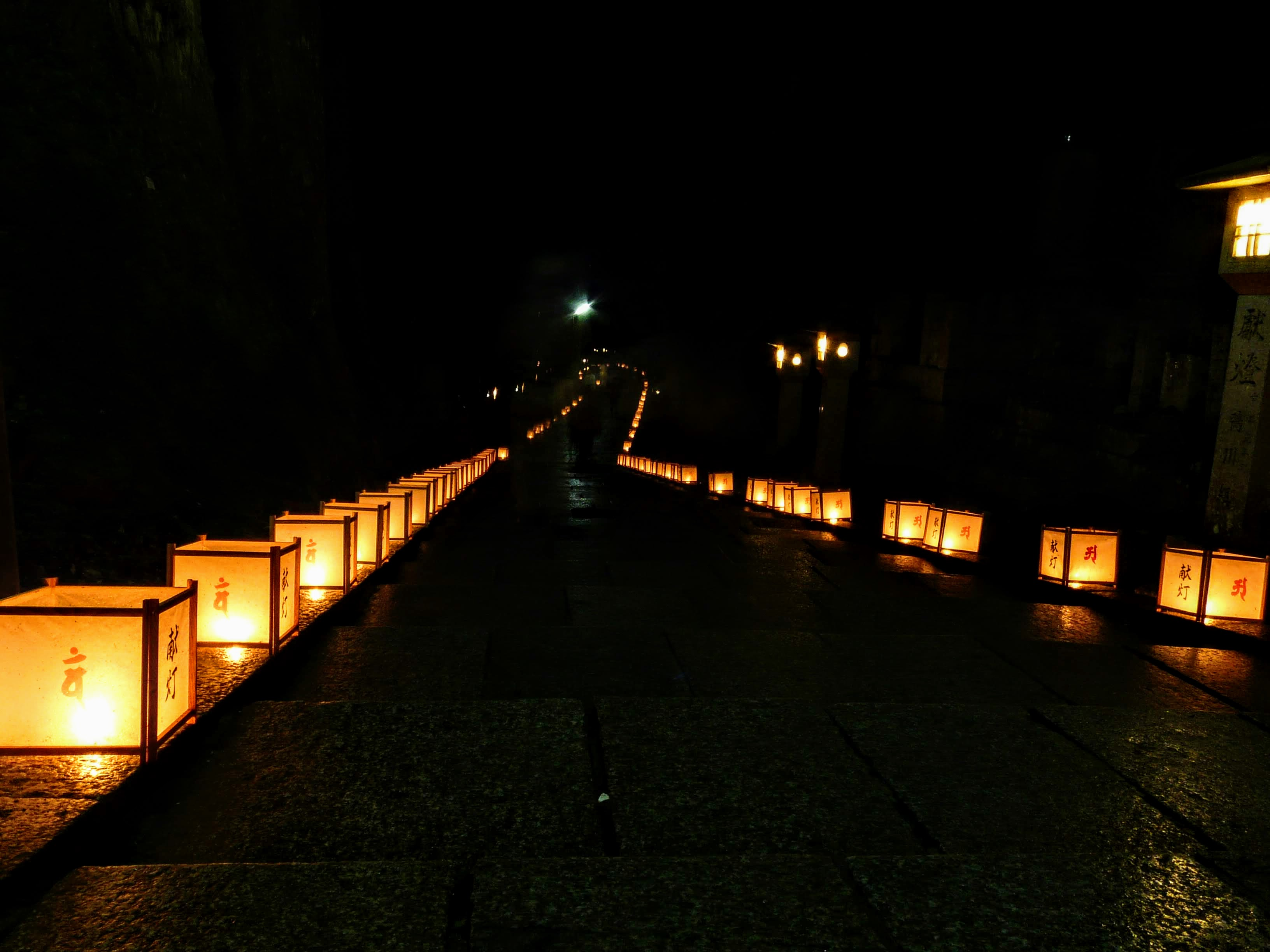
毎年8月13日に奥之院参道で行われる、ろうそく祭り
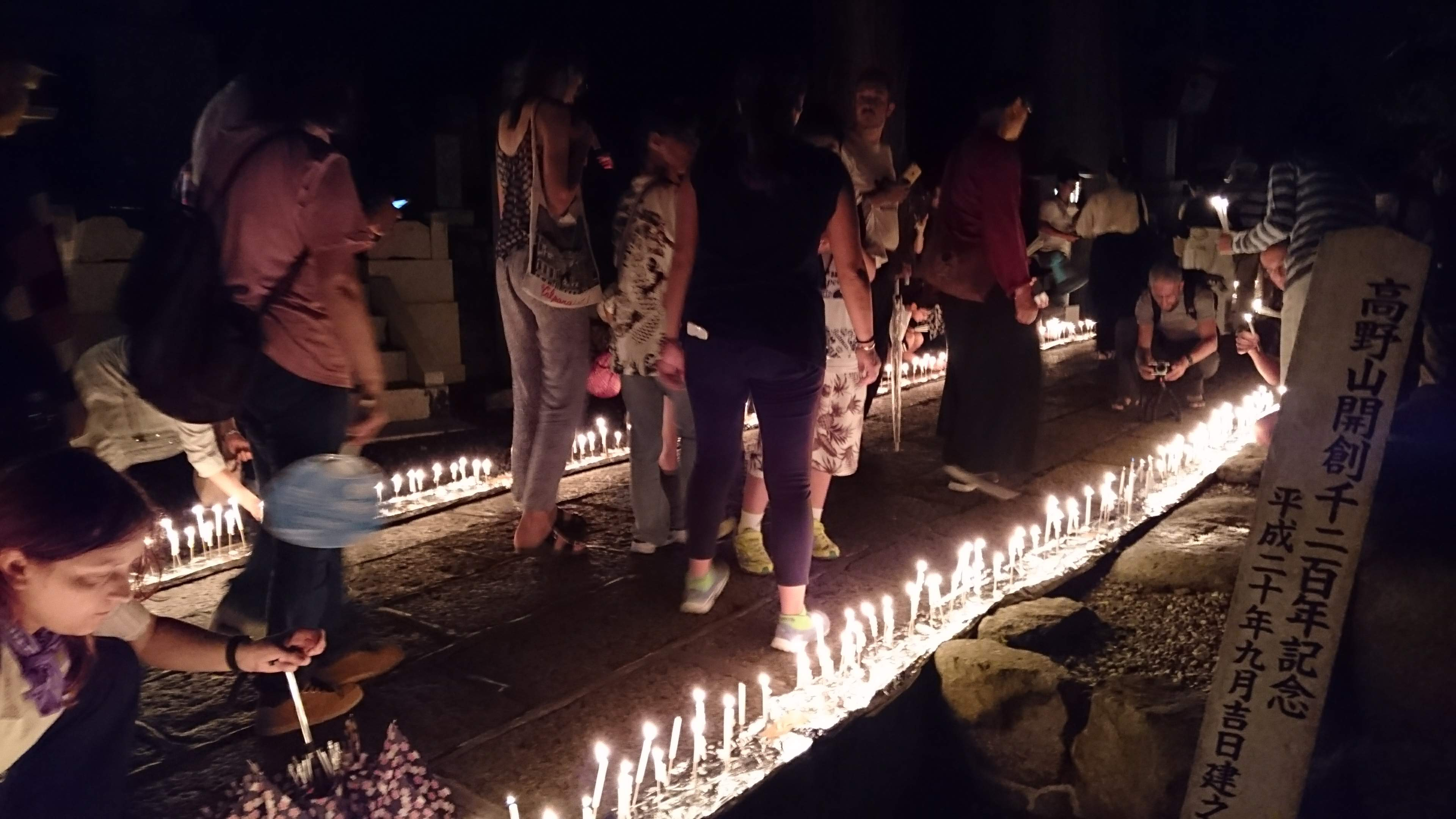
毎年8月13日に奥之院参道で行われる、ろうそく祭り

##### 墓域（奥之院参道）
奥之院参道に沿って並ぶ石塔の数は10万基とも20万基とも言われ、皇族から名もない人々まで、あらゆる階層の人々が競ってここに墓碑を建立した。日本古来の山岳信仰では、山中は「他界」であり、死後の魂の行くところであった。高野山周辺には、人が死ぬと、火葬の場合は「お骨」の一部を、土葬の場合は死者の左右の耳ぎわの「頭髪」の一部を奥之院に納める「骨のぼり」または「骨上せ」（こつのぼせ）という風習がある。高野山への納骨（または納髪）が歴史上の文献での初見は平安時代末期に著された「中右記」で、天任元年（1108年）堀河院が奥之院に法華経とともに納髪したとある。こうした古来の山岳信仰に、弘法大師の永眠する土地に墓碑を建てたいという人々の願いが加わり、石塔群が形成されていくことになる。戦国時代になり高野山が所有する全国各地の荘園が略奪などにより消失したことで経済的困窮になり、高野山各寺院は有力な戦国大名に庇護を求め繋がりをもち、そのため奥之院に供養墓を持つものが増えた。また徳川家が高野山の子院を菩提寺に定めたことから、各大名も高野山の子院と関係を持ち奥之院に供養墓石塔群が造られるようになった。全国の大名家の42パーセント以上、110藩の大名家の墓所があり、大名の石墓だけでも約2000基程度作られている。高野山には石塔や石墓となる石がなく下界から運び込まれた。巨石は麓までは船で運ばれたが、動力がない時代に、船の舳先に綱を結び男たちが船を引く情景を描いた絵図が高野山持明院に残っている。また山中は巨石の真ん中に穴を開け大きな丸太を挿し入れ、その丸太に直行するように棒を結びつけ何十人もの男たちが棒を担いでいる模様が、紀伊国名所図会に描かれている。
奥之院は、様々な人々を供養する霊場であり、戦国時代の大名が建立した五輪塔も多くあるが敵・味方関係なく建立され、また宗派も関係なく、法然や親鸞のような墓碑もある。また佐竹義重霊屋、松平秀康および同母霊屋、上杉謙信・景勝霊屋（たまや）の建造物として重要文化財に指定されているものをはじめ、平敦盛、熊谷蓮生房、織田信長、明智光秀、曾我兄弟、赤穂四十七士、初代 市川團十郎などがある。奥之院は江戸時代までは身分のあるものにしか五輪塔の墓碑の建立が許されておらず、庶民は20センチメートル程度の長方形の石を五輪塔の形状に彫った一石五輪塔とよばれる墓石を建てた。明治以降は自由となり、俳優の鶴田浩二など古今の様々な人物の墓碑や、関東大震災・阪神淡路大震災・東日本大震災などの大規模な自然災害の犠牲者、太平洋戦争の戦没者らを慰霊するための慰霊碑・供養碑や、様々な企業による慰霊碑・供養碑もある。また芭蕉や高浜虚子の句碑もある。

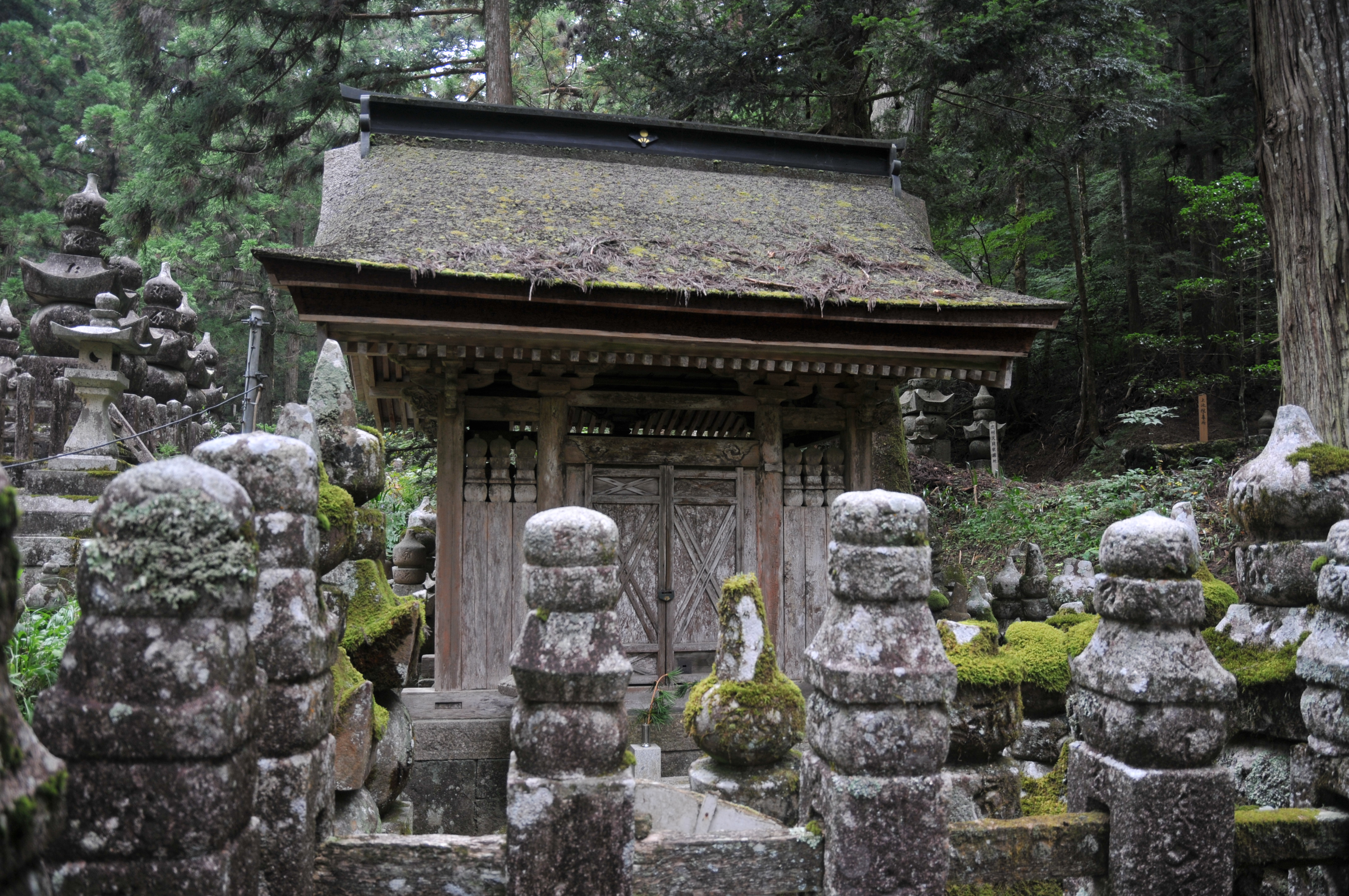
佐竹家霊屋（重要文化財）
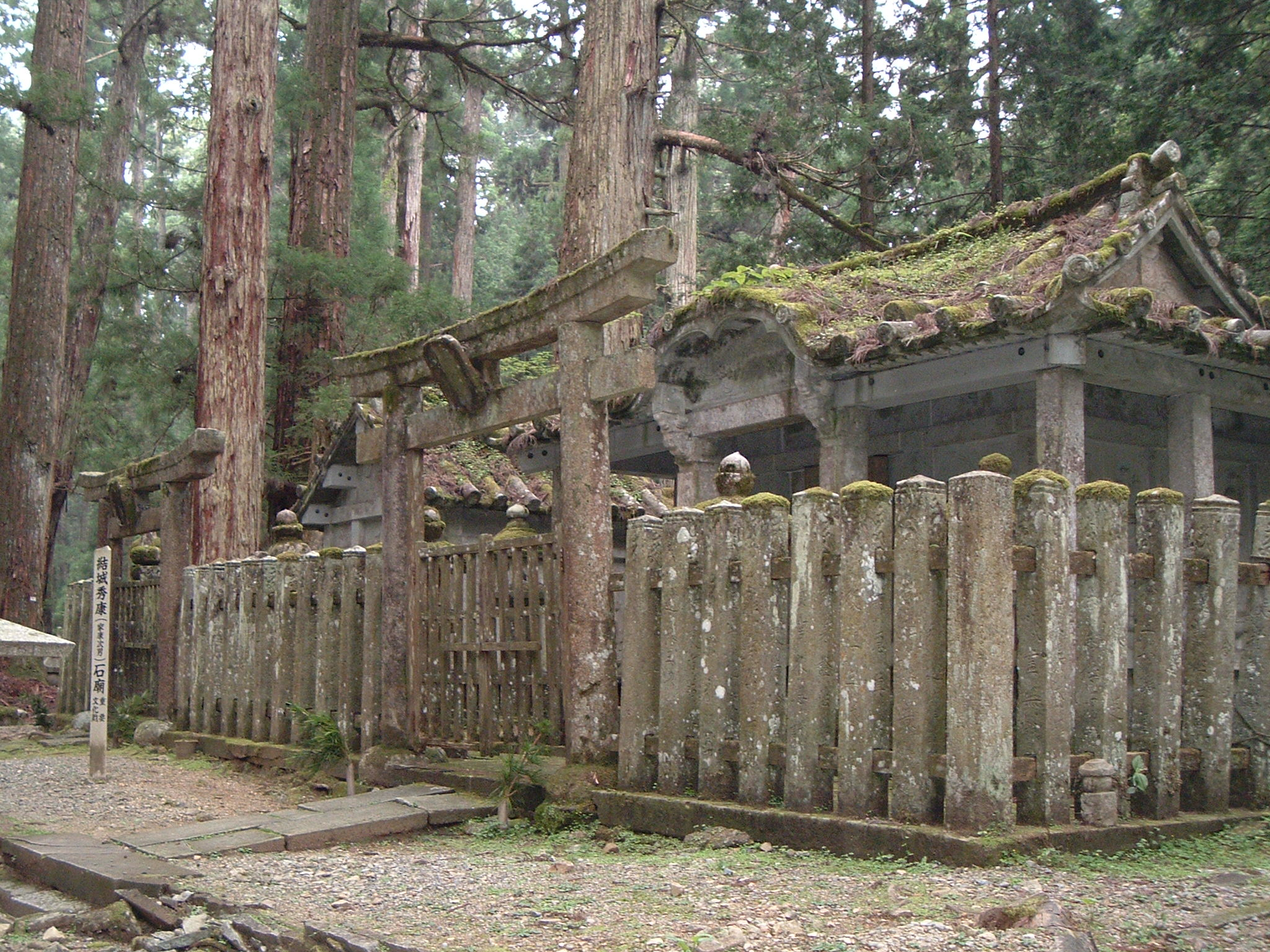
越前松平家（結城秀康、同母）石廟（重要文化財）
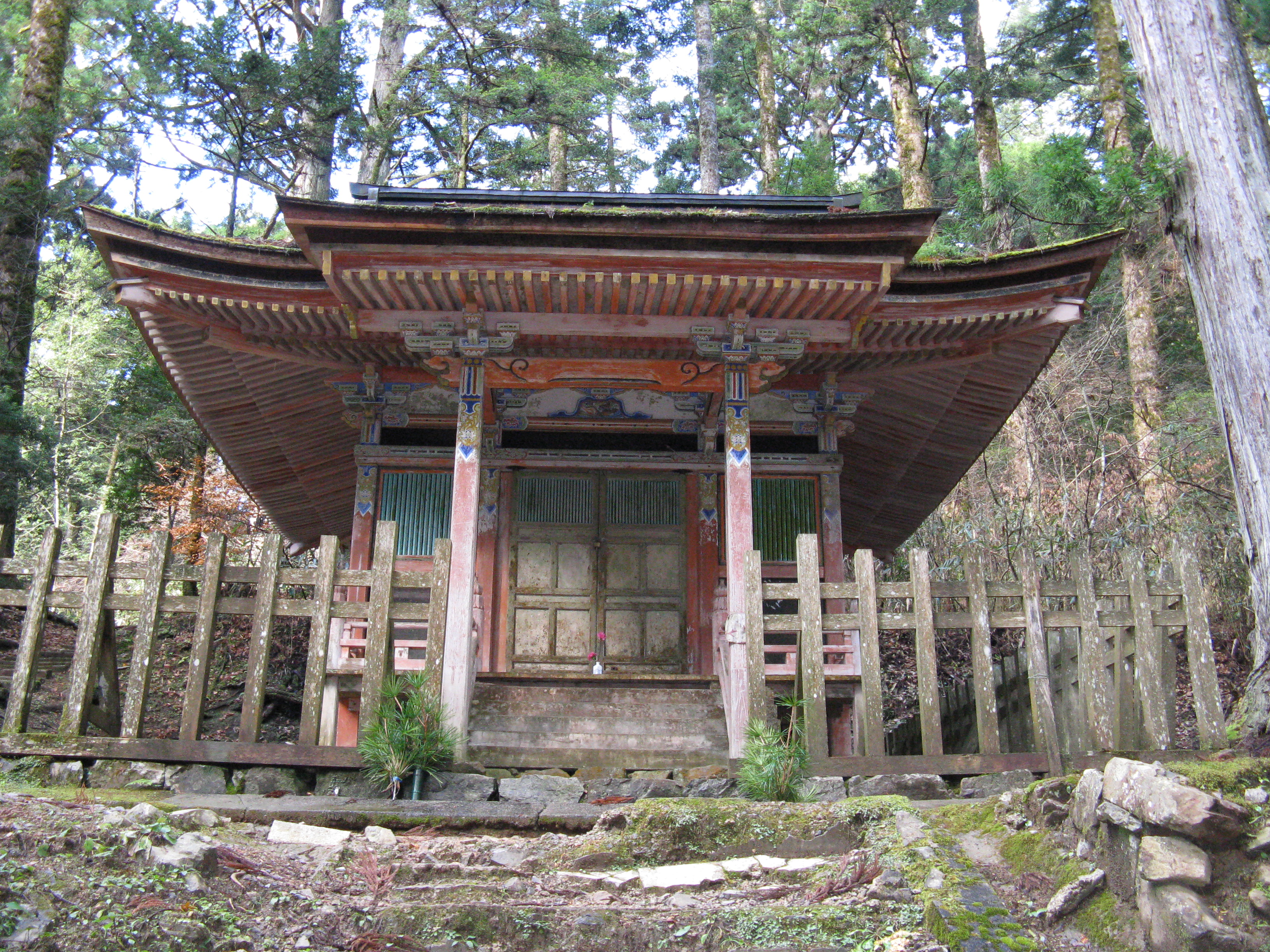
上杉謙信・景勝霊屋（重要文化財）
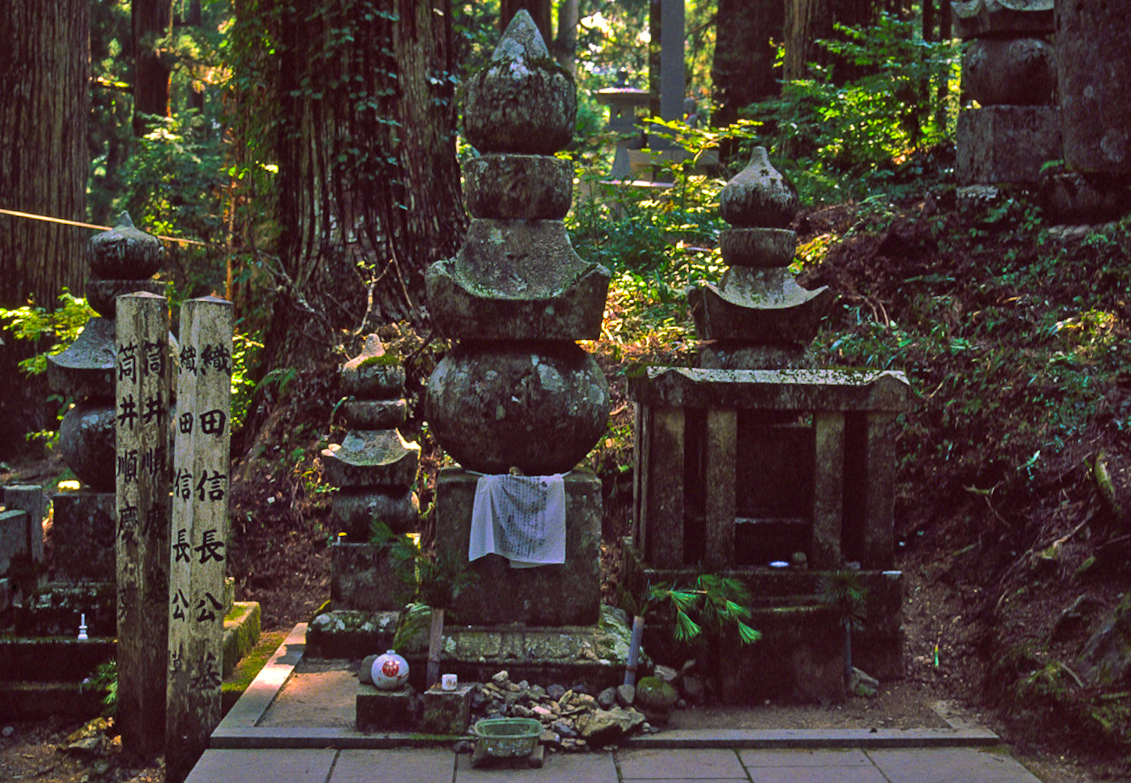
織田信長供養塔
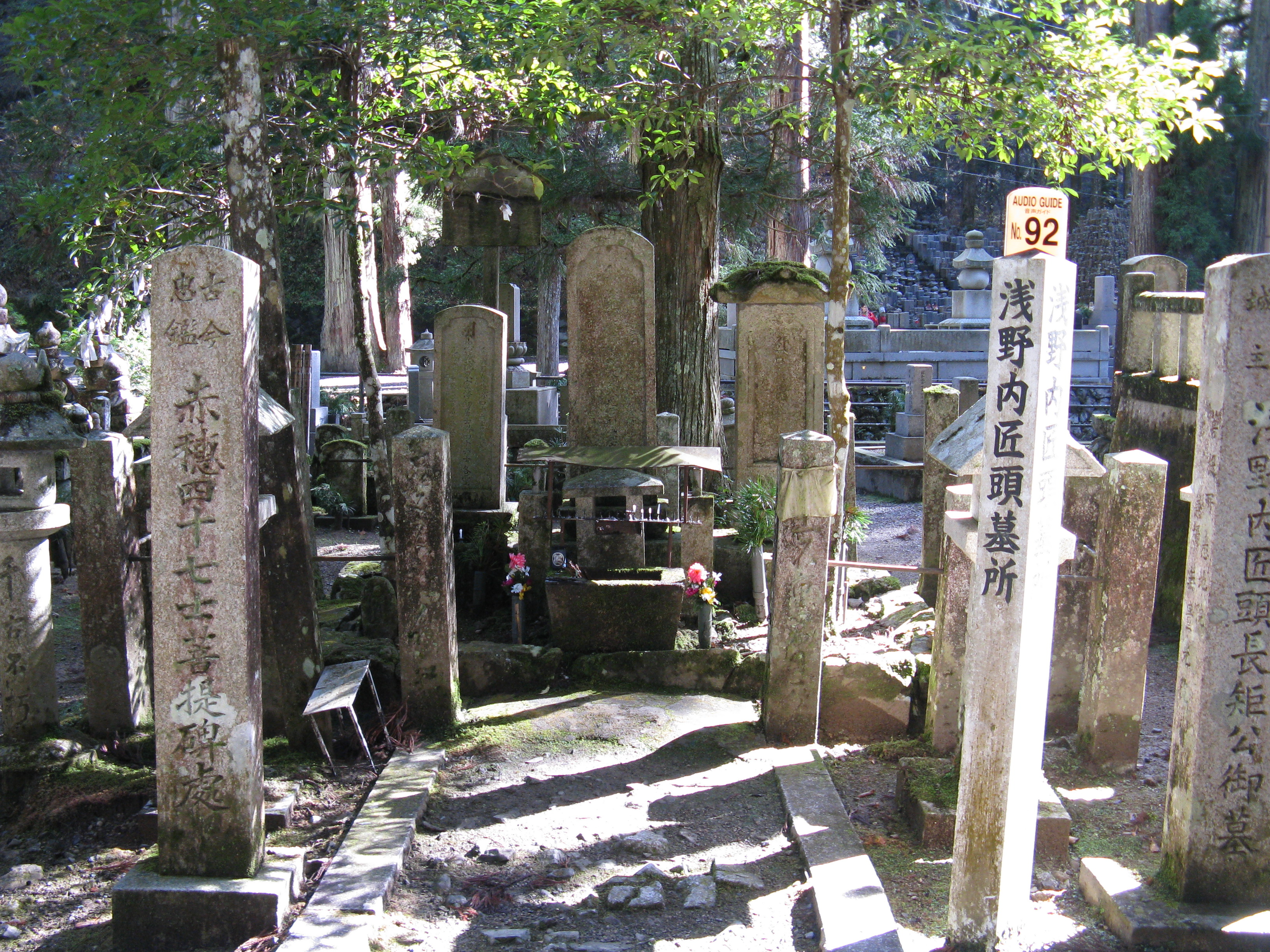
浅野内匠頭墓所
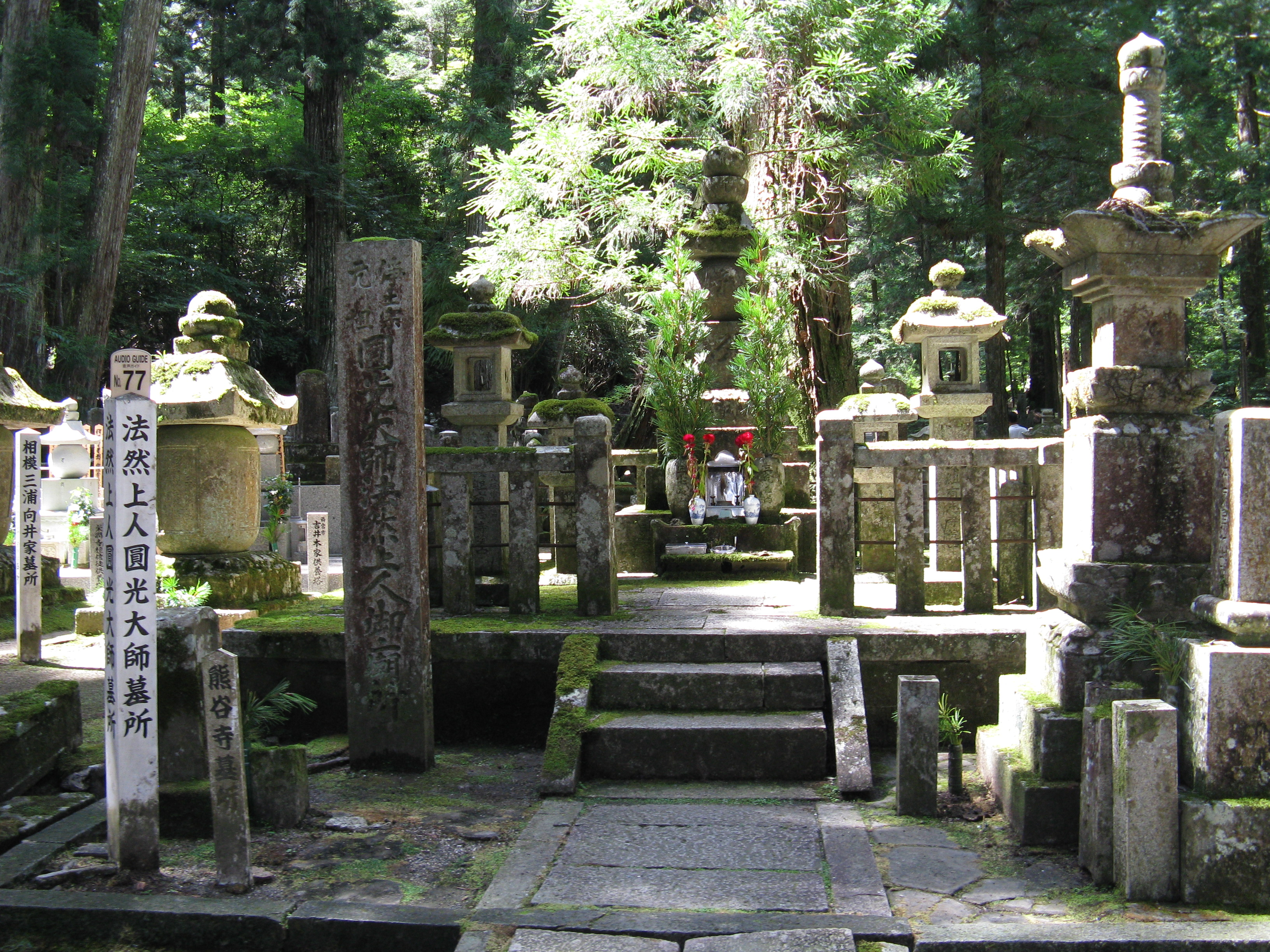
法然（円光大師）供養塔
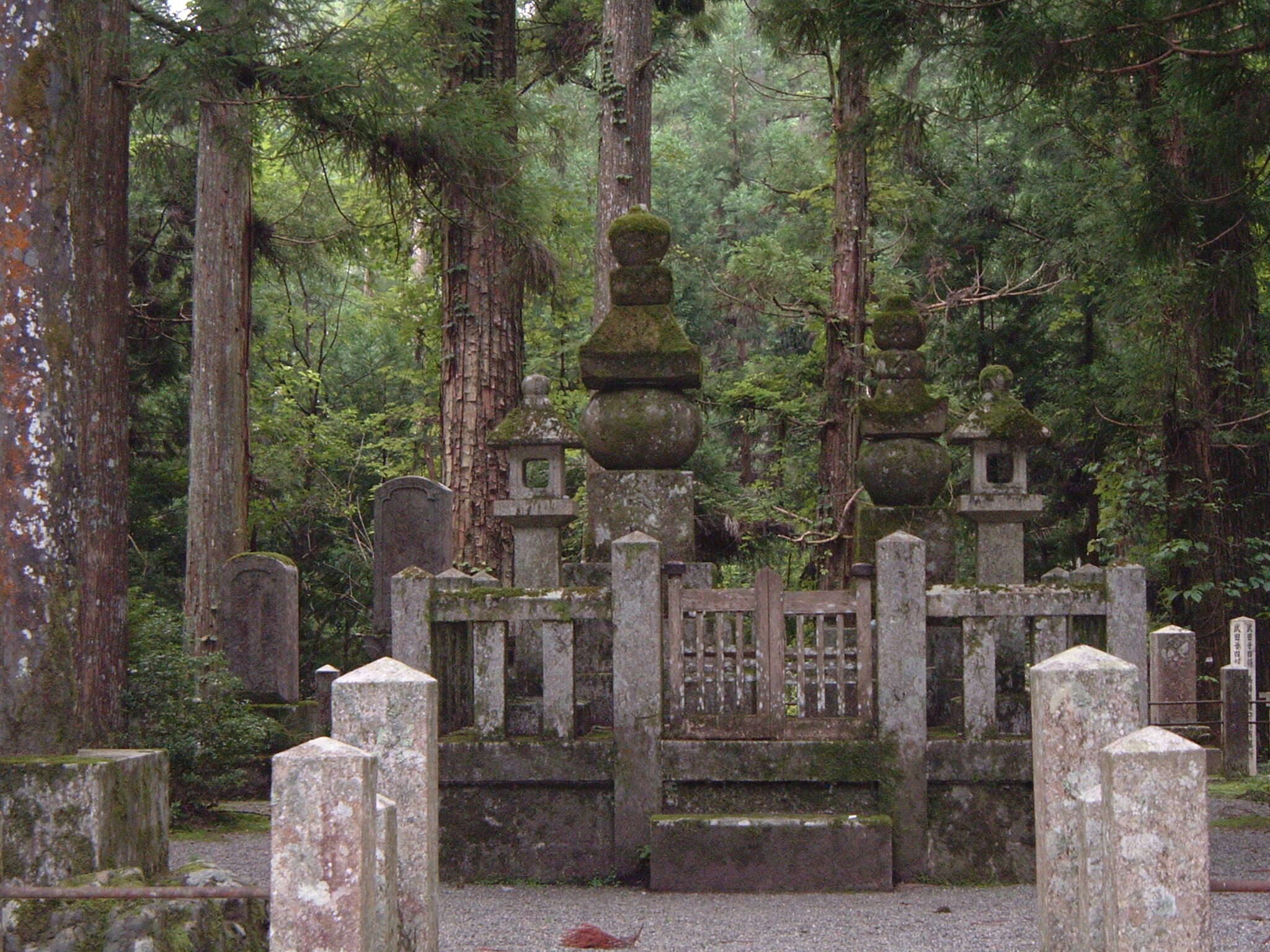
武田信玄・勝頼墓所
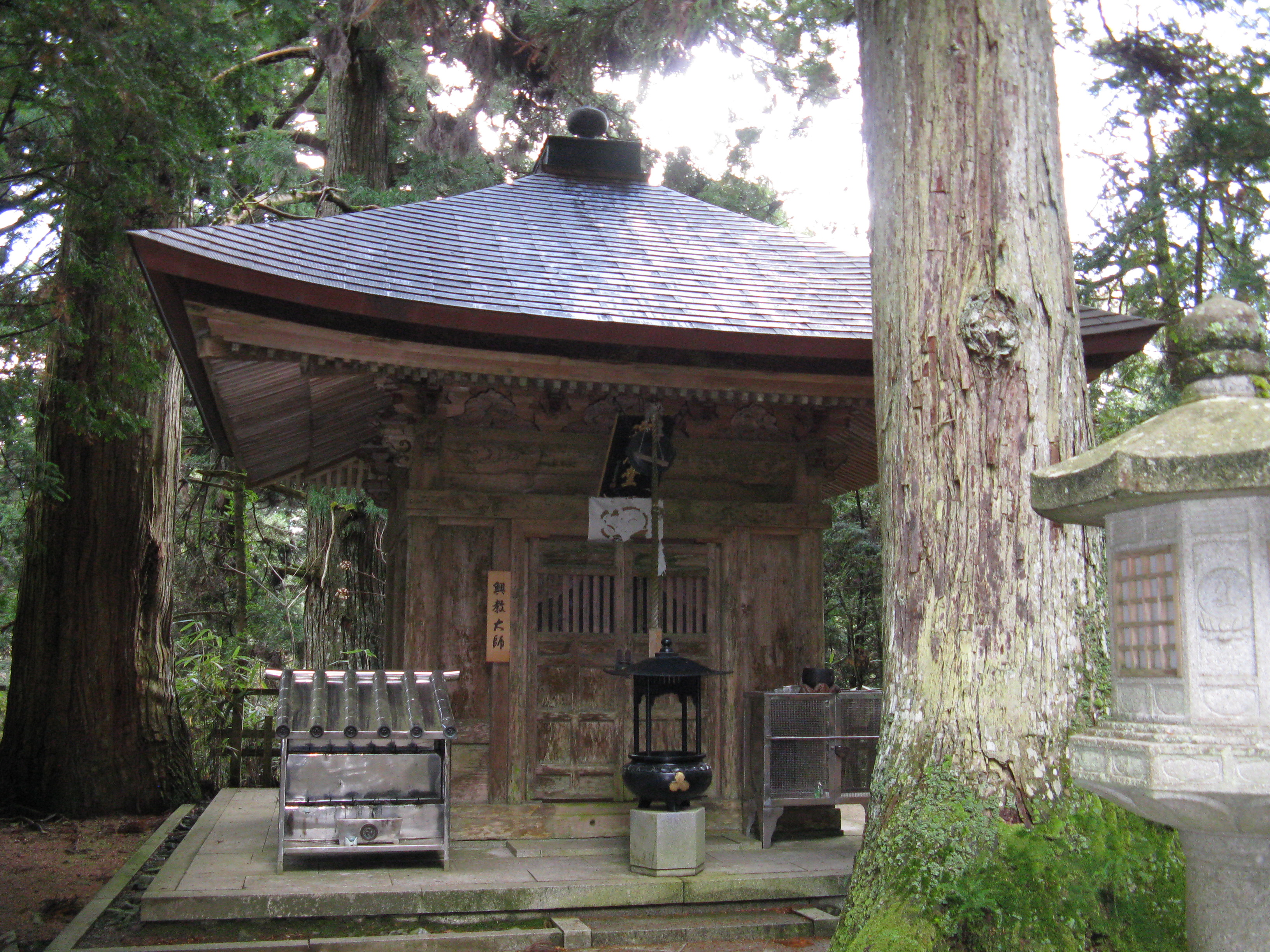
密厳堂（新義真言宗開祖覚鑁墓所）
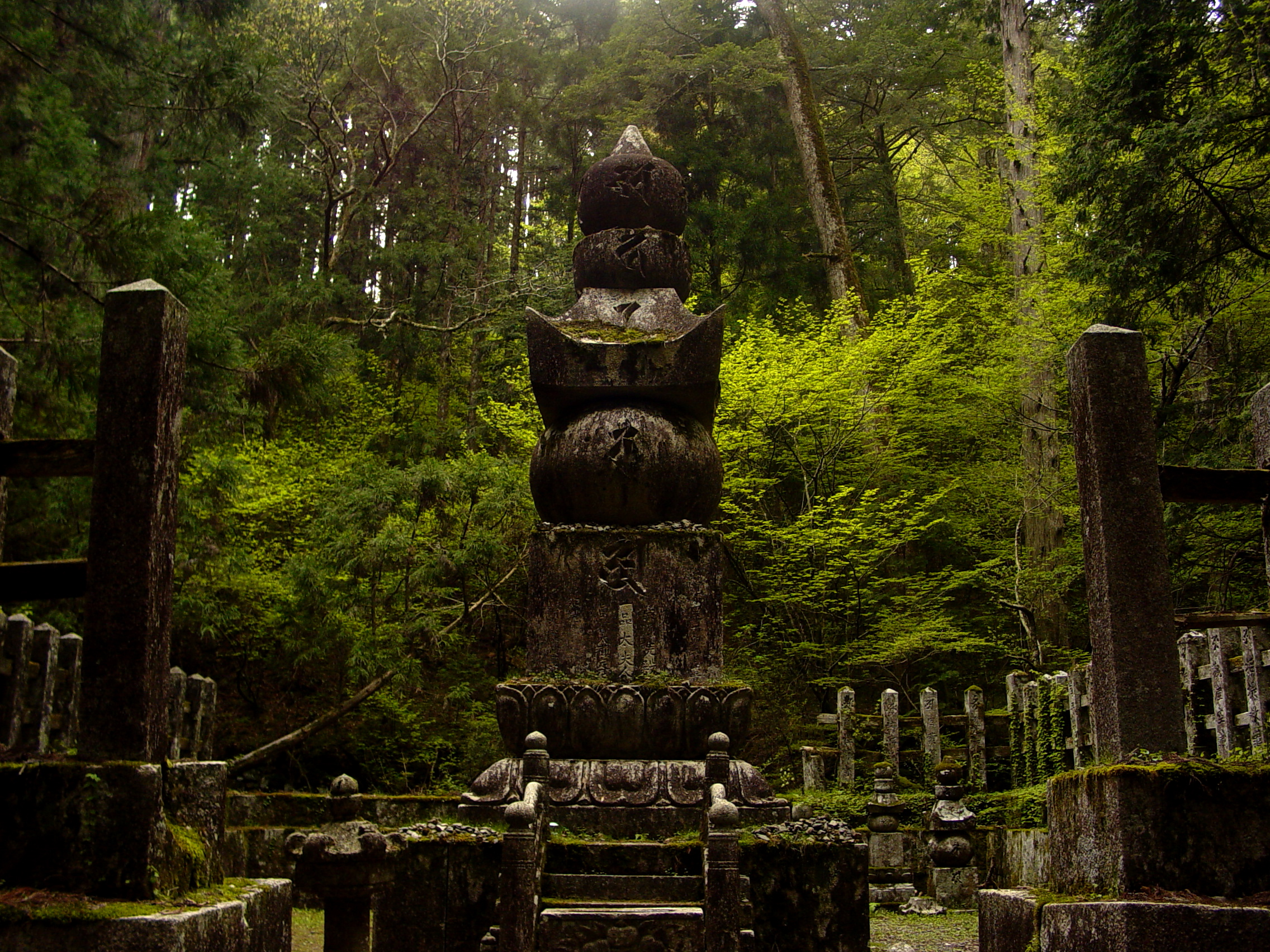
一番石塔、徳川秀忠の二男忠長が母（淀君妹）のために建立
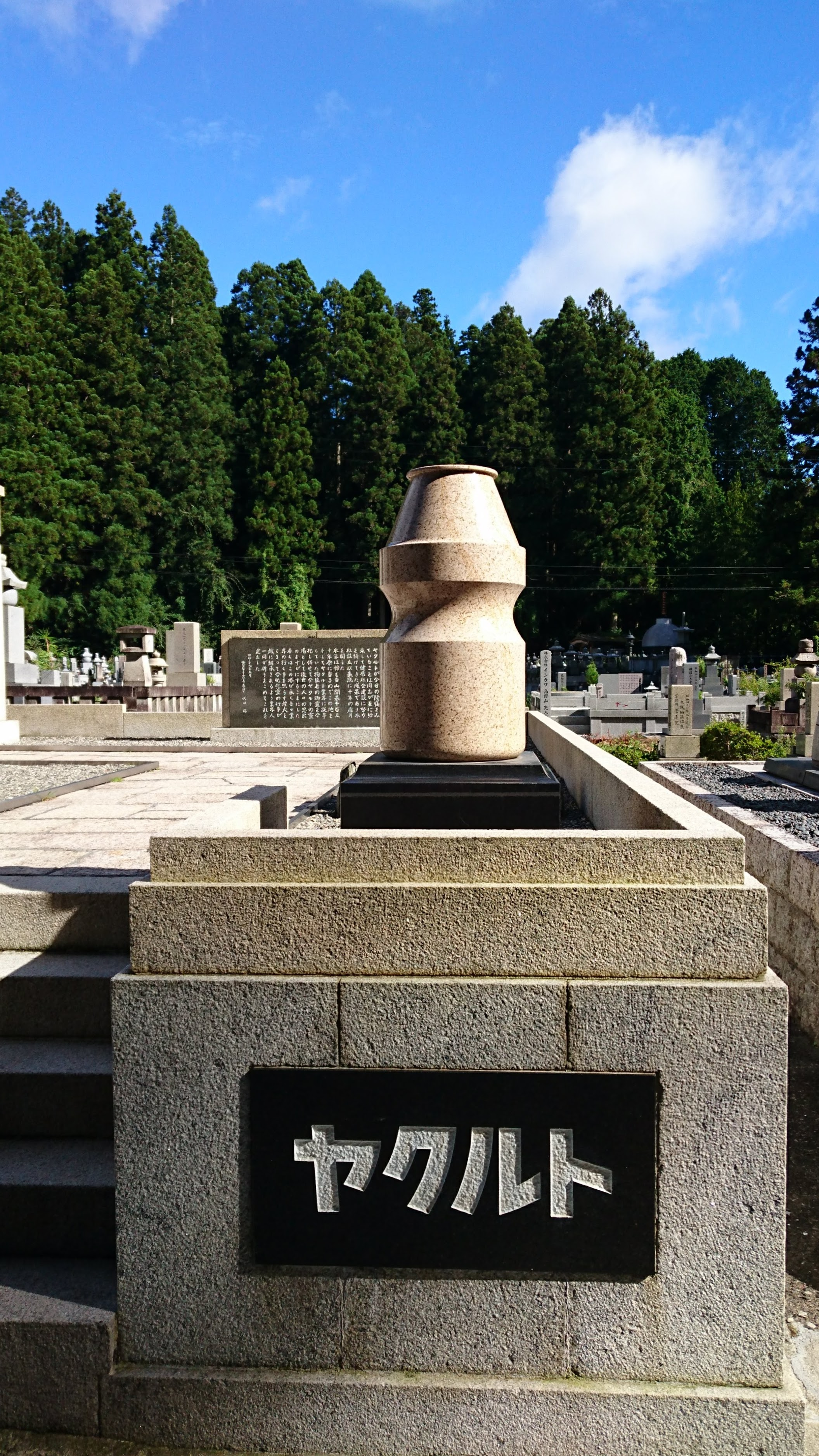
ヤクルト慰霊碑
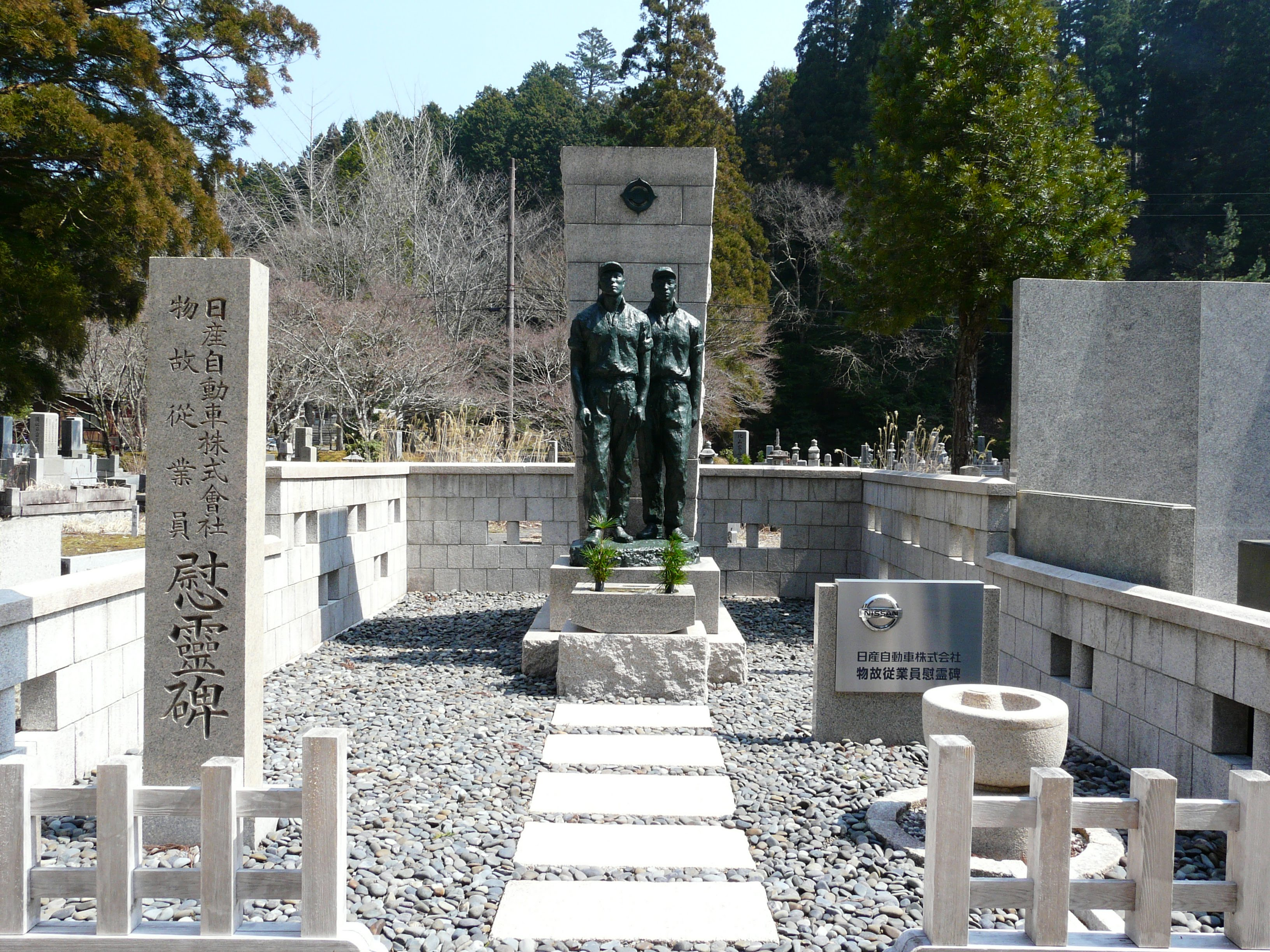
日産慰霊碑

#### 徳川家霊台
五之室谷に所在。徳川家霊台は重要文化財で、徳川家康と秀忠を祀る二棟の廟堂が建つ。寛永20年（1643年）、徳川家光の建立。かつては高野聖方の代表寺院であり徳川家の菩提寺・宿坊でもあった大徳院の境内に建つが、大徳院は明治時代に他寺院と合併し廃寺となったため、現在、金剛峯寺管理となっている。

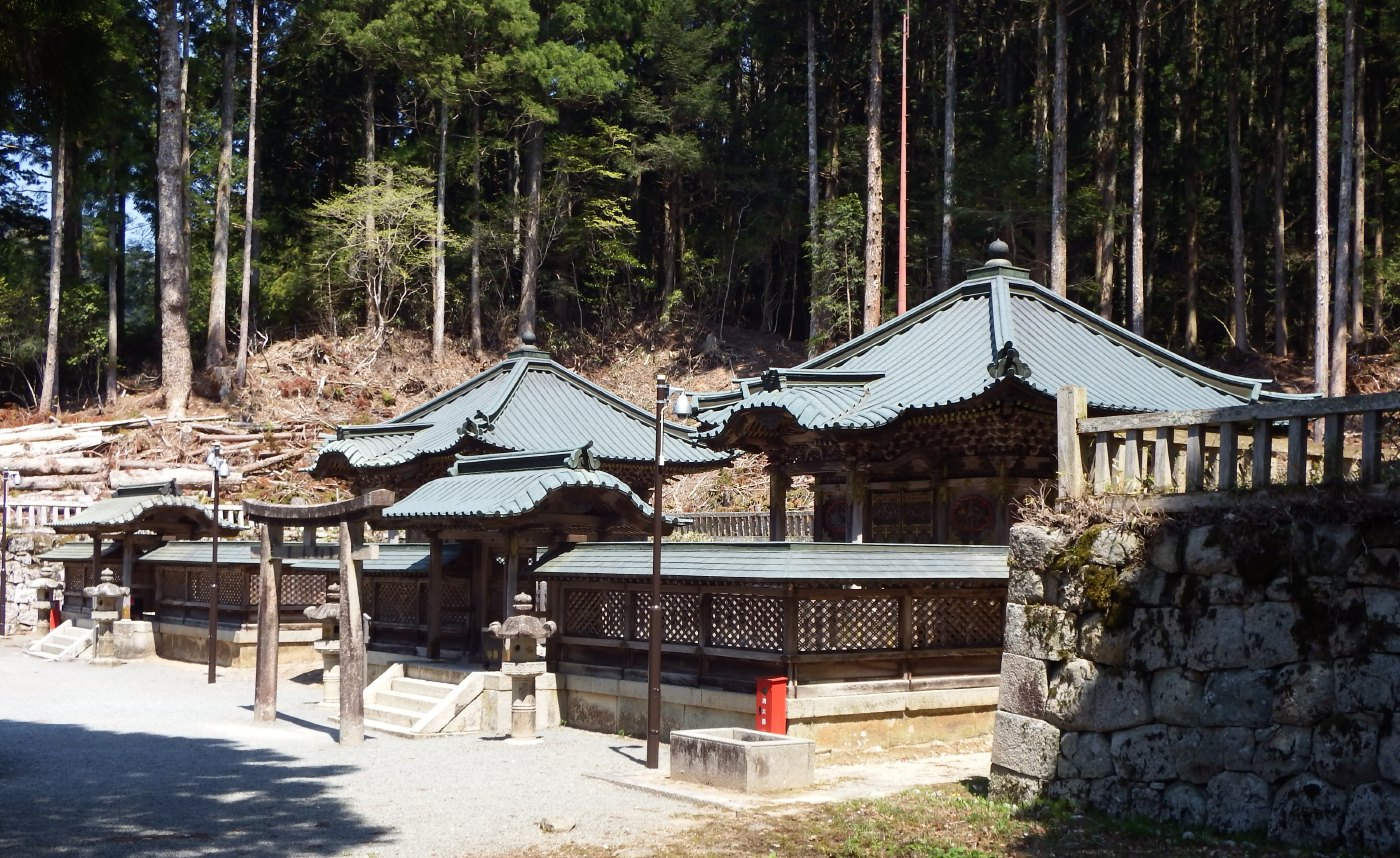
徳川家霊台
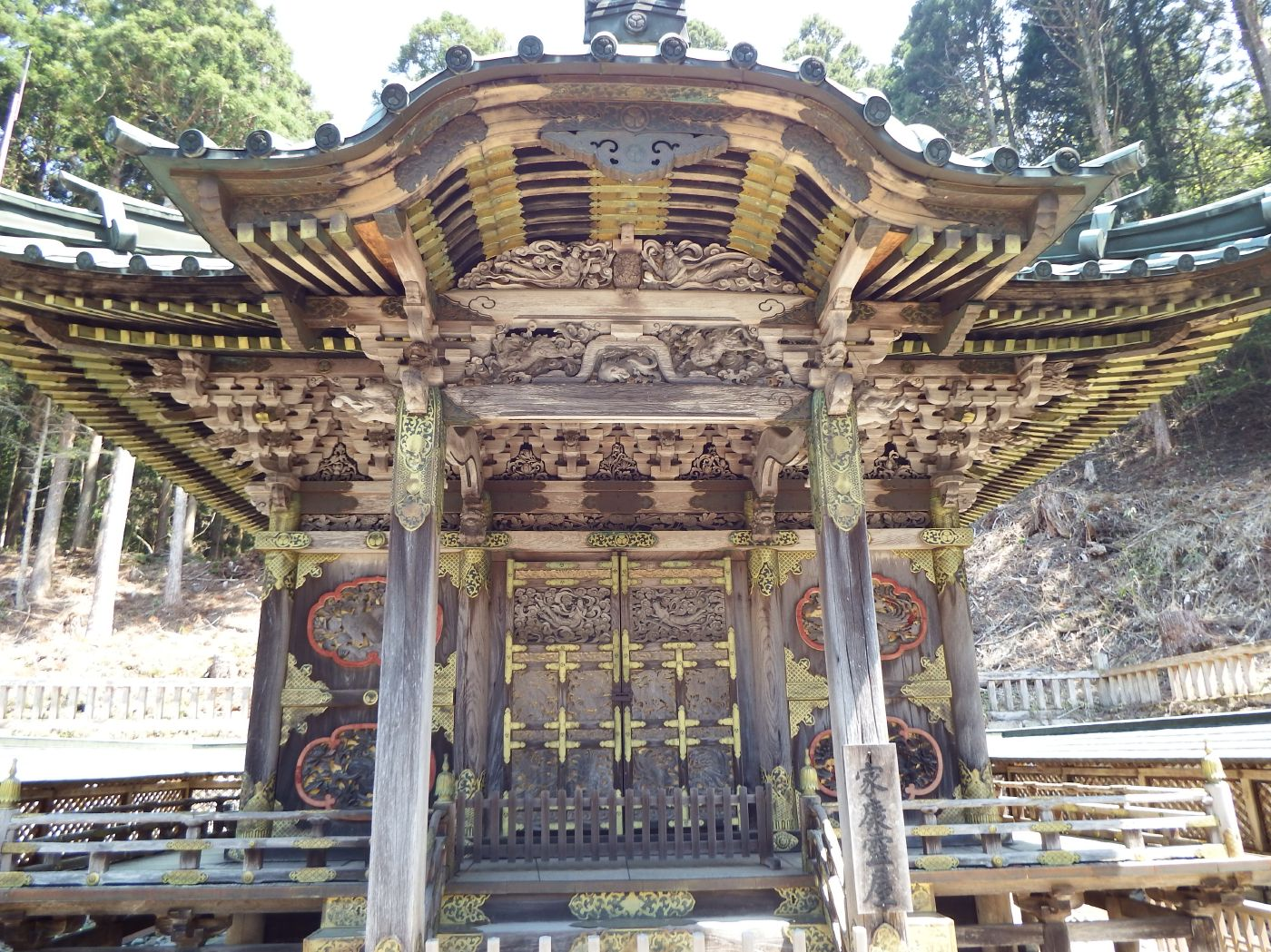
徳川家康霊屋
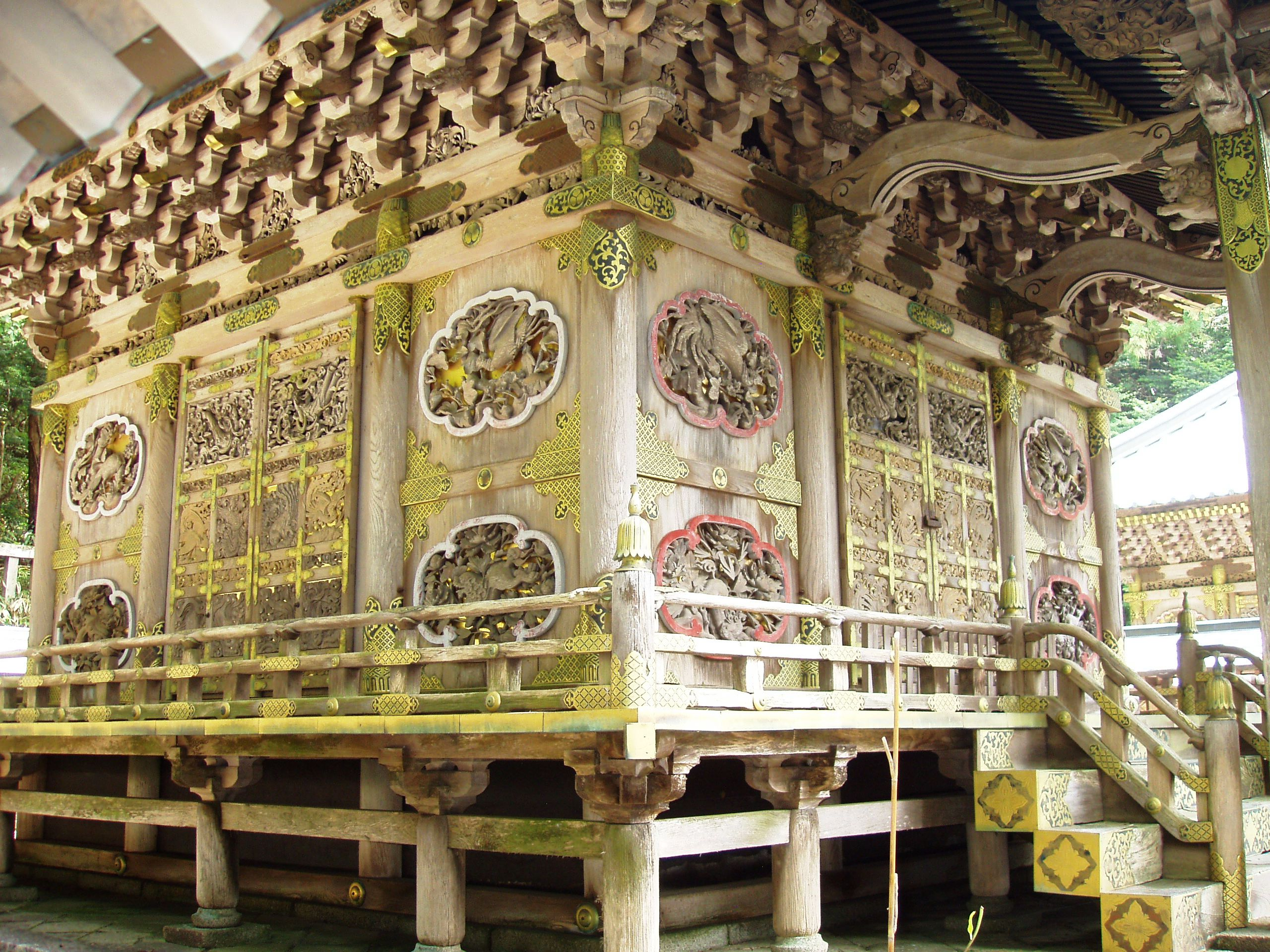
徳川秀忠霊屋

## 子院・塔頭
高野山内の寺院数は総本山金剛峯寺と大本山宝寿院を除いて117か寺とされている。ただし、この中には独立した堂宇としては現存せず、寺名だけが引き継がれているものも含まれる。山内寺院のうち52か寺は「宿坊寺院」となっており、塔頭寺院と参拝者の宿泊施設を兼ねている。これらの寺院はもともとは単なる僧の住居である草庵に過ぎなかったが、宿坊の起源は古くは平安時代にさかのぼり、諸国の大名の帰依、壇縁関係を結ぶことで、経済的な支援も受けた。やがて現在のような一般参詣者も宿泊できる宿坊となり、伝統の精進料理を味わったり、お勤め（朝勤行）、写経、写仏、阿字観（瞑想）などを体験できるようになっている。国宝の多宝塔を有する金剛三昧院も宿坊の一つである。

### 主な子院・塔頭
高野山内の寺院は117か寺とされるが、その中の主なものを下記にあげる。寺院名の後の名は、関わりの深かった権力者・武将の名である。
- 金剛三昧院 - 北条政子
建暦元年（1211年）、北条政子が夫・源頼朝の菩提を弔うために禅定院として創建。承久元年（1219年）に3代将軍・源実朝が暗殺されると禅定院を廃し、金剛三昧院を新たに建立[26]。貞応2年（1223年）建立の多宝塔が、石山寺多宝塔に次ぎ日本で2番目に古く国宝。経蔵、客殿・台所、四所明神神社本殿が国の重要文化財。他に重要文化財の寺宝を所蔵する。
- 勧学院 - 北条時宗
北条時宗が金剛三昧院境内に僧侶の勉学・修練のための道場として建立。後の文保2年（1318年）に、後宇多法皇の院宣により現在位置に移される。本尊は重要文化財の大日如来。現在でも勉学・修練の行事である勧学会が毎年行われている[144]。（一般には非公開）
- 密厳院
元は覚鑁の念仏堂と伝わる。説経節の苅萱で知られる苅萱道心と石童丸の悲話が伝わる苅萱堂があり、堂内には親子地蔵尊が祀られている。石童丸は父を探すため、母と共に高野山の麓まで来るが、高野山の掟であった女人禁制により、母を学文路の宿に残し、一人高野山に登ったが、母は病気を患い亡くなってしまう。父の苅萱道心は、石童丸を自分の子供と知っていたが、修行中の身であるため、お互いに名乗り合わず、共に高野山で修行したと伝わる。
- 青巌寺（後の金剛峯寺） - 豊臣秀吉：既述。
- 蓮華院（後の大徳院） - 徳川家康
永享11年（1439年）に徳川家の始祖と伝わる松平親氏が師壇契約を結んで以来の関係であり蓮華院を名乗っていたが[145]、1594年（文禄3年）に徳川家康が高野参詣した際に大徳院に改称する。大徳院は聖方の代表寺院で既述の徳川家霊台は大徳院境内に建ち、明治に大徳院は他塔頭と合併し廃寺となったが、旧名の蓮花院として金剛峯寺の隣で現在も徳川家歴代将軍や大奥関係の位牌を祀る。
- 成慶院 - 武田信玄
土御門天皇から院号を賜る。甲斐源氏一門と縁深い寺と伝わり、永禄3年（1560年）に武田信玄と宿坊関係を結び武田家の菩提寺の一つとして知られる。重要文化財の長谷川信春（等伯）筆の信玄公像など武田家ゆかりの寺宝を所蔵する[146]。また周防国の大内氏とも師壇関係を結んでいた[147]。
- 蓮華定院 - 真田幸村
建久元年（1190年）頃、行勝が念仏院として創建、のち改称。真田幸村、父昌幸が関ケ原の合戦で西軍の敗戦で徳川家康の命により最初に蟄居をした地。奥方は女人禁制のため麓の九度山に住み様々な物資を幸村へ送ったと伝わる。障子や提灯などに真田家の家紋の六文銭が使用されている。重要文化財の国広銘の剣、正幸が豊臣秀吉から拝領した秀吉像、昌幸使用の南蛮鉄兜、幸村が焼酎を請う書状などの真田家ゆかりの寺宝を所蔵する[148]。
- 清浄心院 - 上杉謙信
空海が創建した寺と伝わり、本尊は「二十日大師像」とよばれる空海作と伝わる弘法大師像である。平安時代に平宗盛により再建され戦国時代に上杉謙信の祈願所となる。謙信自らが毘沙門天の生まれ変わりと語ったとされるが、護摩堂本尊の不動明王の横に毘沙門天が祀られ、また重要文化時の運慶作と伝わる阿弥陀如来立像を所蔵する。境内に豊臣秀吉お手植えと伝わる桜の木がある[149]。
- 持明院 - 浅井長政
鳥羽天皇の御代に創建。伊達家、京極家、浅井家などの有力大名を壇主としたことで知られる。浅井長政夫妻の長女・淀殿が両親の供養に納めたとされる浅井長政・お市の方の肖像画が寺宝として伝わる[147]。
- 光明院 - 蜂須賀小六（正勝）
寿永2年（1183年）に木曽義仲との法住寺合戦で戦死した後白河法皇の第4皇子の円恵法親王の菩提を弔うための草庵が前身。蜂須賀小六の子が十二世住職になり、その縁で蜂須賀家代々の遺骨を納め、その一族、家臣を弔う石碑が建てられている。本尊は弥陀如来立像。寺宝に弘法大師筆と伝わる毘沙門天一幅などが伝わる[150][147]。
- 安養院 - 毛利元就
鎌倉末期に、融通念仏宗の中興の祖、法明上人が大阪平野・大念仏寺を再興するまでの約10年間、当院を修行道場としたと伝わる。その後、天正年間（1573年 - 1593年）、当院十六世、勢尊法印が、山陽・山陰の二街道巡錫さした際に、毛利元就の帰依を受け師壇の関係を結び、二代毛利輝元に知行五十石を与えられ、境内に毛利家の菩提所として歴代の建牌、石塔が数十基建立されている[151]。本尊は、重要文化財の金剛界大日如来坐像で、霊宝館に寄託されている。また境内に高野山真言宗準別格本山 金蔵院があり本尊は重要文化財の愛染明王で霊宝館に寄託されている[152]。

## その他施設

### 高野山霊宝館
1921年（大正10年）に有志者の寄付と金剛峯寺により開設され、公益財団法人・高野山文化財保存会が運営する宝物館で、一般にも開放されていて、宝物を拝観（有料）することができる。今なお117ヶ寺に伝わる寺宝は膨大にあり、こうした高野山内の貴重な文化遺産を保存し展示する施設として運営されている。1961年（昭和36年）に大宝蔵（収蔵庫）が増設され、高野山内の国指定文化財の美術工芸品の大半を所蔵している。その後も指定物件が増え1984年（昭和59年）に新館の増築、2003年（平成15年）に平成大宝蔵（収蔵庫）を増設している。開館当初に建てられた本館は、1998年（平成10年）に現存する日本最古の木造博物館として高野山霊宝館紫雲殿、玄関・北廊・中廊、放光閣、南廊及西廊、宝蔵が登録有形文化財に登録されている。
現在では、国宝21件、重要文化財148件、和歌山県指定文化財17件、重要美術品2件（計約2万8000点）を含め、5万点以上を収蔵している。

### 大師教会

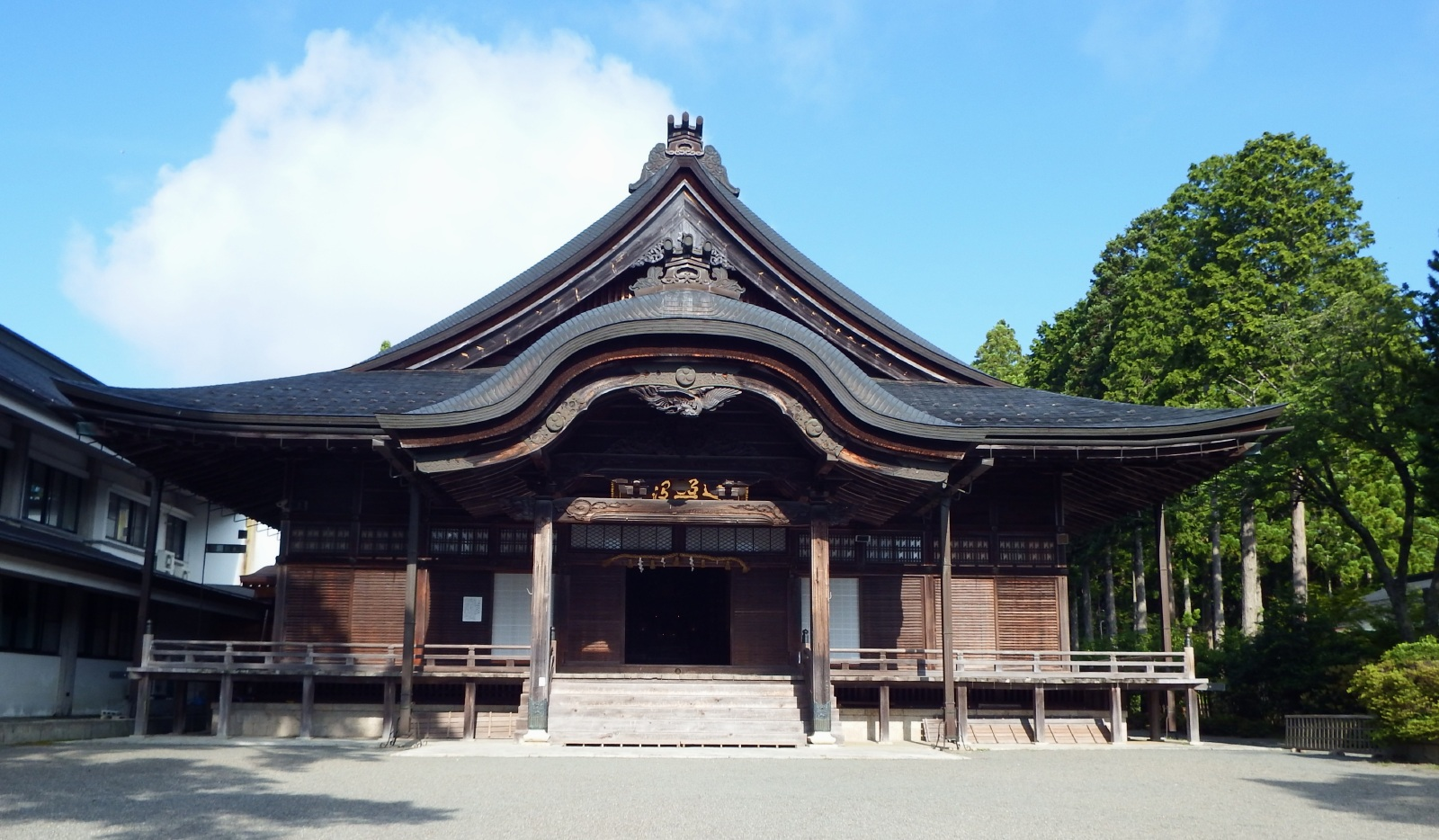
大師教会

大講堂は高野山開創1100年記念事業として1925年（大正14年）に建立され、本尊には弘法大師、脇仏に愛染明王と不動明王が祀られている。高野山真言宗の布教、御詠歌、宗教舞踊等の総本部で、各種研修会や講習会が催され、一般参詣者でも授戒、写経などが体験できる。

## 高野参詣道
真言密教の聖地「高野山」と、外界（俗世）を結ぶ参詣道（古道）である。（詳細は高野参詣道参照）
外界（俗世）から聖地「高野山」へ通じる入り口が7つあり、それら入口に繋がる参詣道は峠を進み、中には険しい道もある。空海が切り開き、かつて最もよく使われた表参詣道とよばれる「町石道」等、参詣者の出発地点に応じた7つの主要な参詣道が、7つの入口へと繋がる。それら入り口と、それに繋がる参詣道は、総称して「高野七口」とよばれる。また、主要参詣道の高野七口以外に、高野七口へ繋がる、その他参詣道がある。
「高野七口」の、外界（俗世）から聖地「高野山」への入り口7つと、それに繋がる各参詣道を「入口名 - 参詣道名」として、次にあげる。
- 「大門口 - 町石道」
- 「黒河口 - 黒河道」
- 「不動坂口 - 京大坂道」
- 「大滝口 - 小辺路（熊野古道）」
- 「大峰口 - 大峰道」
- 「龍神口 - 有田・龍神道」
- 「相ノ浦口 - 相ノ浦道」

現在では、車や電車、バスなどで手軽に参詣できるが、かつて高野参詣道は多くの参詣者で賑わった。
国の史跡に「高野参詣道」として指定されている。ユネスコの世界遺産「紀伊山地の霊場と参詣道」を構成する資産として「高野参詣道」が登録されている。

### 女人堂
かつて高野山は、1872年（明治5年）までは女人禁制であったため、女性は高野山内へは入れず、高野七口とよばれる高野山の結界入り口7つそれぞれに、女性のための籠もり堂（参籠所）として女人堂が置かれた。女人堂は、宿泊に利用したり、堂内の大日如来に祈願したり、また空海御廟や壇上伽藍を遥拝するために利用された。京大坂道の到着地点の不動坂口に、唯一現存する女人堂（高野参詣道#女人堂）がある。

## 高野七不思議
空海に関連した伝説を中心に、7つの伝説が伝わる。
1. 高野にハブなし
昔、高野山に大蛇のような毒ヘビがいたが、参詣者を見つけると襲いかかり食べていた。 これを聞いた空海は竹ぼうきで大蛇を払って封印し、再び竹ぼうきを使う時代になれば封印を解くといったと伝わる。
2. 高野に臼なし
豊臣秀吉が割粥を所望したが、高野山には米臼がなかったため、米粒を包丁で二つに切って献上した。秀吉は米粒が綺麗に2つに割れていることに気付き「山に臼はないのか」と尋ねたところ、住職は機転をきかせ「女人禁制の山に杵はたくさんありますが、臼は一つもありません」と答えたところ、秀吉は上機嫌だったと伝わる。
3. 姿見の井戸
奥之院の中の橋脇の汗かき地蔵を祀っている堂があり、その右側の小さな井戸は「姿見の井戸」と呼ばれている。 この井戸を覗き込んで、水面に自分の顔が映らないと三年以内に死んでしまうと伝わる。
4. 高野の大雨
開創以来、魚や肉が禁じられているが、肉食愛好者が入山すると空海が山を洗い清めるために大雨を降らすと伝わる。また毎年御影供で御影堂が公開されるが、翌日は穢を流し清めるために大雨が降ると伝わる。
5. 玉川の魚
空海が、奥之院の玉川のほとりで小魚を捕って串に刺して焼いて食べようとしていた男を見つけた。空海は、小魚を買い取り清流に放すと串に刺さっていた小魚が泳ぎはじめた。それを見た男は殺生の罪をくい、殺生をやめた。 小魚には串の跡の斑点が残ったといわれ、今でも高野山ではこの魚を食べないと伝わる。
6. 杖ヶ藪
空海が京からの帰り道、高野山に差し掛かり、今まで使っていた竹の杖を、もう必要ないと道端に挿し込んだ。竹は逆さまに挿されていたが、やがて根を張り枝を張り葉を茂らせ、大きな竹薮になったと伝わる。
7. 覚鑁坂
奥之院の中の橋を渡ってすぐの石段は、覚鑁坂とよばれている。 石段の数は、四二（死）を越えるという意味があるためか、四三段になっている。万一途中で転ぶと三年ともたないと伝わり、別名を「三年坂」とよばれている。

## 文化財（金剛峯寺所有）

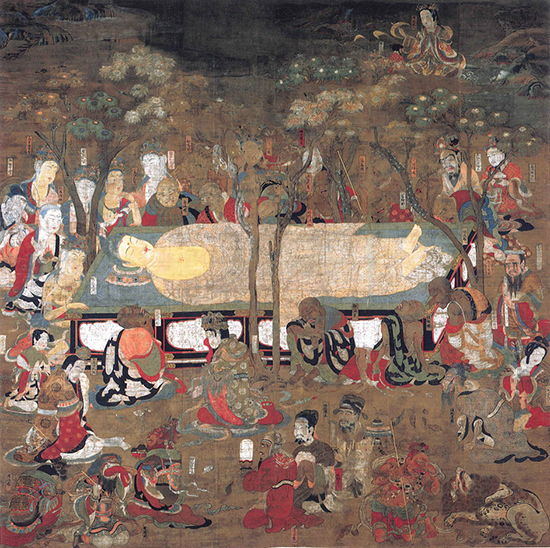
絹本著色仏涅槃図（国宝）

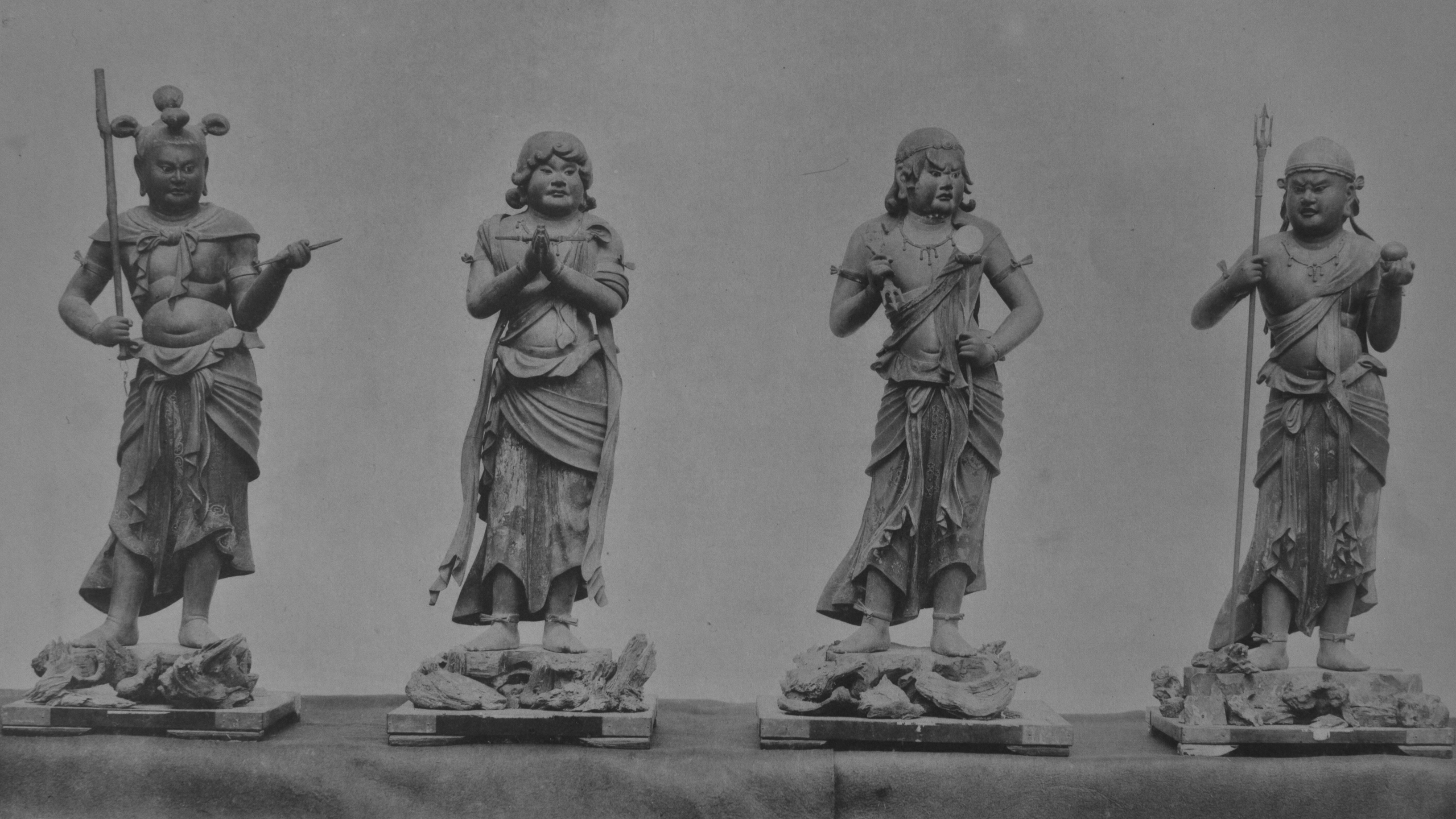
木造八大童子像（国宝）のうち（左より）制多迦童子、矜羯羅童子、慧光童子、慧喜童子

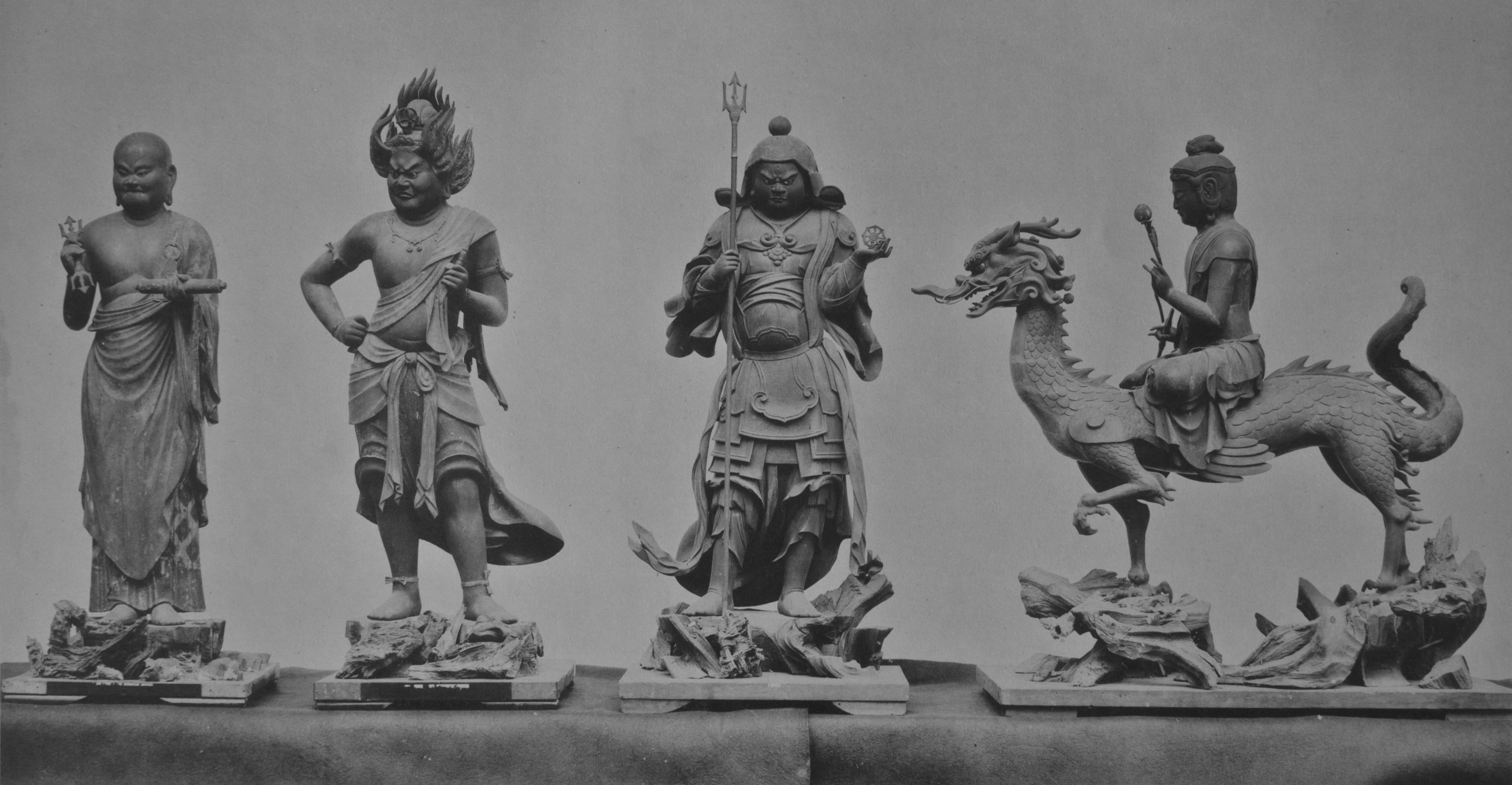
木造八大童子像（国宝）のうち（左より金剛峯寺清浄比丘、烏倶婆誐童子、指徳童子、阿耨達童子

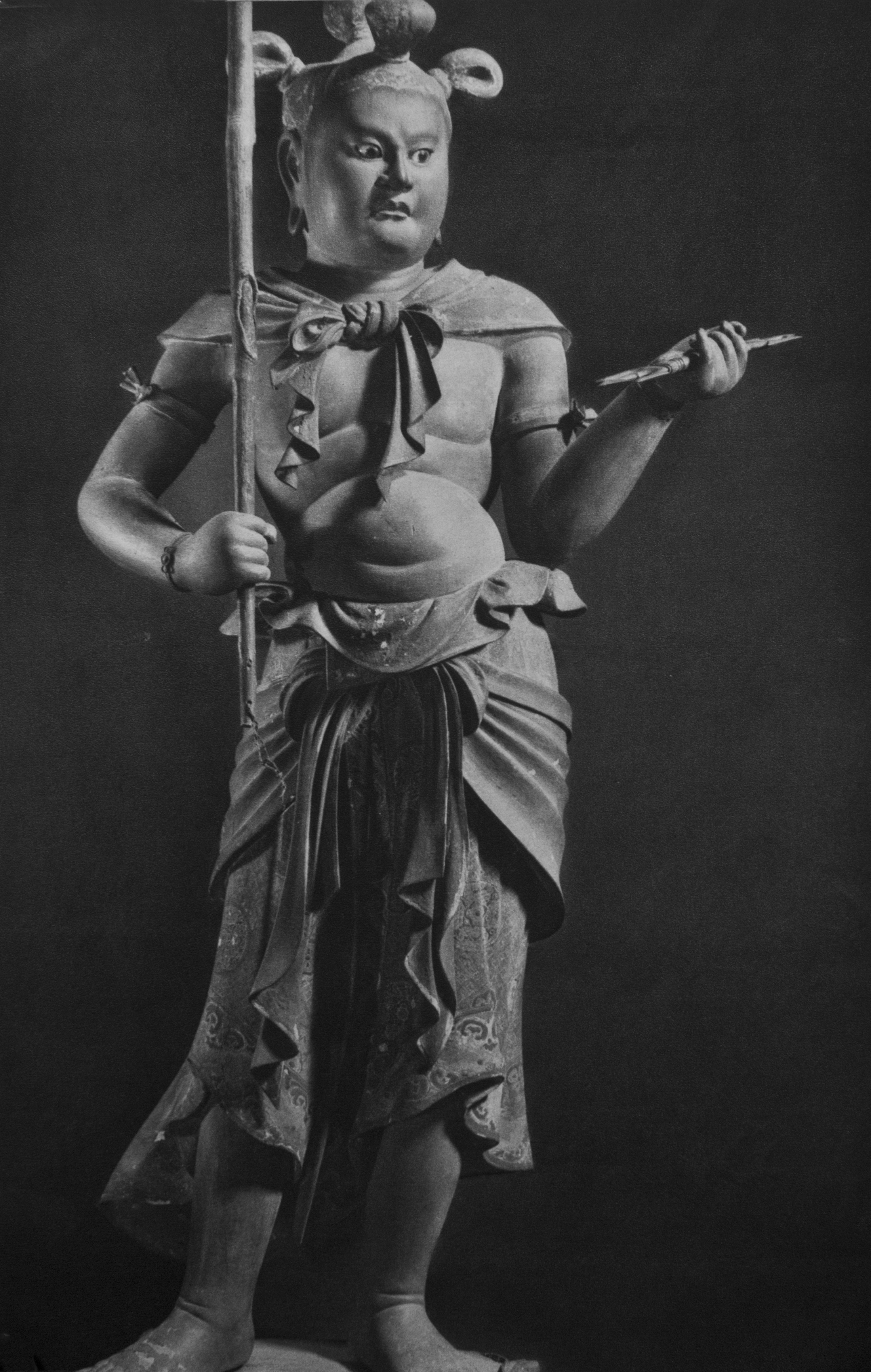
木造八大童子像（国宝）のうち制多迦童子

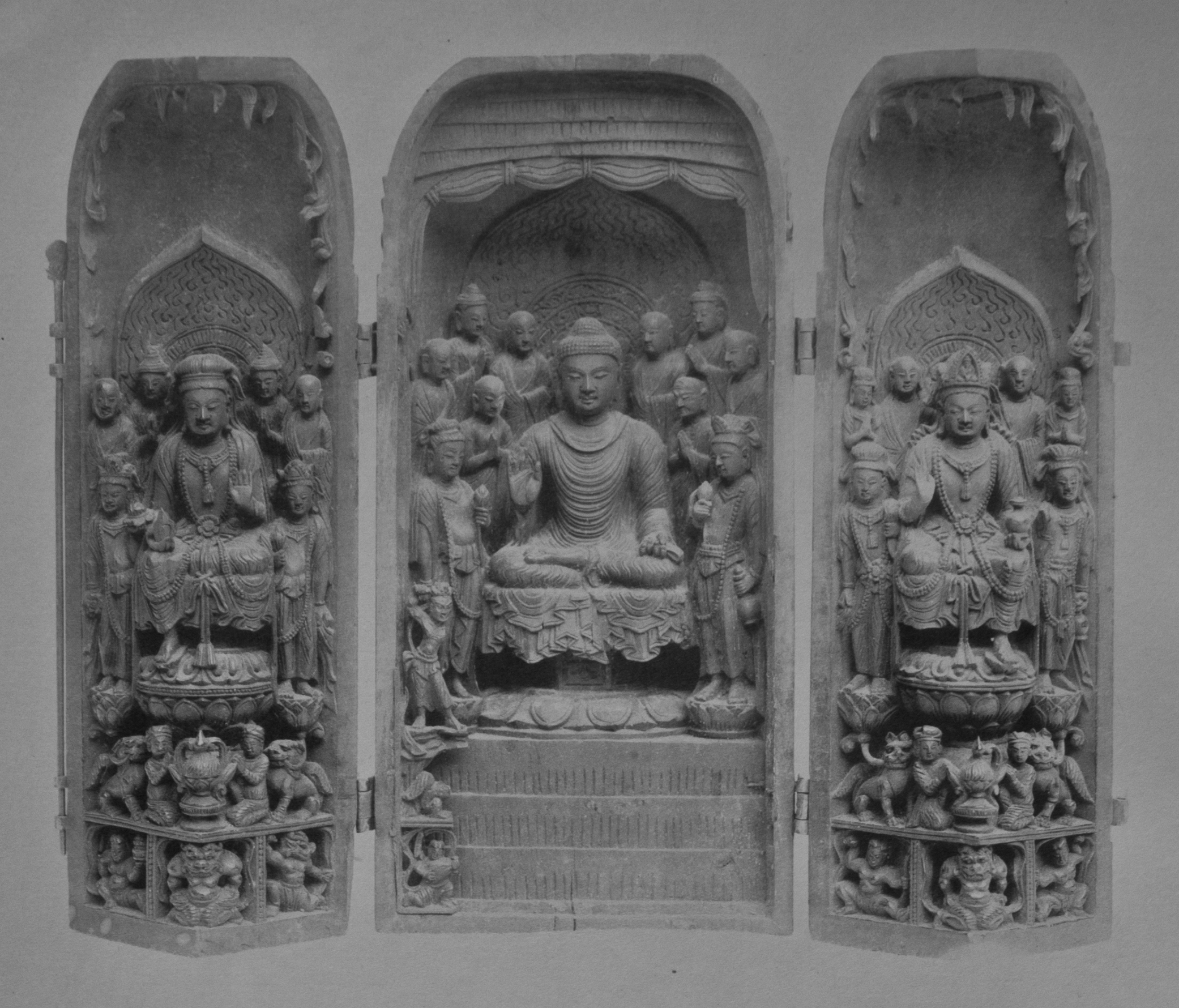
木造諸尊仏龕（国宝）

### 国宝
- 金剛峯寺不動堂
鎌倉後期建立。1952年3月29日国宝指定[170][171]。既述。
- 絹本著色仏涅槃図
平安後期の仏涅槃図。画面寸法は縦267.6センチメートル、横271.2センチメートル。伝来経緯は不明だが、諸宗寺院において涅槃図を本尊とした涅槃会が普及した平安後期にあたる「応徳三年丙寅四月七日甲午奉写己畢」（1086年）の銘があり、日本における在銘仏画として現存最古のもの。1951年6月9日国宝指定[172]。
- 絹本著色善女竜王像〈定智筆〉 
平安後期の絵仏師定智の作。旧裏書や『続宝簡集』によれば久安元年（1145年）の製作で、作者の判明する平安仏画としても類例が少ない。真言密教の雨乞い儀礼である請雨経法に関係し、『御遺告』にも登場する善女竜王を描いた仏画。現在では色彩が剥落しているが、模本の存在からかつては色彩豊かであったと考えられている。1953年11月14日国宝指定[173]。
- 木造八大童子立像〈（恵光、恵喜、烏倶婆誐、清浄比丘、矜羯羅、制多伽）/（所在不動堂）〉附:木造阿耨達童子像、指徳童子像 二駆
もと不動堂に安置されていた。八大童子は不動明王の眷属。8体のうち6体が鎌倉時代の作で、作風等から運慶一門の作と推定される。残りの2体（阿耨達童子、指徳童子）は時代が下り、附（つけたり）指定となっている。1955年2月2日国宝指定[174]。
- 木造諸尊仏龕（もくぞうしょそんぶつがん）附:銅製厨子
文明18年（1486年）の仏龕（枕本尊）。木造一基。高さ23センチメートルのビャクダン材で3分割された物を蝶番で繋いだ八角筒形の仏龕、中央の龕には釈迦如来を中心に11尊、左右の龕には菩薩像を中心に各7尊が精緻な浮き彫りで施され[175]、中国的要素が見られる。空海が唐から持ち帰った文物を記した『御請来目録』の「阿闍梨付嘱」の項目の『刻白檀佛菩薩金剛等像一龕』との記載があり、これを本仏龕に比定する説があり、空海が恵果から授かり、恵果も代々授かってきた可能性が高いと考えられている[175]。銅製厨子の底に文明十八年卯月八日作之（1486年）の刻銘がある[176]。1964年5月26日国宝指定[176]。
- 聾瞽指帰（ろうこしいき）〈弘法大師筆〉2巻（附:澄恵寄進状（天文五年三月廿一日）1巻）
平安時代作。797年空海が24歳時の著作[177]。天皇が使用する特別な縦簾紙を用いている[177]。縦28.3センチメートル、全長：巻上10.11メートル、巻下11.76メートル、紙数：巻上18紙、巻下21紙。空海青年期の著作で、空海の自筆本である。1963年7月1日国宝指定[178]。
- 金銀字一切経（中尊寺経）4296巻（附:漆塗経箱316合）
奥州平泉の藤原清衡が中尊寺の造立時に発願し書き写したと伝わり、のちに豊臣秀次が高野山に寄進と伝わる。紺色に染めた紙に、一行おきに金字と銀字で書いた写経。1表紙は金銀泥の宝相華唐草文様で装飾され、見返しに金銀泥で釈迦説法図や風俗図のような図柄がみられる[179]。2世紀の作。1951年6月9日国宝指定[180]。
- 法華経〈巻第六（色紙）〉
色変わりの華麗な用紙に書かれた写経。12世紀の作。1952年11月22日国宝指定[181]。
- 宝簡集（54巻）・続宝簡集（77巻、6冊）・又続宝簡集（167巻、9冊） 
高野山の歴史、所領、行事などに関わる古文書を巻物の形に整理したもの。西行（寺域内の草庵で修行した）、源頼朝、源義経をはじめとする歴史上の著名人の自筆書状を含む。1953年11月14日国宝指定[182][183][184]。
- 澤千鳥螺鈿蒔絵小唐櫃（さわちどりらさいまきえこからびつ）
平安後期の漆工芸品。金と青金の研出蒔絵を主体に螺鈿で表された千鳥には毛彫りが施され、土坡や岩などをぼかし、空間を平塵の地にするなど、技法を駆使して色彩感を出している。また、地の黒に金具の金色と螺鈿の色調が互いに映え、蓋表の主文とは別の趣を出している。1951年6月9日国宝指定[185]。

### 重要文化財

#### 建造物
- 金剛峯寺大門　附棟札 （1枚）：宝永2年（1705年）再建。1965年5月29日指定[186]。既述
- 山王院本殿（丹生明神社、高野明神社、総社）3棟（附鳥居及び透塀）：既述。
- 徳川家霊台（家康霊屋、秀忠霊屋）2棟（所在五室院谷）、既述。
- 金剛峯寺奥院経蔵：1922年4月13日指定[187]。既述。
- 金剛峯寺本坊 12棟：2024年1月19日指定[188][189]。既述。
  - 大主殿及び奥書院（附 棟札1枚）
  - 真然堂（附 棟札2枚）
  - 護摩堂（附 棟札1枚）
  - 鐘楼（附 棟札1枚）
  - 経蔵
  - 山門
  - 会下門
  - かご塀
  - 築地塀（附 六時鐘楼1棟）
- 金剛峯寺 9棟 - 2024年（令和6年）12月9日指定[190]。
  - 御影堂
  - 西塔
  - 山王院拝殿
  - 山王院鐘楼
  - 准胝堂
  - 宝蔵
  - 大会堂
  - 愛染堂
  - 三昧堂
- 金剛峯寺金堂及び根本大塔 - 2024年（令和6年）12月9日指定[190]。
  - 金堂
  - 根本大塔

#### 絵画
- 絹本著色愛染明王像
- 絹本著色大日如来像
- 絹本著色如来像（寺伝薬師如来）
- 絹本著色両界曼荼羅図（血曼荼羅）：平安時代作。1908年1月10日指定。[注釈 12]
1149年（久安５年）の大火で焼失した金堂を再建した際に、平清盛が奉納。空海が唐から持ち帰った胎蔵界曼荼羅と金剛界曼荼羅の写しで絹7枚を繋げ一画面としている。「平家物語」によると、高野山大塔が完成した際、平清盛が奥之院に参詣すると不思議な老人から予言を授かったが、それが空海だと考えた清盛は、金堂に奉納する両界曼荼羅の政策を決意し、金剛界曼荼羅は絵師・常命法印が、胎蔵界曼荼羅は清盛自身が描いたとされる[192]。その際、胎蔵界曼荼羅の大日如来の宝冠部分に清盛の頭の血を混ぜ彩色したと伝わる。近年のX線調査で金剛界、胎蔵界それぞれの軸内に毛髪の束が確認されている。毛髪の束は、江戸時代に修復時に納められたとの記録が残るが、平家一門の関係者の遺髪と考えられるものも納められている[193]。
- 絹本著色両頭愛染曼荼羅図
- 絹本著色山水屏風 六曲屏風
- 絹本著色丹生明神像・狩場明神像
- 絹本著色弘法大師・丹生高野両明神像（問答講本尊）

#### 彫刻
- 木造大日如来及両脇侍阿弥陀如来・釈迦如来坐像（旧所在谷上大日堂）附:木造天蓋1面
- 木造大日如来坐像（旧西塔本尊）
- 木造大日如来坐像（旧所在勧学院）
- 木造阿弥陀如来坐像（旧所在大会堂）
- 木造孔雀明王像（孔雀堂安置）
鎌倉時代作。孔雀堂の本尊として造立。大きく羽を開いた孔雀座で4本の腕を持つ明王像が座す[194]。1908年1月10日重文指定[195]。
- 木造天弓愛染明王坐像
- 木造不動明王立像・毘沙門天立像・毘沙門天立像（胎内仏）[注釈 13]
- 木造不動明王坐像（旧所在奥之院護摩堂）
- 木造不動明王坐像（旧所在不動堂）
- 木造不動明王立像
- 木造四天王立像（快慶作）附:紙本墨書広目天真言等1巻
- 木造四天王立像
- 木造執金剛神立像・深沙大将立像（附 宝篋印陀羅尼（執金剛神像内納入）8通、宝篋印陀羅尼（深沙大将像内納入）7通）[注釈 14][注釈 15][199]
- 胎蔵界板彫曼荼羅 2枚（金剛界蒔絵箱入）
- 板彫両界曼荼羅
- 木造浮彫九尊像（柿木九尊仏）

#### 工芸品
- 華形大壇
- 華形大壇・箱形礼盤（不動堂所在）
- 飛行三鈷杵（伝弘法大師所持）
- 金銅仏具（五鈷鈴2、独鈷鈴1、五鈷1、三鈷2、独鈷2）
- 紙胎花蝶蒔絵念珠箱
12枚の花弁ある花の形をした念珠箱で、紙と麻布を交互に張り重ね漆が塗られ、蓋の裏面から側面に金粉や銀粉を蒔いて、さらに漆を塗り、研出蒔絵の技法で花や蝶の模様が描かれている。海が唐の皇帝の順宗から賜ったと考えられている[200]。
- 蒔絵螺鈿筥 三衣入[201]
南北朝時代の興国3年/暦応5年（1342年）3月21日の弘法大師忌に、元・東寺一長者で当時は南朝の重鎮だった文観房弘真が、大覚寺統重代の御物である三衣袈裟を高野山に寄進した際、その容れ物として使用した箱[202]。仏教美術研究者の内田啓一は、確実な証拠はないものの、これまでの文観の経歴からして、この箱の製作にも文観が何らかの形で関わったのではないか、と推測した[202]。
- 厨子入金銅水神像
- 成身会八葉蒔絵厨子
- 銅鐘（梵鐘） 永正元年及び元亀三年銘
- 銅鐘 弘安三年銘
- 銅仏餉鉢 建久八年銘
- 舞楽装束類 一括（天野社伝来）（袍1領、蛮絵袍3領、半臂12領、下襲7領、水干小袴2具、小袴1腰、表袴1腰、帯3条、前掛2領、附:唐櫃覆1枚）
- 太刀 銘国広（附:沃懸地蒔絵太刀拵金具 正阿弥常吉作）
- 短刀 銘国光
- 剣 銘真守（備前）
- 脇指 銘長谷部国重 拵黒糸柄蝋色鞘脇指

#### 書跡典籍、古文書
- 金剛峯寺根本縁起 後醍醐天皇手印並跋（絹本）
- 増壱阿含経 巻第三十二（天平宝字三年中臣村屋連鷹取書写奥書）
- 即身成仏品（附:静遍相承記）
- 紺紙金字一切経（荒川経）3,575巻
- 紺紙金字法華一品経（開結共）28巻
- 紺紙金泥般若心経 霊元天皇宸翰
- 細字金光明最勝王経 2巻
- 雑阿含経 巻第三十九（天平十五年五月十一日光明皇后願経）
- 宋版一切経 3,750帖
- 高麗版一切経（版本6,027帖、写本258帖）6,285帖
- 紺紙金字法華経 8巻 高麗[203]
- 聖観音造立願文
- 町石建立供養願文

#### 考古資料・歴史資料
- 高野山奥之院出土品 一括（比丘尼法薬経塚出土品、御廟及び周辺出土品、灯籠堂及び周辺出土品）（明細は後出）
- 南保又二郎納骨遺品（金銅宝篋印塔、鋳出銅板三尊仏像）
- 高野版板木 5,488枚（附 添板68枚）

典拠：2000年（平成12年）までの指定物件については、『国宝・重要文化財大全 別巻』（所有者別総合目録・名称総索引・統計資料）（毎日新聞社、2000）による。

#### 焼失した重要文化財（旧国宝）
- 木造金剛薩埵坐像、金剛王菩薩坐像、不動明王坐像、降三世明王立像、普賢延命菩薩坐像、虚空蔵菩薩坐像 - もと金堂安置。1926年12月26日焼失。旧国宝。

### 国指定史跡
- 金剛峯寺境内
史跡指定地は6か所に分かれる。大門地区、伽藍地区（壇上伽藍）、本山地区（総本山金剛峯寺）、奥の院地区は1977年（昭和52年）7月14日指定。2002年（平成14年）9月20日付けで徳川家霊台地区と金剛三昧院境内が追加指定された[204]。

### 国登録有形文化財
- 高野山霊宝館紫雲殿：大正9年建設。
- 高野山霊宝館放光閣
- 高野山霊宝館宝蔵
- 高野山霊宝館玄関・北廊・中廊
- 高野山霊宝館南廊及び西廊

### 和歌山県指定有形文化財
- 紙本墨画山水図 1幅
- 赤銅菊花牡丹文透彫箱 1台
- 白銅手錫杖 1柄
- 木造金剛力士立像 2躯

### 和歌山県指定史跡
- 豊臣家墓所
- 禅尼上智碑

### 和歌山県指定天然記念物
- 奥の院の大杉林
- 高野槙の純林

## 文化財（子院所有分）

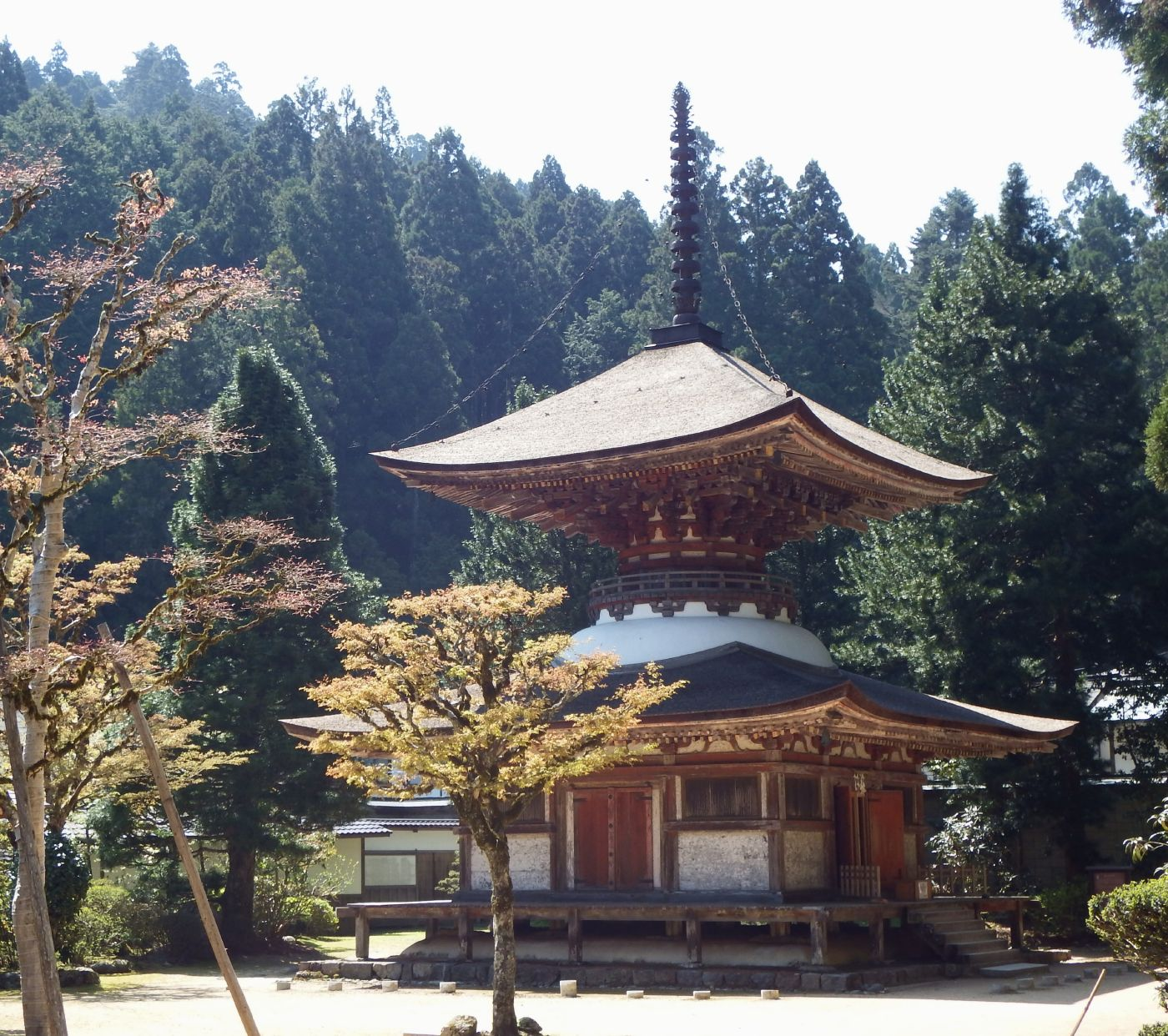
金剛三昧院　多宝塔（国宝）

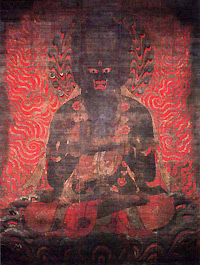
有志八幡講　五大力菩薩像（国宝）のうち金剛吼

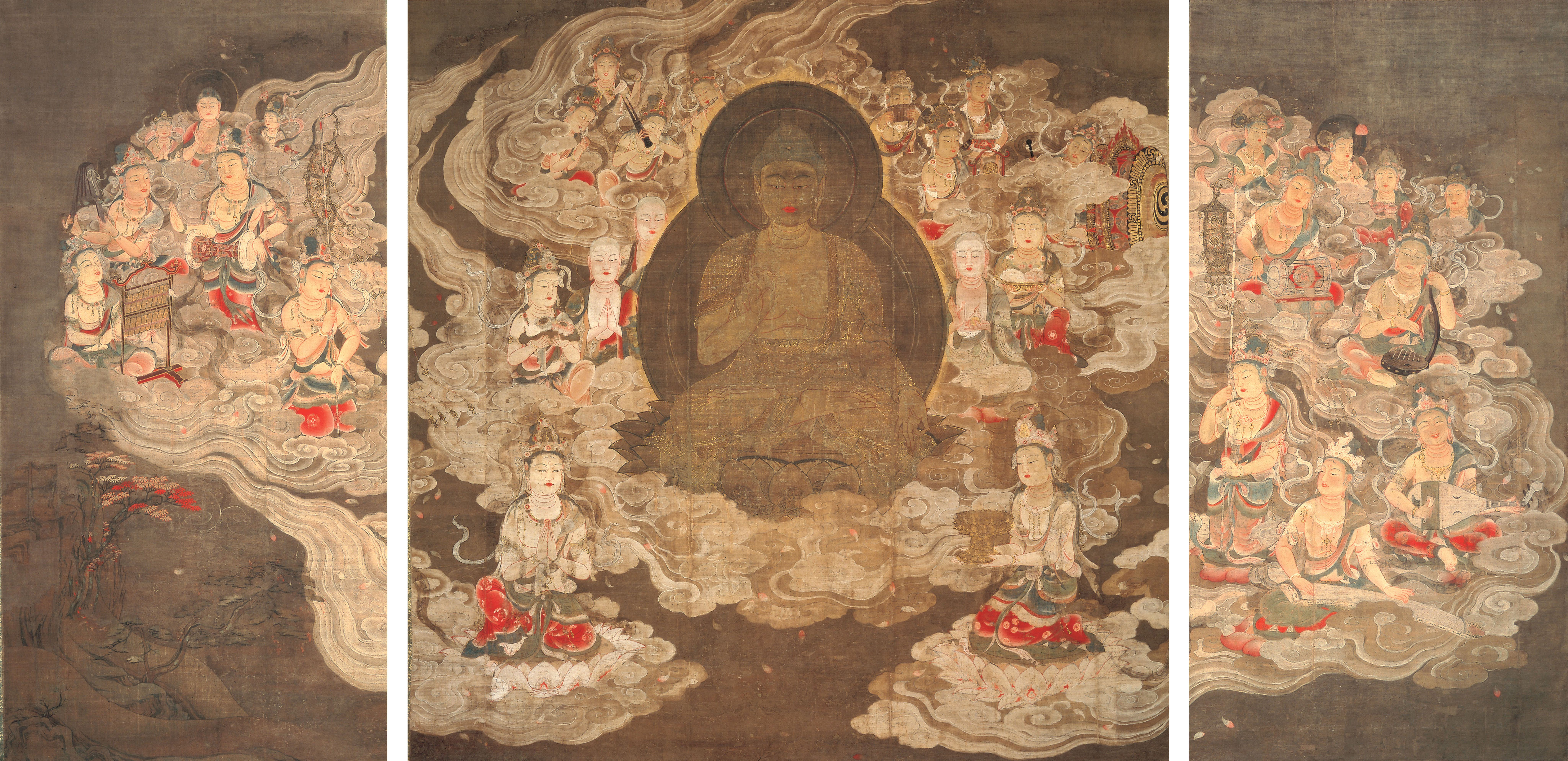
有志八幡講　阿弥陀聖衆来迎図（国宝）の一部

- 以下の子院所有の文化財については、全て財団法人高野山文化財保存会が文化財保護法に定める「管理団体」（同法第32条の2の規定に基づく）に指定されており、大部分は高野山霊宝館に保管されている。
- 以下の子院のうちには、名跡（寺籍）のみが継がれ、房舎を持たないものも含まれる（蓮華三昧院、蓮上院、西生院、泰雲院、全光院など）。

### 国宝
- 金剛三昧院
  - 金剛三昧院多宝塔 - 貞応2年（1223年）頃に建立。1952年11月22日国宝指定。
- 有志八幡講
  - 絹本著色五大力菩薩像 - 平安時代後期の仏画。5幅のうち金剛吼菩薩、竜王吼菩薩、無畏十力吼菩薩の3幅のみ現存。他の2幅（無量力吼菩薩、雷電吼菩薩）は1888年（明治21年）焼失した。もと東寺に伝来した。
  - 絹本著色阿弥陀聖衆来迎図 三幅- 浄土信仰に基づく平安後期の仏画。もと比叡山にあったが、信長の比叡山焼き討ちの後、高野山に移された。
- 蓮華三昧院
  - 絹本著色阿弥陀三尊像 - 平安後期の仏画。
- 普門院
  - 絹本著色勤操僧正像 - 勤操は空海の師。この画像は12世紀の作。
- 龍光院
  - 絹本著色伝船中湧現観音像 - 平安後期の仏画。
  - 紫紙金字金光明最勝王経 10巻（附:経帙1枚） - 聖武天皇が各地の国分寺に安置させた「国分寺経」の遺品。どこの国分寺にあったものかは不明。
  - 大字法華経（巻第三欠、明算白点本）7巻（附:経帙1枚） - 奈良時代の写経。
  - 細字金光明最勝王経 2巻（附:竹帙1枚） - 細字（さいじ）は細かい文字の意。9世紀の写経。
- 三宝院
  - 不空羂索神変真言経 - 奈良時代の写経。
- 正智院
  - 文館詞林残巻 12巻 - 唐時代の詩集を日本で弘仁14年（823年）に書写したもの。この詩集は中国には遺品がなく、日本にだけ伝わる点で貴重。
- 宝寿院
  - 文館詞林残巻 1巻
- 遍照光院
  - 紙本著色山水人物図 10面 - 江戸時代の文人画家・池大雅が描いた襖絵。

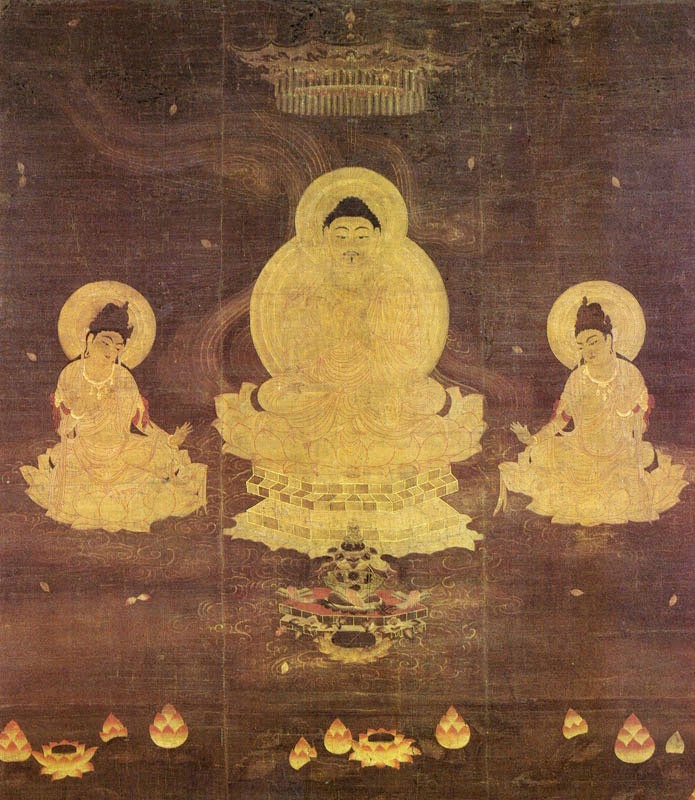
蓮華三昧院　阿弥陀三尊像（国宝）
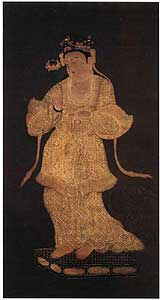
龍光院　伝・船中湧現観音像（国宝）
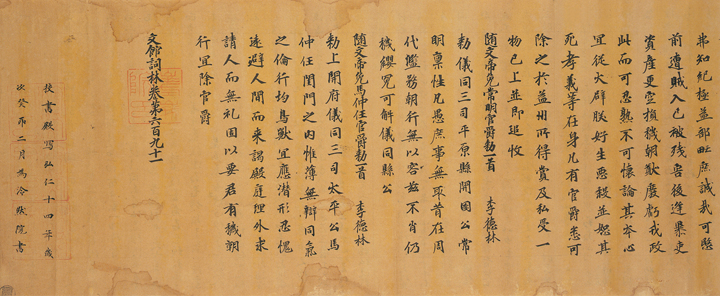
正智院　文館詞林残巻 第691（国宝）

### 重要文化財
本中院谷
- 親王院
  - 銅造阿閦如来立像
  - 木造兜跋毘沙門天立像
  - 金銅蝶形磬
  - 木造不動明王坐像
- 明王院
  - 絹本著色不動明王二童子像（赤不動）
- 龍光院
  - 絹本著色狩場明神像
  - 絹本著色両界曼荼羅図
  - 木造屏風本尊
  - 木造兜跋毘沙門天立像
  - 厨子入倶利伽羅竜剣
  - 蓮華形柄香炉
  - 灌頂道具類[205]
  - 諸経要集 巻第五
  - 註仁王般若経 巻第一
  - 放光般若波羅蜜経 巻第九（天平十五年五月十一日光明皇后願経）
  - 大毘盧遮那経（白朱両点本）・大毘盧遮那経供養次第法疏 巻第二（朱点本）8帖
  - 大毘盧遮那経 巻第一
- 成蓮院
  - 木造地蔵菩薩立像（附：像内納入品 願文、結縁交名等16点、天聖元宝1枚）[注釈 16]

谷上院谷
- 西禅院
  - 絹本著色阿弥陀浄土曼荼羅図
- 正智院
  - 絹本著色紅玻璃阿弥陀像
  - 絹本著色八字文殊曼荼羅図
  - 絹本著色普賢延命像
  - 木造毘沙門天立像
  - 木造不動明王坐像
  - 銅五鈷鈴
  - 仏頂尊勝陀羅尼経
- 宝城院
  - 絹本墨画弁才天図
- 宝寿院
  - 絹本著色七髻文殊像
  - 絹本著色尊勝曼荼羅図
  - 絹本著色地蔵菩薩像祐円筆
  - 絹本著色文殊菩薩像
  - 絹本著色六字尊像
  - 金銅三鈷（伝覚鑁所持）
  - 往生瑞応伝
  - 決定往生集本末
  - 日本法花験記上
  - 梵本大般涅槃経断簡

西院谷
- 西南院
  - 絹本著色五大虚空蔵像
  - 絹本著色大元帥明王像
  - 紙本墨画五部心観
  - 木造大日如来坐像
  - 和泉往来
  - 後小松天皇宸翰秘調伝授書（永享二年六月廿六日）
  - 西南院文書
- 桜池院
  - 絹本著色紅頗梨色阿弥陀像
  - 絹本著色薬師十二神将像
- 宝亀院
  - 紙本著色鶏図（曽我直庵筆）
  - 木造十一面観音立像
  - 崔子玉座右銘断簡 伝弘法大師筆
- 善集院
  - 絹本著色八宗論大日如来像
- 成慶院
  - 絹本著色武田信玄像（長谷川信春筆）

南谷
- 釈迦文院
  - 木造大日如来坐像
  - 木造不動明王立像
  - 大和州益田池碑銘並序（絹本）
  - 紙本白描及著色覚禅鈔 50巻（附：紙本白描及著色覚禅鈔 2巻）
- 常喜院
  - 木造地蔵菩薩坐像 永仁2年（1294年）、院修ら作

小田原谷
- 如意輪寺
  - 木造如意輪観音坐像
- 金蔵院
  - 木造愛染明王坐像
- 蓮花院
  - 孔雀文磬
- 安養院
  - 木造大日如来坐像
- 金剛三昧院
  - 経蔵：1922年（大正11年）4月13日指定
  - 客殿及び台所：1965年（昭和40年）5月29日指定
  - 四所明神社本殿：1965年（昭和40年）5月29日指定
  - 木造五智如来坐像（多宝塔安置）
  - 木造千手観音立像
  - 木造不動明王立像
  - 絹本著色愛染明王像
  - 金地著色梅花雉子図（客殿大広間襖）14面
  - 刀 銘繁慶2口
  - 銅鐘（承元四年十一月日鋳之の銘あり）
  - 高野版板木 486枚
- 高室院
  - 木造薬師如来坐像
- 蓮上院
  - 木造不動明王立像（帆不動）

往生院谷
- 不動院
  - 銅造阿弥陀如来及両脇侍立像
- 北室院
  - 絹本著色五大力菩薩像
- 遍照光院
  - 紙本著色商山四皓及虎渓三笑図（曽我直庵筆 六曲屏）
  - 絹本著色一字金輪曼荼羅図
  - 紙本墨画菊図・紙本墨書菊図賛
  - 木造多聞天立像・持国天立像
  - 木造阿弥陀如来立像（快慶作）
- 三宝院
  - 五行大義巻第五
  - 白氏文集巻第三残巻
  - 文鏡秘府論
- 地蔵院
  - 紙本著色高野大師行状図絵（第一巻は天保11年（1840年）狩野養信による補写）
  - 木造阿弥陀如来坐像
- 持明院
  - 絹本著色浅井久政像・紙本著色浅井長政像・絹本著色浅井長政夫人像
- 成福院
  - 絹本著色阿弥陀如来像

蓮華谷
- 大明王院
  - 漢書周勃伝残闕
- 清浄心院
  - 絹本著色九品曼荼羅図
  - 絹本著色当麻曼荼羅縁起
  - 木造阿弥陀如来立像
  - 花鳥文磬
- 遍明院
  - 木造文殊菩薩及使者像 1基
- 赤松院
  - 金銅宝相華文線刻蓮華形磬
- 円通寺
  - 紙本著色十巻抄
  - 紙本白描不動明王二童子毘沙門天図像
  - 木造釈迦如来坐像

千手院谷
- 普賢院
  - 四脚門：江戸寛永頃の建築、1965年（昭和40年）5月29日指定
  - 紙本墨画五大力菩薩像
  - 木造毘沙門天立像
- 普門院
  - 木造釈迦如来及諸尊像（枕本尊）
- 五大院
  - 木造薬師如来坐像
- 西生院
  - 絹本著色恵果阿闍梨像

五室院谷（一心院谷）
- 竜泉院
  - 絹本著色伝熊野曼荼羅図
  - 木造薬師如来坐像
  - 絹本著色弘法大師像
- 光台院
  - 絹本著色毘沙門天像
  - 木造阿弥陀如来及両脇侍立像
- 五坊寂静院
  - 絹本著色不動明王三童子像
  - 木造阿弥陀如来及両脇侍立像
- 南院
  - 木造不動明王立像（浪切不動）
- 巴陵院
  - 金銅金剛盤
- 蓮華定院
  - 剣 銘国広
- 多聞院
  - 木造毘沙門天立像
- 全光院
  - 花文刺繍打敷
- 泰雲院
  - 木造竜猛菩薩立像

墓原
- 佐竹義重霊屋（清浄心院所有）：桃山慶長4年・作、1965年（昭和40年）5月29日指定
- 松平秀康及び同母霊屋2棟（蓮花院所有）：桃山慶長12年と桃山慶長9年・作、1965年（昭和40年）5月29日指定
- 上杉謙信霊屋（清浄心院所有）：江戸前期・作、1965年（昭和40年）5月29日指定

典拠：2000年（平成12年）までの指定物件については、『国宝・重要文化財大全 別巻』（所有者別総合目録・名称総索引・統計資料）（毎日新聞社、2000）による。

### 国登録記念物（名勝地関係）
- 光臺院庭園
- 西禅院庭園
- 正智院庭園
- 本覚院庭園
- 桜池院庭園

### 和歌山県指定有形文化財
本中院谷
- 親王院
  - 金銅五鈷鈴 1口
  - 金銅金剛盤 2面
  - 金銅五鈷杵 1握
  - 金銅花鳥文磬 1面

谷上院谷
- 西禅院
  - 高野版木製活字 2834個
- 宝城院
  - 絹本著色不動明王二童子像	1幅
- 宝寿院
  - 紙本墨画瓜竹の子図 2幅
  - 絹本著色金剛薩埵像 1幅
- 天徳院
  - 絹本著色理趣経十八会曼荼羅図 1幅

西院谷
- 西南院
  - 石造五輪塔 4基 - 鎌倉時代建立。
  - 絹本著色真言八祖像 8幅
  - 紙本墨画釈迦三尊像 3幅
- 桜池院
  - 絹本墨画淡彩騎獅文殊菩薩像 1幅

南谷
- 常喜院
  - 常喜院校倉 - 寛永年間（1624年 - 1645年）建立。

小田原谷
- 安養院
  - 文禄三年連歌懐紙 1帖
- 金剛三昧院
  - 絹本著色仏涅槃図 1幅
  - 金剛峯寺境内出土の地鎮・鎮壇具 135点

往生院谷
- 不動院
  - 不動院書院 - 安土桃山時代建立。
- 遍照光院
  - 石造多層塔 1基 - 鎌倉時代建立。
  - 絹本著色不動明王二童子像	3幅
- 三宝院
  - 木造弘法大師坐像	1躯

千手院谷
- 普賢院
  - 銅磬 1面
- 無量光院
  - 絹本著色弘法大師像 1幅

五室院谷（一心院谷）
- 光台院
  - 紙本墨画山水図襖	2面
- 巴陵院
  - 金銅五鈷鈴 1口
- 蓮華定院
  - 真田幸村自筆書状 1巻2通
  - 白銅素文磬 1面

### 和歌山県指定史跡
- 正智院
  - 高麗陣敵味方戦死者供養碑
- 蓮華院
  - 崇源夫人五輪石塔
- 桜池院
  - 武田信玄・武田勝頼墓地

### 和歌山県指定名勝
- 宝善院
  - 宝善院庭園

## 世界遺産
ユネスコの世界遺産『紀伊山地の霊場と参詣道』（2004年7月登録）は以下13件の文化財を含む。
- 史跡
  - 伽藍地区境内[208]
  - 松平秀康及び同母霊屋
  - 大門地区境内
  - 金剛三昧院地区境内
  - 徳川家霊台地区境内
  - 本山地区境内
- 国宝
  - 金剛峯寺不動堂
  - 金剛三昧院多宝塔
- 重要文化財

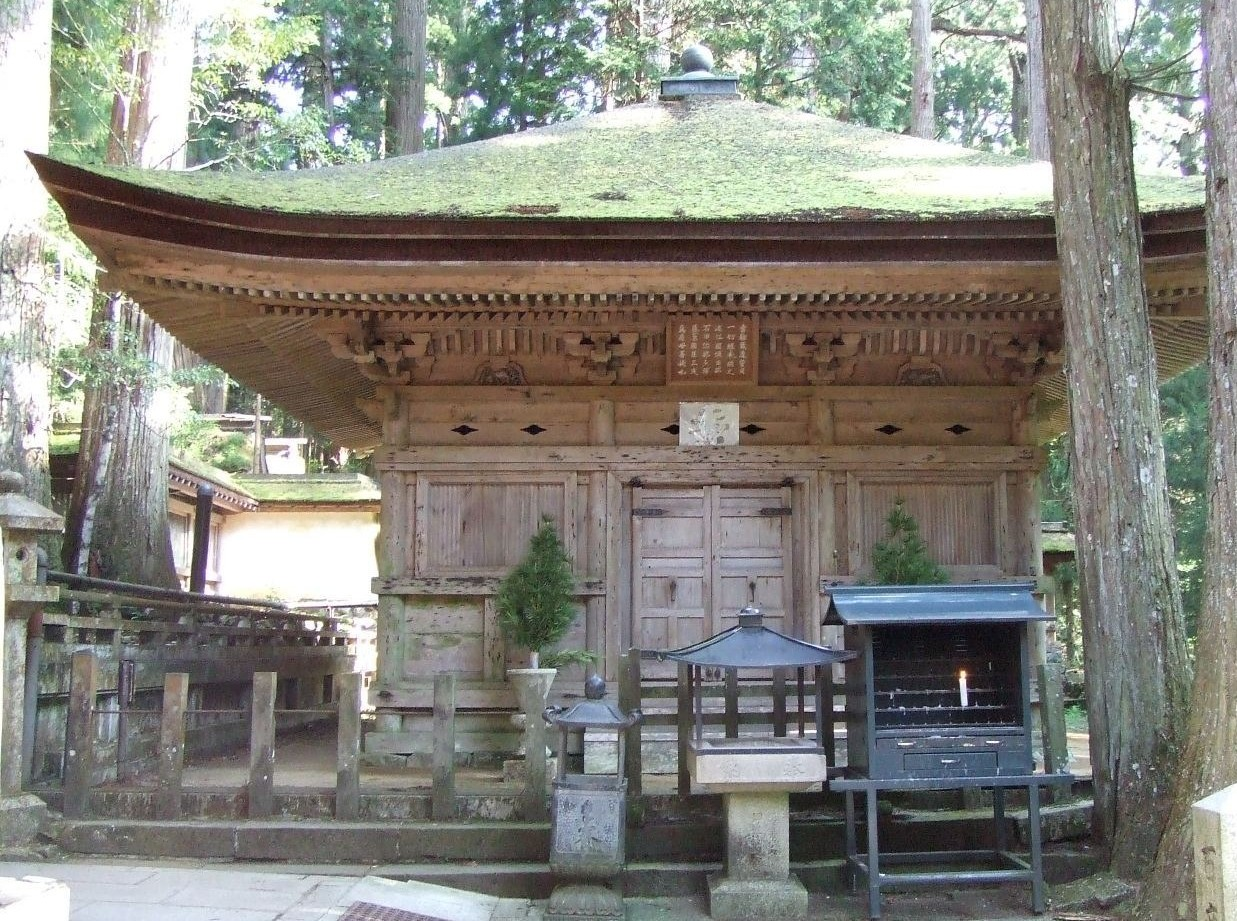
奥院経蔵（重要文化財）

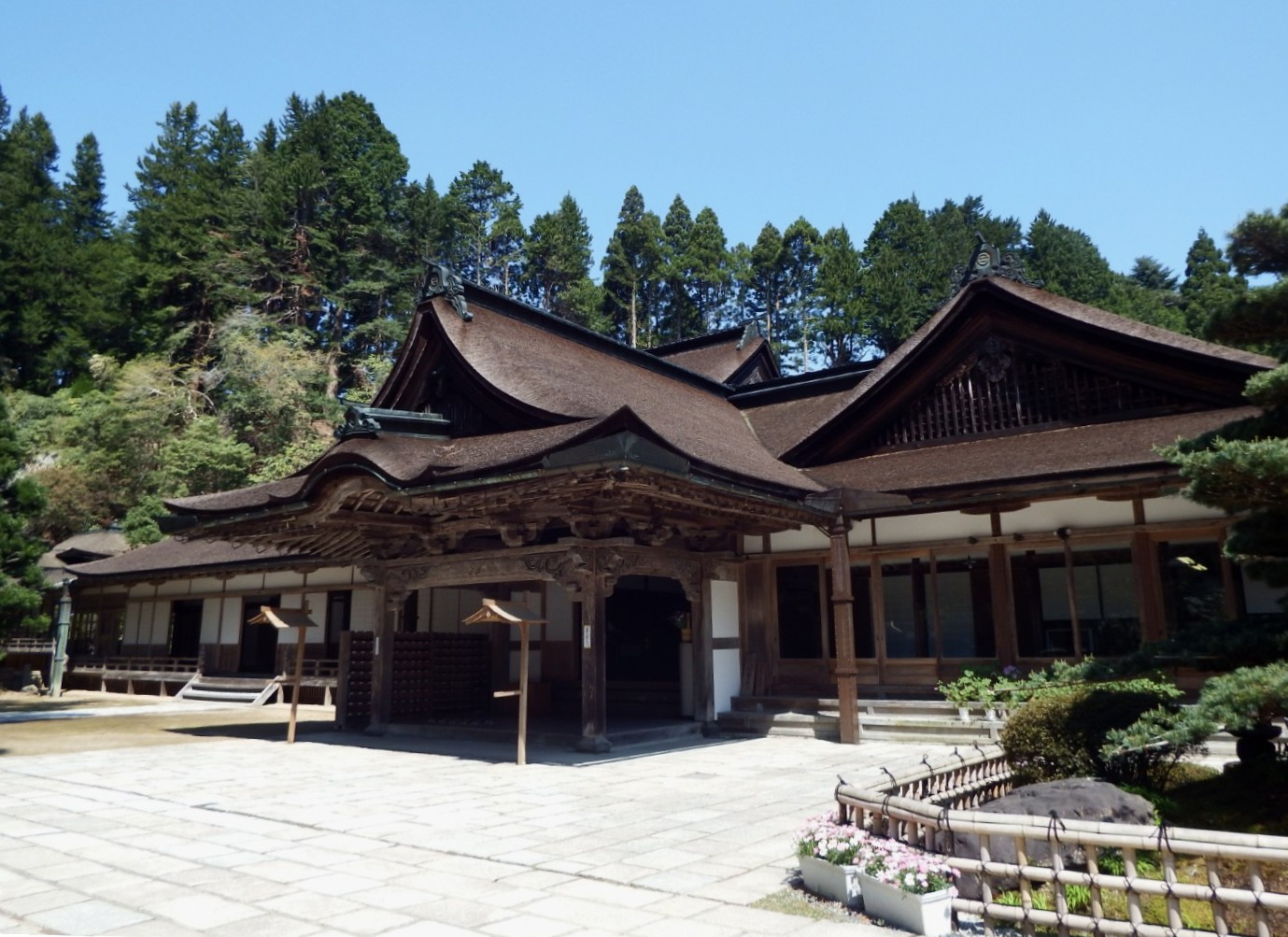
金剛三昧院客殿（重要文化財）

  - 金剛峯寺山王院本殿3棟（附：鳥居及び透塀）
  - 金剛峯寺奥院経蔵
  - 上杉謙信霊屋
  - 佐竹義重霊屋(附：宝篋印塔5基)
  - 松平秀康及び同母霊屋（附：秀康霊屋‐宝篋印塔5基、秀康母‐宝篋印塔2基）
  - 金剛峯寺大門（附棟札1枚）
  - 金剛三昧院経蔵・四所明神社本殿・客殿及び台所
  - 金剛峯寺徳川家霊台2棟（家康霊屋‐厨子1基、秀忠霊屋‐厨子1基）
- 県指定文化財
  - 豊臣家墓所
  - 禅尼上智碑
  - 崇源夫人五輪石塔
  - 高麗陣敵味方供養碑
  - 奥院の大杉林
  - 金剛峯寺大主殿・奥書院・経蔵・鐘楼・真然堂・護摩堂・山門・会下門・かご塀